# Geschichte Russlands

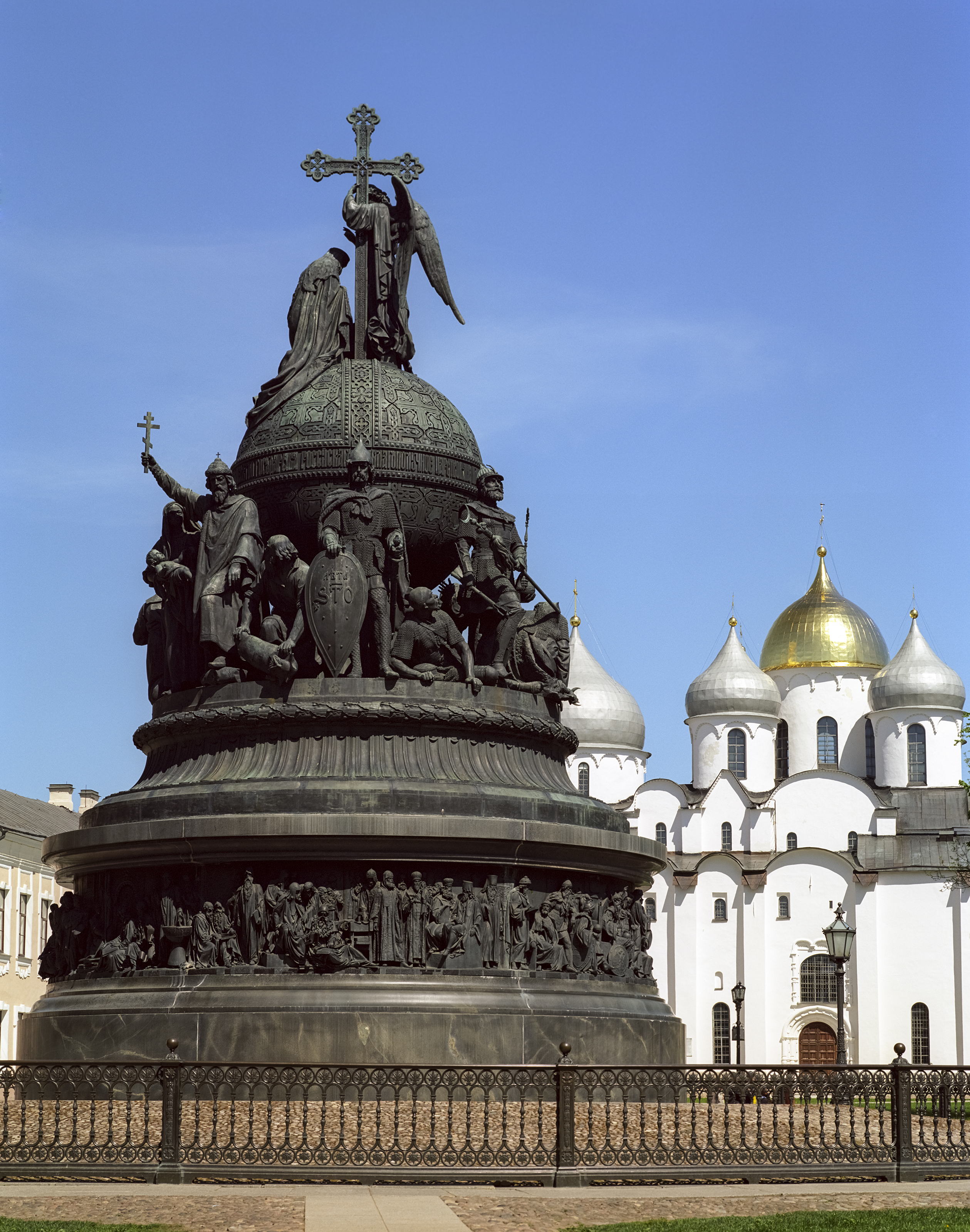
„Tausend Jahre Russland“ (1862). Monument vor der Sophienkathedrale in Nowgorod

Die Geschichte Russlands umfasst die Vorgeschichte, Entstehung und Entwicklung des russischen Staates.
Ausgehend von der frühesten Besiedlung verschiedener Stämme des heutigen russischen Territoriums seit der Altsteinzeit, beschäftigt sich dieser Artikel mit der Entstehung der Kiewer Rus, eines ostslawischen Großreiches, das sich um 980 formierte, durch die Annahme des Christentums von Byzanz her (988/89) in die christliche Ökumene eintrat und schließlich 1240 dem Mongolensturm zum Opfer fiel. Die mongolische Invasion der Rus führte zum Zusammenbruch des Reiches von Kiew, dessen Nachfolgereiche (im Westen von der Mitte des 13. bis zur Mitte des 14. Jahrhunderts, im Osten bis in die zweite Hälfte des 15. Jahrhunderts) unter die Herrschaft der Goldenen Horde fielen. In der Zeit der Herrschaft der Tataren kam es zu einer Entfremdung gegenüber dem westlichen Kulturkreis.
Der zunehmende Zerfall der Goldenen Horde und die gleichzeitige innere und äußere Konsolidierung der nordöstlichen Rus rund um das Großfürstentum Moskau begünstigte die zunehmende russische Kolonisation, die die russische Geschichte seitdem entscheidend geprägt hat. Einer Phase der inneren Zerrüttung, der sogenannten Smuta, am Anfang des 17. Jahrhunderts, folgten mehrere Kriege gegen Polen-Litauen sowie Kriege gegen das Osmanische Reich. Zar Peter I. modernisierte mit den nach ihm benannten Reformen das seit 1721 imperiale Russische Reich und führte es an Westeuropa heran. Im Verlauf des 18. Jahrhunderts festigte das Russische Reich seinen Anfang des Jahrhunderts erworbenen Großmachtstatus, baute ihn weiter aus. Die schnelle räumliche Ausdehnung zu dieser Zeit ließ jedoch für die innere Entwicklung kaum staatliche Mittel übrig, da das reale Sozialprodukt bald stagnierte. Nach dem Sieg über die Grande Armée in Napoleons Russlandfeldzug 1812 festigte das Russische Reich bis zur Mitte des 19. Jahrhunderts die Vorherrschaft auf dem europäischen Festland. Aufgrund der herrschenden Autokratie und der zu Beginn des 17. Jahrhunderts eingeführten Leibeigenschaft konnte das agrarisch geprägte Reich jedoch mit den sich rasant entwickelnden Industriestaaten immer weniger Schritt halten, bis schließlich Zar Alexander II. nach der Niederlage im Krimkrieg eine Phase der inneren Reformen anschob.
Die Reformen beschleunigten Russlands wirtschaftliche Entwicklung, doch das Land wurde immer wieder von inneren Unruhen destabilisiert, da die politischen Veränderungen nicht weitreichend genug waren und große Teile der Bevölkerung ausgeklammert wurden. Durch die Februar- und Oktoberrevolution im Jahre 1917 während des Ersten Weltkriegs wurde die Zarenherrschaft über Russland beendet und in der Folge die sozialistische Sowjetunion gegründet, die bis 1991 Bestand hatte. Der „Große Vaterländische Krieg“ begann am 22. Juni 1941 mit dem deutschen Überfall auf die Sowjetunion und endete nach dem Ende der Schlacht um Berlin mit der bedingungslosen Kapitulation der Wehrmacht am 8./9. Mai 1945. Dieses Datum wird bis heute in Russland als Tag des Sieges begangen. Vor allem wegen der von Deutschen geplanten und ausgeführten Massenverbrechen an der Zivilbevölkerung starben im Kriegsverlauf zwischen 24 und 40 Millionen Bewohner der Sowjetunion. Nach dem Zerfall der Sowjetunion erlebten ihre Nachfolgestaaten einen schwierigen Transformationsprozess, zunächst mit großen Einbrüchen sowohl beim nationalen BIP als auch bei der wirtschaftlichen Situation vieler Menschen. Darauf folgte in der Russischen Föderation ab dem Jahr 2000 ein von der Weltkonjunktur begünstigter Aufschwung, der 2013 beendet war.

## Frühgeschichte

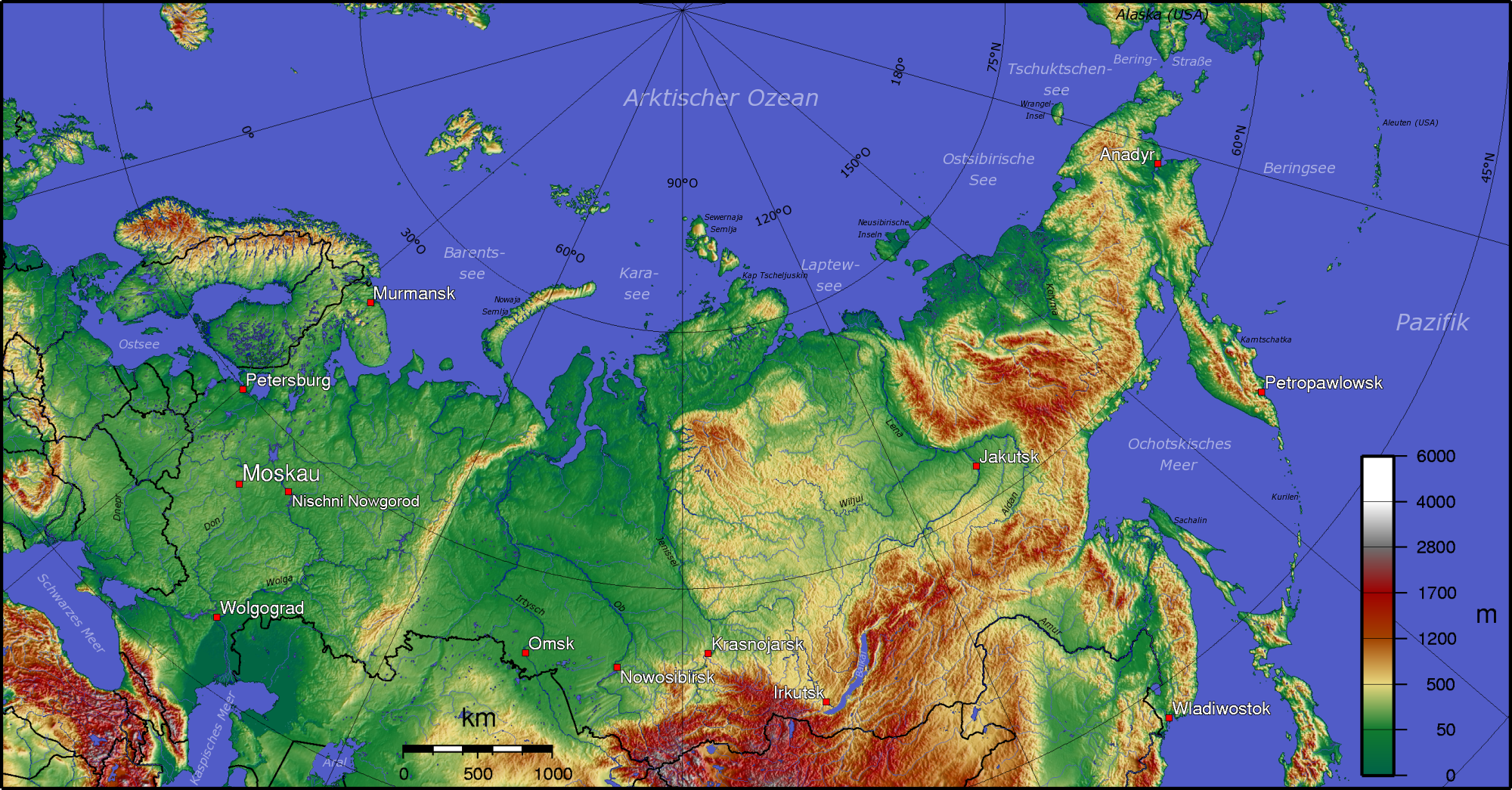
Topografie Russlands

Endlos erscheinende Weiten und die Einförmigkeit riesiger Ebenen kennzeichnen den Raum. Im Süden und Südwesten begrenzen Gebirge (Kaukasus und Karpaten) das osteuropäische Tafelland. Die Küsten im Norden (Weißes Meer) und im Süden sind schwach gegliedert. Im Süden erreicht das europäische Flachland lediglich Binnenmeere (Schwarzes Meer und Kaspisches Meer). Nach Westen und Osten ist das osteuropäische Flachland offen. Weder die westlichen Sumpfgebiete (Prypjatsümpfe) noch der Ural sind eigentliche Verkehrshindernisse. Westsibirien stellt eine kontinentale Fortsetzung des europäischen Russlands dar. Eine Grenze verläuft am Rand des gebirgigen Mittel- und Ostsibiriens. Da keine westöstlichen Gebirge den osteuropäischen Tieflandsraum gliedern, reicht die Polarluft mitunter bis tief in den Süden ohne aufgehalten zu werden. Naturräumlich begrenzen die klimatischen Bedingungen die menschliche Besiedlung. Fast die Hälfte der Böden ist ständig gefroren oder taut nur an wenigen Tagen im Jahr auf. Durch die offenen und wenig Schutz bietenden Grenzen wurden die Menschen in diesen Gebieten häufig von äußeren Einfällen gefährdet (vgl. auch Russische Großlandschaften).
Auf dem riesigen Gebiet Russlands sind Menschen seit etwa 100.000 Jahren nachgewiesen. Die Besiedlung verdichtete sich ab 35.000 v. Chr. in den weiträumigen Flussgebieten und klimatisch begünstigten Zonen. Die Jäger und Sammler wohnten in hütten- und zeltartigen Behausungen und Höhlen. Mit ihren Steinwaffen jagten sie vor allem das Mammut.
Der Übergang zu einer bäuerlichen Kultur vollzog sich in einigen Gegenden seit dem 6. Jahrtausend v. Chr. sehr früh. Verstärkt seit dem 3. Jahrtausend v. Chr. wurden Pferde gezähmt und gezüchtet. Die Menschen der Kurgankultur, die sich von der unteren Wolga und dem Dnepr-Becken ausbreiteten, nutzten das Tier zum Reiten und zum Wagenziehen. Viele Nomadenstämme durchzogen die weiten Steppen Russlands nun mit ihren Pferden.
Seit dem 12. Jahrhundert v. Chr. drangen immer wieder vom Kaukasus aus kriegerische Reiternomaden in die Steppen Russlands vor, unter anderem von Skythen und Sarmaten, und bildeten zum Teil frühe Großreiche. Eine genaue stammesmäßige Gliederung lässt sich für die Zeit nicht aufschlüsseln. Ein erstes Königtum der Skythen bildete sich im 7. Jahrhundert v. Chr. im heutigen Aserbaidschan heraus, ein zweites im 6. Jahrhundert v. Chr. am Nordrand des Schwarzen Meeres und in der Waldsteppe. Im 7. Jahrhundert v. Chr. stießen die Griechen im Zuge ihrer Kolonisationsbewegung auch in das Schwarze Meer vor und gründeten an der Südküste der Krim und am Bug und Dnepr Städte. Diese Griechenstädte waren für die nördlichen Nachbarn von großer Bedeutung. Sie blieben nach dem Sturm der Völkerwanderung wichtige politische und wirtschaftliche Stützpunkte des Byzantinischen Reiches, über die ein reger Handelsverkehr zu den nördlichen Nachbarn abgewickelt wurde (vgl. Chersones). Sprachgeschichtlich lässt sich auch noch keine Dominanz des Slawischen feststellen. Nach 500 v. Chr. bildeten sich anscheinend festere Gemeinschaften heraus. Nördlicher von ihnen waren in der Waldzone Finno-ugrische Völker, die nach Westen stießen, und Balten beheimatet.

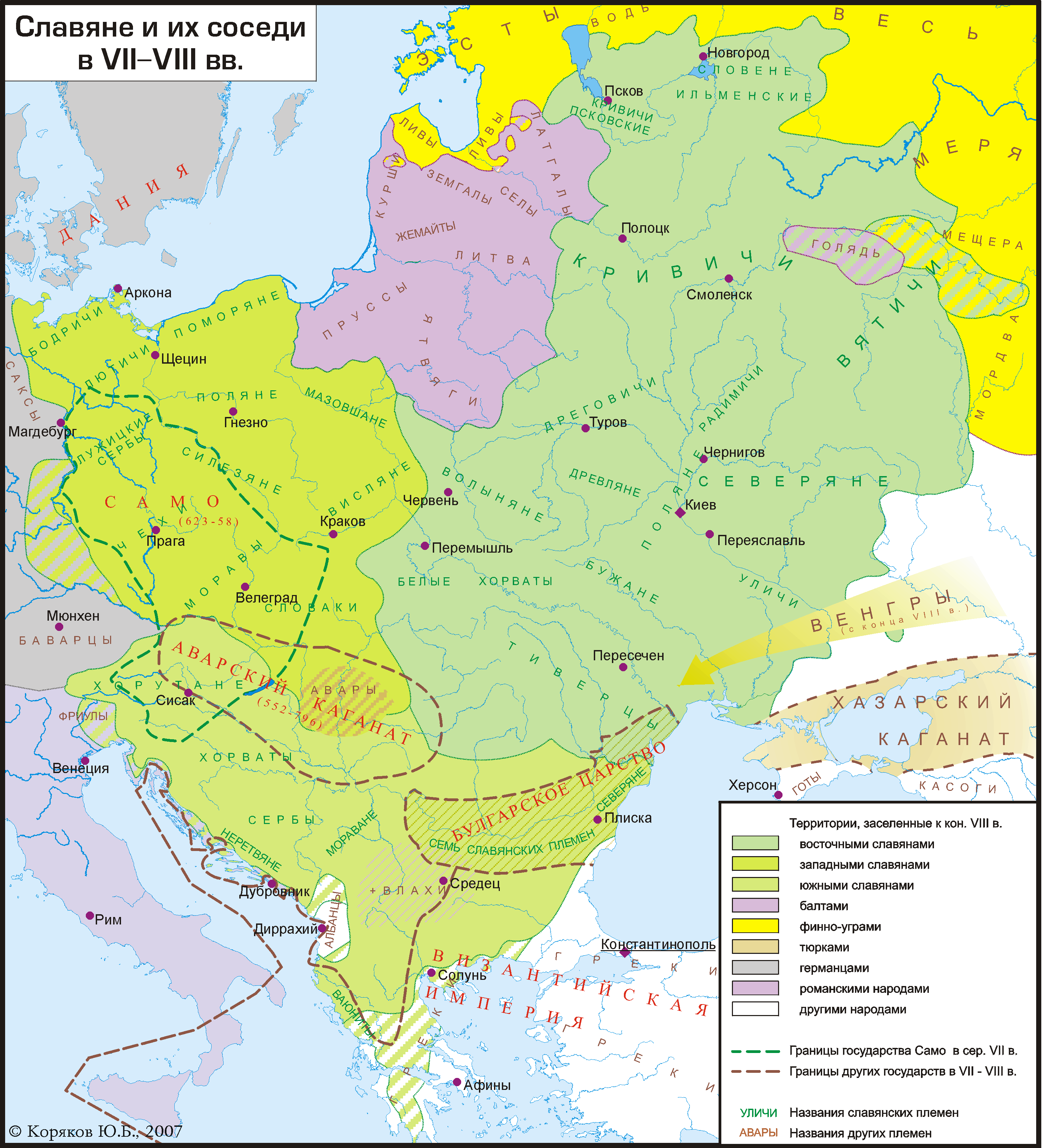
Gebiete der Ostslawen (dunkelgrün) im 7. und 8. Jahrhundert

Slawen waren ursprünglich am mittleren Dnepr, nördlich von Kiew fassbar. Die Herkunft des Namens ist bis heute nicht eindeutig geklärt. Zumindest teilweise befanden sie sich in Abhängigkeit vom Gotenreich. Nach dessen Zerschlagung setzte eine Wanderungsbewegung auch nach Norden und Nord-Osten ein. Die slawischen Stämme, die sich unmittelbar auf dem Gebiet des heutigen Russlands niederließen, waren Ilmenslawen, Kriwitschen, Wjatitschen und Sewerjanen. Sie durchbrachen den Siedlungsgürtel der Balten und finno-ugrischen Stämme und kolonisierten die Waldgegenden um den Ilmensee. Gegenüber den slawischen Stämmen, die nach Westen vordrangen, begann sich bis Ende des 10. Jahrhunderts eine gemeinsame ostslawische Sprache herauszubilden. Ein Teil der Slawen geriet unter die Oberherrschaft des Chasarenreiches, das Ende des 5. Jahrhunderts zwischen unterer Wolga und Don entstanden war. Es umschloss sehr verschiedene ethnische Elemente (unter anderem Magyaren oder Alanen). Die Chasaren, türkischer Herkunft, bildeten nur eine Minderheit, stellten aber die Herrschaftselite.
Zwischen 552 und 745 befand sich auf einem Teil vom heutigen Territorium Russlands das Alte Großbulgarische Reich. Um 654 teilte sich Großbulgarien in drei Teile auf. Vom 10. bis zum 14. Jahrhundert gehörte das Land zwischen Wolga und Kama zum Reich der Wolgabulgaren.
Die ostslawischen Stämme des 9. Jahrhunderts befanden sich in unterschiedlichen Entwicklungsstadien. Die Poljanen am Dnepr um Kiew sowie die Drewljanen hatten sich zu festeren Verbänden unter Fürsten zusammengeschlossen. Für die anderen Stämme fehlen solche Hinweise. Die verschiedenen Stämme trugen ihre Namen nach landschaftlichen Begebenheiten und waren untereinander eng verwandt. Eine genaue Abgrenzung der Siedlungsgebiete der Stämme ist nicht möglich.
Allgemein waren die Ostslawen sesshafte Ackerbauern und Viehzüchter. Aufgrund des kühlen Kontinentalklimas und den wenigen ertragreichen Böden (die fruchtbare Schwarzerdregion lag im südlicheren Steppengebiet), damit einhergehenden periodischen Missernten und Hungersnöten, wurde der traditionelle Lebensraum der Russen der Wald. Holz war bis ins 20. Jahrhundert das wichtigste Bau- und Brennmaterial. Die Waldgewerbe sowie die Waldbienenzucht oder die Jagd stellten lange Zeit bedeutende Wirtschaftszweige dar. Wachs und Pelze und andere Waldprodukte bildeten für viele Jahrhunderte die wichtigsten Exportgüter Russlands. Wald und Sümpfe behinderten den Verkehr, der deshalb in der Regel über die Flüsse ging. Das Land war aber nur inselhaft besiedelt. Nur von Orten, die an großen Verkehrswegen lagen, war daher eine herrschaftliche Erschließung möglich. Diese Orte bildeten Kiew am Dnepr, Weliki Nowgorod an der Einmündung des Wolchow aus dem Ilmensee und Alt-Ladoga an der Einmündung des Volchow in den Ladogasee.

## Kiewer Rus (882–1240)
Der älteste ostslawische politische Verband in der Geschichte war die Kiewer Rus. Gegründet von Warägern, entstand er in der ersten Hälfte des 9. Jahrhunderts. In ihm bildete sich eine gemeinsame, christlich orthodox geprägte Kultur mit Zentrum in Kiew heraus, auf deren Grundlage sich in den Folgezeiten die heutigen als das russische, das ukrainische und das belarussische Volk bekannten Nationen formierten. Der Verband bestand über drei Jahrhunderte. Nach dem Tod des letzten Großfürsten von Kiew zerbrach er 1132 in mehrere unabhängige Fürstentümer. Damit begann eine Zeit feudaler Zersplitterung, die schon bald zum Verlust der politischen Unabhängigkeit der „russischen“ Länder (benannt nach den Rus) beitragen sollte. In den 1220er Jahren kam es zu einem ersten Zusammenstoß mit den Mongolen, als die mongolischen Generäle J̌ebe Noyan und Sube'etai auf ihrem Rückzug in die Mongolei ein Aufgebot verschiedener Herrschaften der Rus und ihrer Verbündeten in der Schlacht an der Kalka vernichtend schlugen.
Wiewohl die Geschichte und Kultur der Rus in der Literatur häufig als „altrussisch“ bezeichnet werden, lässt sich kein vorrangiger oder gar exklusiver Anspruch der heutigen Russen auf das Erbe gegenüber Ukrainern oder Weißrussen ableiten. Die Bevölkerung war mehrheitlich ostslawisch, zum Reich gehörten aber auch finnische, baltische und turksprachige Gruppen. Ein Nationalstaat war die frühmittelalterliche Rus nicht. Die ostslawische Bevölkerung hat sich vermutlich sprachlich nach Stämmen differenziert, aber noch nicht nach den drei heutigen Gruppen, greifbar als Schriftsprache ist nur das Kirchenslawische. Heute ist das alte Zentrum Kiew ukrainisch, die wichtige Stadt Nowgorod jedoch russisch und das mittlerweile zu Russland gehörende Smolensk war lange weißrussisch. Die Kiewer Rus gehört insofern zur Geschichte oder Vorgeschichte aller drei Völker, auch wenn insbesondere Ukrainer und Russen sich gegenseitig Ansprüche absprechen.

### Aufstieg und Blüte

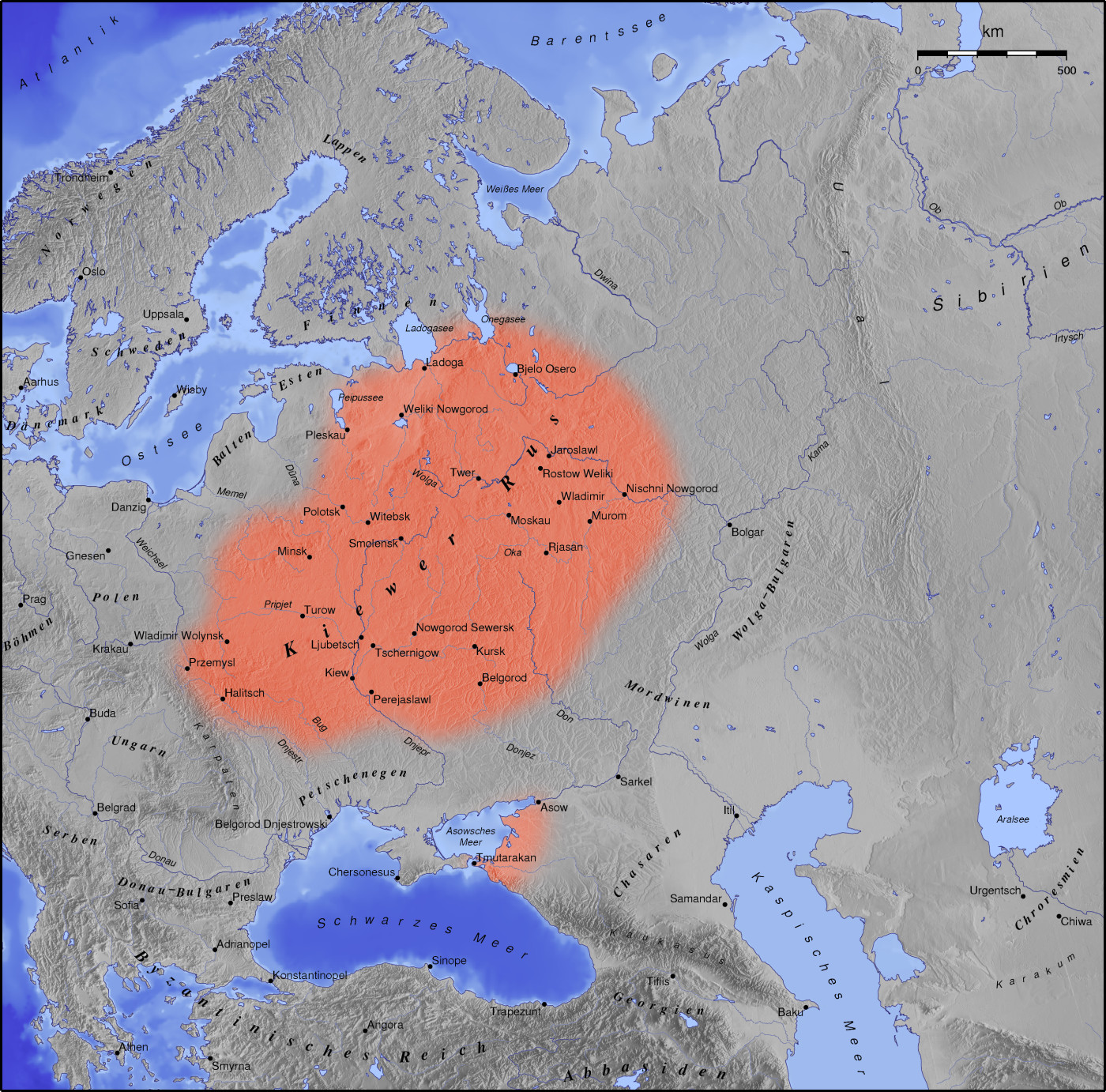
Die Ausdehnung der Kiewer Rus um ca. 1000: Das russische Land erstreckte sich von den linken Nebenflüssen der Weichsel bis zu den Vorläufern des Kaukasus, von Taman und dem Niederlauf der Donau bis zu der Küste des Finnischen Meerbusens und des Ladogasees.

Der erste mittelalterliche Staat auf dem Boden des späteren Russland war die normannisch-skandinavische Herrschaft über eine slawische Bevölkerung, vor allem entlang eines Handelsweges, der Skandinavien mit dem Byzantinischen Reich (Weg von den Warägern zu den Griechen) verband. Bedingt durch die Schwäche des Chasarenreiches und den damit zusammenhängenden Rückgang des Wolga-Handels gewann dieser Weg im Frühmittelalter ab der zweiten Hälfte des 9. Jahrhunderts zunehmend an Bedeutung. Hier lagen Weliki Nowgorod und Kiew als die ersten Zentren. Das Herrschaftsgebiet der hier siedelnden ostslawischen Stämme wird als die „Rus“ bezeichnet. Das Wort „Rus“ (russisch Русь) leitet sich vermutlich von einem Warägerstamm ab, der aus Schweden stammte (vgl. finnisch: „Ruotsi“ für Schweden). Die Waräger waren skandinavische Männerbünde mit kaufmännischen Interessen, die als Schwurgemeinschaften zusammengehalten wurden. Sie benutzten das Flusssystem Russlands als Handelsrouten. Um genügend Pelze und Sklaven zu bekommen, benötigten die Waräger weite Räume. Daher dehnten sie sich zugleich nach Süden und Osten aus und das Handelssystem wurde umfassender. Um ihre Handelswege abzusichern, errichteten sie von der Ostsee über die Düna und Dnepr ein Stützpunktsystem. Hier trafen sie auf die organisatorischen Strukturen der Ostslawen, Wolgabulgaren und Chasaren. So trafen sie auch auf Kiew und fassten dort 839 Fuß. Kiew war ein bedeutender Handelsplatz mit weiträumigen Verbindungen bis nach Spanien und Bagdad. Abnahmeprodukte waren Honig, Wachs, Pelze und Sklaven. Da die Kiewer Handelsrouten immer gefährlicher wurden, übernahmen die kriegerischen Kaufleute der Waräger diesen Platz. Sie übernahmen Kultur, Lebensweise und Organisationsformen und entwickelten schrittweise festere Organisationsformen. Durch den hauptsächlich auf Konstantinopel ausgerichteten Handel kam es trotz anfänglicher Eroberungsversuche seitens der Rus (vgl. unter anderem Belagerung von Konstantinopel (860)) in der Folgezeit zu engen Kontakten mit Byzanz.
Auch im Norden, um Alt-Ladoga, siedelten sich Waräger an. Verschiedene Chroniken (etwa die Nestorchronik) besagen, dass die Slawen die Waräger dort zu sich riefen, damit diese ihre Stammesfehden beendeten. Stammesvater dieser warägischen Herrschaft im Norden wurde Rjurik ab 862 in Nowgorod. Rjuriks Nachfolger Igor (878–893) eroberte 882 auch Kiew, wo bereits früher Waräger gesiedelt hatten. Igor machte Kiew zu seiner Residenz und unterwarf die benachbarten ostslawischen Stämme. Die in Russland ansässigen Skandinavier waren bis zum Ende des 10. Jahrhunderts vollständig slawisiert. Bald schon wurde „die Rus“ zur Bezeichnung der Bewohner dieses Bereiches unabhängig von ihrer Stammeszugehörigkeit. So übertrug sich der Name von der eingewanderten skandinavischen Führungsschicht auf die Alteingesessenen. Mindestens acht politische Einheiten wirkten neben den alteingessenen slawischen Völkern wie Poljanen und Drewlanen an der Bildung und Konsolidierung der Rus mit: serbische, finnische und litauische Stämme, die Waräger und Chasaren, die Wolgabulgaren, die byzantinischen Griechen Kyrill und Method als Missionare und Araber als Vermittler zwischen Europa und Asien im internationalen Handel. Diese Entwicklung war in der zweiten Hälfte des 10. Jahrhunderts abgeschlossen. Dieses Kiewer Reich kann aufgrund der Vielzahl der Nationalitäten daher als erster Großstaat der ostslawischen Geschichte gelten und gelangte in der Folgezeit zu hoher Blüte. So entstand zur ersten Jahrtausendwende aus der Verschmelzung von Skandinaviern und Ostslawen mit byzantinischer Kultur und Religion die Bevölkerung der Kiewer Rus, aus der später Russen, Ukrainer und Belarussen hervorgegangen sind.
Die Kiewer Herrscher Oleg und Swjatoslaw I. führten mehrere Kriege gegen das südlich angrenzende Chasarenreich, oft mit byzantinischer Unterstützung. In den 960er Jahren gelang es Swjatoslaw mit Hilfe der Petschenegen schließlich, die Macht des Chasarenreichs zu brechen. Dadurch dehnte Swjatoslaw den Einfluss der Kiewer Rus bis an den Don und an die Ostküste des Asowschen Meeres aus.
Unter Wladimir I. wurde das Christentum 988/989 zur Staatsreligion erhoben und die Kiewer Bevölkerung in Massentaufen bekehrt. Bereits seine Großmutter, Fürstin Olga (893–924) hatte sich als erste Herrscherin aus der rurikidischen Dynastie taufen lassen, konnte den christlichen Glauben im Reich aber noch nicht durchsetzen. Wladimir ordnete sich dadurch nicht dem byzantinischen Reich unter, sondern half dem Kaiser mit Truppen aus militärischer Bedrängnis und heiratete dessen Schwester, wodurch man ihm Gleichrangigkeit zugestand und ihn in die „Familie der Könige“ aufnahm. In 35 Jahren, bis 1015, war das gesamte, bis dahin heidnische Land der Rus bekehrt. Dies führte dazu, dass die Missionare nach dem Tod von Wladimir diesem den Beinamen Zar gaben. Die Annahme des byzantinischen Christentums schloss das Zarentum zugleich vom römischen Christentum aus. Denn Byzanz/Ostrom betrieb zu dieser Zeit seine Kirchenpolitik im bewussten Gegensatz zu Rom und vermittelte den Ostslawen bei ihrer Bekehrung antirömische Tendenzen. Die Kirche Kiews wurde als Teilkirche des Patriarchates von Konstantinopel zunächst von Exarchen verwaltet, was die politische Selbständigkeit der Kiewer Großfürsten nicht berührte. Die orthodoxe Kirche und ihre Werte bildeten zukünftig eine tragende gesellschaftliche Säule.
In dieser Periode gab es keinen prinzipiellen Unterschied zwischen Russland und dem sich formierenden Europa: „Der neugeborene russisch – warägische Staat entwickelte sich, politisch und wirtschaftlich, als ein normales, und zwar aktives Mitglied der damals nicht sehr alten romanisch – germanischen Völkergemeinschaft Europas“. Er entwickelte sich politisch und wirtschaftlich innerhalb der romanisch-germanischen Völkerkonglomeration Europas. Die Großfürsten von Kiew standen mindestens bis zur Mitte des 11. Jahrhunderts in engem Kontakt zu ihrem Mutterland Schweden und zum skandinavischen Norden. Die freundschaftlichen Beziehungen Russlands zu westeuropäischen Staaten entwickelten sich besonders Anfang des 11. Jahrhunderts unter der Herrschaft Jaroslaws I. (1019–1054), dessen 40-jährige Regierungszeit ein friedliches Diplomatiesystem auf Grundlage weitverzweigter Eheverbindungen mit dem Herrscherhaus hervorbrachte. Als Folge dieser Politik waren die Fürsten von Kiew im 11. Jahrhundert verwandt mit den Herrscherhäusern in Norwegen, Schweden, Frankreich, England, Polen, Ungarn, dem Byzantinischen Reich und dem Heiligen Römischen Reich. Unter Jaroslaw dem Weisen erreichte die Kiewer Rus eine Blütezeit und den Höhepunkt ihrer Macht. Er schaffte es, seine Herrschaft zu festigen, wichtige Verkehrswege zu erschließen und die Tributherrschaft Kiews auszudehnen. Er ließ im ganzen Reich nach byzantinischem Vorbild viele Kirchen, Klöster, Schreibschulen und Festungsanlagen errichten, reformierte die ostslawische Gesetzgebung, hielt sie erstmals schriftlich fest (Russkaja Prawda) und gründete in Kiew die erste ostslawische Bibliothek.

### Teilfürstlicher Partikularismus
Von der Mitte des 11. Jahrhunderts an kam es im Kiewer Reich zu vielen Veränderungen, die schrittweise den Niedergang des Reiches einleiteten. Kiew konnte zwar seine Stellung als bedeutender Handelsplatz behalten, aber das Reich zerfiel zunehmend in kleinere Fürstentümer.
Das Kiewer Reich war ähnlich wie das Heilige Römische Reich kein einheitlicher Staat, sondern bestand aus einer Vielzahl von autonomen Teilfürstentümern, die von den Rurikiden regiert wurden. Einer von ihnen erbte jeweils die Großfürstenwürde und zog zum Regieren nach Kiew um. Das Kiewer Reich kannte keine stabile und unbestrittene Thronfolgeordnung. Das Reich war in einzelne souveräne Fürstentümer aufgeteilt, denen ein Großfürst übergeordnet war. Dabei gab es keine schriftlich fixierte Ordnung der Thronfolge als stabilisierendes Element für den kritischen Moment des Todes des Herrschers. Vielmehr folgte man dem Senioratsprinzip. Dabei galt immer eine Regel: Der Herrscher musste der Dynastie der Rurikiden entstammen. Entscheidend bei dem Gedanken der Thronfolgeordnung war die Gleichheit der einzelnen Fürsten. Die Fürsten bezeichneten sich gegenseitig als „Brüder“. Schließlich stuften sie die Beziehung zueinander durch den Zusatz „älterer“ oder „jüngerer“ ab, um in erster Linie das Rangverhältnis zu widerspiegeln. So konnte ein „älterer Bruder“ jünger sein als sein „jüngerer Bruder“ und in der Thronfolge weiter oben stehen. Bei dem Seniorat handelte es sich um das erste beständige Thronfolgesystem. Dabei erbt nicht wie bei der Primogenitur der älteste Sohn den Thron, sondern der nächstfolgende Bruder, der zuvor schon ein anderes Teilfürstentum regierte. Beim Tod eines Fürsten bildete sich unter den Brüdern ein Nachrückverfahren aus, das bis 1169 zu einem Residenzwechsel der Brüder und Söhne führte. Das heißt, der jüngere Bruder des Großfürsten von Kiew übernahm dessen Thron, dann der nächstfolgende Bruder und wenn der nicht vorhanden war, der älteste Sohn. Die Großfürstenwürde war also keineswegs in einem Haus erblich, sondern wurde nach dem Gesichtspunkt des Altersvorranges in der Dynastie vergeben.
Als im 11. Jahrhundert der Reiterstamm der Polowzer Kiew bedrohte und das Umland verwüstete, zog die slawische Bevölkerung vom Süden des Kiewer Landes in die Waldzone im Norden oder westwärts zu den Ebenen Galiziens und dem Hügelland am Fuße des Karpatengebirges. Dadurch entstanden Siedlungen, die zu neuen Zentren aufstiegen: die nördlich und östlich gelegene reiche Kaufmannsstadt Nowgorod, Galiziens Hauptstadt Halytsch im äußersten Südwesten und die Städte Wladimir, Rostow und Susdal. Nowgorod selber wurde zu einer einflussreichen Kaufmannsrepublik mit einem Hansekontor.
Nur kurzfristig konnte Wladimir Monomach (Regierungszeit 1113–1125) die Einheit des Reiches wiederherstellen. Meist durch militärischen Druck und die Einsetzung seiner Söhne als Territorialfürsten band er die Teilfürstentümer wieder stärker an das Zentrum Kiew. Er setzte sich für die rasche Beendigung der blutigen Fehden zwischen den Fürsten und für ein gemeinsames Vorgehen gegen die Polowzer ein. Diese Auffassung suchte Wladimir auf mehreren Fürstentagen (1097, 1100, 1103) durchzusetzen. Nach der Zusammenkunft von Dolobsk 1103 gelang es Wladimir Monomach und den mit ihm verbündeten Fürsten der Rus, den Polowzern im Gefolge mehrerer Kriegszüge (1103, 1107, 1111) empfindliche Niederlagen beizubringen und die von dem kriegerischen Nomadenvolk ausgehende Gefahr abzuwenden.
Die zunehmende politische und wirtschaftliche Selbständigkeit der Städte und die Zwistigkeiten zwischen den feudalen Herrschern verursachten aber eine zunehmende Entfremdung, die rasch nach seinem Tod ab 1132 zum Zerfall der Kiewer Rus durch fortwährende Erbfolgekämpfe um den Großfürstentitel führte. So wurde Kiew 1169 durch Fürst Andrei Bogoljubski von Wladimir-Susdal erobert. Statt sich dort niederzulassen, nahm er den bis dahin an Kiew gebundenen Großfürstentitel mit nach Norden in seine neue Residenz bei Wladimir. Damit setzte sich der Zerfall des Kiewer Reichs fort. Die größten Staaten, die sich nach dem Niedergang von Kiew abgesondert hatten, waren neben dem Fürstentum Kiew, das Fürstentum Tschernigow, das Fürstentum Perejaslawl, das Fürstentum Smolensk, das Fürstentum Polozk, das Fürstentum Turow-Pinsk, das Fürstentum Wladimir-Susdal, das Fürstentum Rjasan und das Fürstentum Galizien-Wolhynien sowie das Nowgoroder Land. Laut der Nestorchronik gab es im 12. Jahrhundert im Kiewer Reich mehr als 100 Städte sowie eine Gesamtbevölkerung von vier bis neun Millionen Menschen.

### Mongolensturm aus dem Osten

Teilfürstentümer der Rus 1237 zu Beginn des Mongolensturms

Die Zerstrittenheit der Fürsten erleichterte die Mongolische Invasion der Rus. Zu einem ersten Aufeinandertreffen der Rus und der Mongolen kam es 1223, und bereits bei diesem Konflikt führte die Uneinigkeit der Fürsten die Rus in die Katastrophe. Die mongolischen Generale J̌ebe Noyan und Sube'etai Ba'atur drangen über Georgien und die Kiptschakische Steppe in das Gebiet der Rus vor. Zuvor hatten sie den Kaukasus überquert und an dessen Nordseite eine Armee von Kiptschaken und Alanen geschlagen. Die überlebenden Kiptschaken unter Kötan Khan flohen in das Gebiet der Rus, wo sie um militärische Hilfe gegen die Invasoren ersuchten. Die Fürsten Mstislaw von Kiew (r. 1214–1223), Mstislaw II. von Tschernigow (r. 1220–1223) und Mstislaw Mstislawitsch von Halitsch (r. 1221–1227) schlossen eine Allianz mit Kötan Khan und mobilisierten ihre Truppen. J̌ebe und Sube'etai waren den Kiptschaken gefolgt, und im Mai 1223 kam es in der heutigen Ukraine zu der berühmten Schlacht an der Kalka. Da Mstislaw, Mstislaw II. und Mstislaw Mstislawitsch aufgrund ihrer Rivalitäten ihre Armeen getrennt voneinander führten und die Truppenbewegungen nicht koordinierten, gelang es den zahlenmäßig stark unterlegenen Mongolen ohne Schwierigkeiten, die Schlacht für sich zu entscheiden. Die Truppen der Rus wurden fast vollständig aufgerieben, Mstislaw und Mstislaw II. fanden den Tod, nur Mstislaw Mstislawitsch und Köthan Khan gelang die Flucht. Die Mongolen setzten den Flüchtenden nicht nach. J̌ebe Noyan war vermutlich im Vorfeld der Schlacht von Kiptschaken getötet worden und Sube'etai Ba'atur zog nach Osten und kehrte in die Mongolei zurück. Der Befehl Dschingis Khans lautete nicht auf Eroberung, sondern lediglich auf Erkundung der Gebiete westlich des Kaspischen Meeres, und so verschwanden die Mongolen ebenso unvermittelt, wie sie aufgetaucht waren.
Den Fürsten blieb auch verborgen, dass die Mongolen nach Dschingis Khans Tod 1227 seinen Sohn Ögädäi zum Großkhan gewählt hatten und auf seiner 1235 in Qara Qorom, dem Sitz des Herrschers, abgehaltenen Reichsversammlung ein Angriff gegen den Westen beschlossen wurde. Zum Feldherren wurde ein Enkel Dschingis Khans, Bātŭ, bestimmt. Nach längerer Vorbereitung begann der mongolische Vormarsch. Als erste fielen ihnen die Wolgabulgaren zum Opfer, deren Reich um Kasan an der mittleren Wolga als Handelsumschlagsplatz eine bedeutende Rolle besaß. Im Winter 1237/38 drangen die Mongolen in die Fürstentümer Rjasan, Wladimir und Susdal ein. Hier kamen der Großfürst Jurij II. und alle seine Söhne um. Bātŭ rückte bis vor Toržak im Grenzgebiet Novgorods, kehrte aber um, als Tauwetter die Wege in Sümpfe verwandelte. Dadurch blieben Novgorod und die nordwestlichen Fürstentümer verschont. Bātŭ richtete sich in Sarai an der unteren Wolga eine Residenz ein und unternahm von dort aus Vorstöße gegen die südöstlichen Fürstentümer. 1239 fielen Černigov und Perejaslavl, am 6. Dezember 1240 die alte Reichshauptstadt Kiew. In schnellem Vorstoß durchstreiften die Mongolen die südwestlichen Fürstentümer der Rus, drangen in Polen ein, nahmen Krakau, verwüsteten Breslau und zogen von dort weiter nach Ungarn. Während der Mongolenvorstoß für die Länder Polen, Böhmen und Ungarn eine Episode blieb, bedeutete er für die Fürstentümer der Kiewer Rus die dauerhafte Unterwerfung unter mongolische Herrschaft. Zugleich löste der Mongolensturm und die ständige Bedrohung der steppennahen ostslawischen Bauernsiedlungen eine schrittweise Siedlungsverlagerung aus, das heißt eine Rückverlegung der bäuerlichen Ansiedlungen aus den Waldsteppenzonen im Süden und eine Wanderungsbewegung in die nördliche Taiga.

## Mongolenherrschaft und Kampf um die Herrschaft der Rus (1240–1547)

Das Reich der Goldenen Horde im Jahr 1389

Mit der Aufrichtung der Mongolenherrschaft tritt Osteuropa von 1240 bis zur Mitte des 14. Jahrhunderts in eine Übergangsphase seiner Geschichte ein, die als „dunkles“ Zeitalter bezeichnet wird. Die russische Nationalhistoriographie bewertet diese Zeit negativ. Die mongolische Fremdherrschaft führte demnach für zwei Jahrhunderte zu einem Abbruch der Beziehungen zum Westen und förderte die Abkapselung des orthodoxen Russlands. Die Fürstentümer lagen im Machtbereich der Goldenen Horde, konnten jedoch eine gewisse innere Autonomie bewahren. Derweil mussten sich die Fürstentümer im Norden und Westen Angriffen von Schweden, Ordensrittern und Litauern erwehren. Unter den zersplitterten und verfeindeten Fürstentümern der Rus erwies sich das kleine und unbedeutende Fürstentum Moskau als das durchsetzungsstärkste, löste die Mongolenherrschaft und eroberte Schritt für Schritt die verlorengegangenen Länder der Rus zurück.

### Die Fürstentümer der Rus unter „tatarischem Joch“
Osteuropa gehörte nun zum Machtbereich der Blauen Horde, die in der Kyptschak-Steppe nördlich des Kaspischen und des Schwarzen Meeres nomadisierte und deren Khan in Sarai an der unteren Wolga residierte. Die Blaue Horde wurde in der Folge wichtigster Teil der Goldenen Horde, weshalb vereinfachend oft von dieser gesprochen wird. Nominell unterstand der Khan der Goldenen Horde dem Großkhan im fernen Karakorum. Die Goldene Horde löste sich später zunehmend vom Gesamtkhanat ab. Die ostslawischen Fürsten hatten es daher vornehmlich mit dem jeweiligen Khan der Goldenen Horde zu tun.
Die Form der Herrschaft über die russischen Fürstentümer war locker. Ein gewisses Maß an Autonomie blieb bestehen, solange die russischen Fürsten den Grundpflichten nachkamen. Die Fürsten mussten Tribut liefern und Hilfstruppen bereitstellen, andernfalls folgten verheerende Straffeldzüge, sobald die Mongolen Widerstand und Ungehorsam entdeckten. Nicht selten bedienten sich russische Fürsten der mongolischen Militärhilfe bei Auseinandersetzungen mit ihren jeweiligen Nachbarn, die teils ihre Verwandten waren.

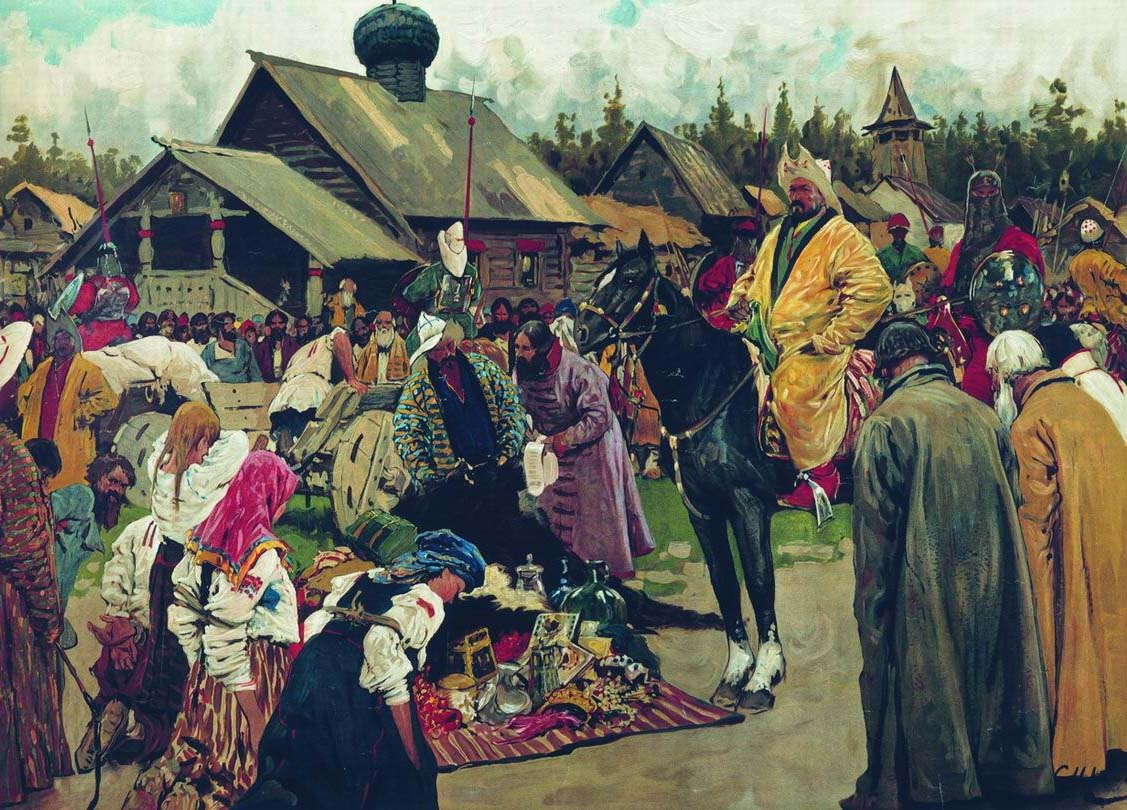
Ein Baskake der Horde in einer russischen Stadt

- Ein wichtiger Faktor der Herrschaft bildete der Großfürstentitel. Die Mongolen bestimmten aus den Fürsten einen ersten, der für die Eintreibung des Tributs verantwortlich wurde. Als Großfürst setzte der Khan stets einen Mann seines Vertrauens ein. In der Vergabe des Großfürstenamtes – des „Ältesten im ganzen russischen Volk“ – halten sie sich anfangs an die traditionelle Senioratsordnung. Dem Khan hatten die Anwärter auf die Großfürstenwürde durch persönliche Reise nach Sarai zu huldigen, um die Ernennung aus seiner Hand durch eine Gnadenurkunde (Jarlyk) entgegenzunehmen. Da immer nur der Stärkste unter den Fürsten Großfürst wurde, war auch keine Erbfolge möglich.
- Die Herrschaftssicherung vollzog sich durch die Entsendung von so genannten Baskaken (deutsch „Presser“, von der Befugnis das Amtssiegel auf Befehle zu „pressen“[23]) als Beobachter an den Fürstenhöfen, die den Khan über die politischen Vorgänge auf dem Laufenden hielten und mangelndes Wohlverhalten unverzüglich nach Sarai meldeten. Aufrührerische Fürsten wurden dann entweder vom Khan nach Sarai befohlen oder durch eine Strafexpedition tatarischer Truppen zur Folgsamkeit gezwungen.
- Die orthodoxe Kirche stellte einen weiteren machtstabilisierenden Faktor dar, da die Khane nicht in die religiösen Angelegenheiten eingriffen. Weitergehende Kontrollmaßnahmen waren nicht notwendig, da die russischen Fürsten einander misstrauten und ihre allgemeine Uneinigkeit zu Intrigen und gegenseitigen Anschwärzungen beim Khan führte.

Nach dem Fall Kiews entstanden in den bisherigen Randgebieten neue bedeutende Machtzentren, die sich unabhängig voneinander entwickelten und danach strebten, die benachbarten Kleinfürstentümer wirtschaftlich, politisch und kulturell an sich zu binden. Im anschließenden Umgruppierungsprozess taten sich vier Zentren hervor:
- Im äußersten Südwesten entstand das Fürstentum Galizien-Wolhynien, das sich von den nördlichen Hängen der Karpaten über das heutige Ostgalizien und Wolhynien erstreckte. Dieses Königreich bestand bis in die Mitte des 14. Jahrhunderts und zog das Fürstentum Turow-Pinsk, das Fürstentum Kiew und das Fürstentum Tschernigow in seinen Herrschaftsbereich. Die Oberhoheit der Mongolen war lockerer als im östlichen Teil der Rus, Galizien-Wolhynien konnte sich stärker nach Mitteleuropa orientieren. 1253 krönte ein Gesandter des Papstes seinen Fürsten zum rex Russiae, eine Königskrönung die allerdings Episode blieb, wie die angestrebte Kirchenunion. Galizien-Wolhynien wurde „Bindeglied zwischen dem Kiewer Reich und der späteren politischen Geschichte der Ukraine“[24].
- Im nordwestlichen Teil Altrusslands begann das Fürstentum Smolensk Zentralisierungstendenzen geltend zu machen. Sein westlicher Nachbar – das Fürstentum Polozk – leistete ihm keinen Widerstand. Hier bildete sich allmählich die belarussische Volksgruppe heraus, die im Laufe des 14. und 15. Jahrhunderts von Litauen inkorporiert wurde.
- Im Norden lag das dritte Zentrum, die Freistadt Nowgorod, mit einem ausgedehnten Landbesitz in Nordrussland vom Ladogasee bis zum Weißen Meer und an die nördlichen Ausläufer des Urals hin. Nowgorod stand in enger Verbindung mit den autonomen Republiken Pskow im Westen und Kirow im Osten. Den Handelsrepubliken gelang es, ihre Unabhängigkeit zu wahren. Aufgrund der engen Handelsbeziehungen Nowgorods mit dem Westen blieb die Stadt uninteressiert an den innerrussischen Verhältnissen.
- Im Osten, durch große Urwälder vom südlichen und westlichen Ländern der Rus getrennt, konnte das Fürstentum Wladimir-Susdal schon vor der Tatareninvasion zu bedeutender Macht gelangen. Seine Fürsten erkannten die Oberherrschaft der Tataren an und suchten sich selbst eine begünstigte Stellung als Großfürsten in der Goldenen Horde zu sichern. Zu Beginn des 14. Jahrhunderts zersplitterte sich das Fürstentum wegen fehlender Herrschernachfolge in mehrere Teilfürstentümer: Perejaslawl, Rostow, Susdal, Jaroslawl, Moskau und Twer. Die Großfürsten von Wladimir residierten aber nicht in Wladimir, sondern dort, wo sie jeweils ihr Vatererbe (votčina) hatten; das heißt, ihre Herrschaft beschränkte sich auf das Territorium ihres eigenen Teilfürstentums. Dies war zuerst Twer und wechselte (auch institutionell) langsam nach Moskau. Der Moskauer Herrscher erhob später den Anspruch auf alle Gebiete des ehemaligen Großfürstentums Wladimir als sein Vatererbe.

### Abwehrkämpfe gegen Schweden und Deutschen Orden im Norden

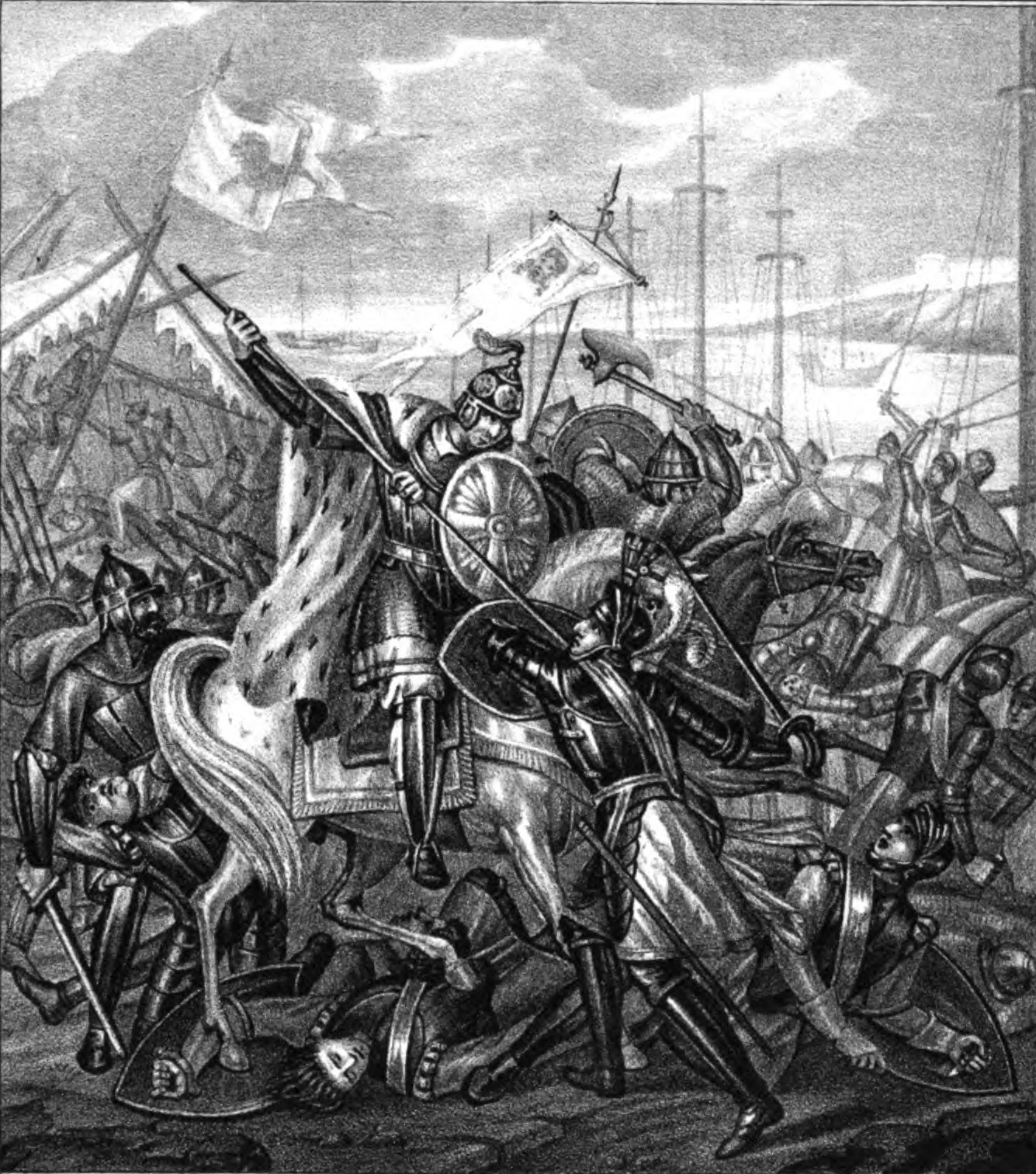
Alexander Newski im Kampf gegen die Schweden. Kupferstich von Boris Tschorikow (1802–1866)

Im Norden war die Durchdringung der mongolischen Herrschaft am geringsten, so dass sich hier das Zentrum des antimongolischen Widerstands bildete. Rasch wechselnde Machtgefüge zwischen den einzelnen Rus-Fürstentümern und äußere Angriffe brachten die Nord-Ost-Rus im letzten Viertel des 13. Jahrhunderts an den Rand des Abgrundes.
Bedingt durch die Schwäche der gesamten Rus infolge der Mongoleneinfälle wurde der Norden durch Angriffe auswärtiger Mächte bedroht, die ihrerseits Nutzen aus dieser Situation ziehen wollten. Dies betraf vor allem die Republik Nowgorod, die ihre Unabhängigkeit behaupten musste. Unter Führung von Alexander Newski konnte Nowgorod erfolgreich Gebietsansprüche Schwedens und des Deutschen Ordens abwehren:
- Die politischen Ziele, welche die Schweden zu diesem Heerzug veranlassten, sind in der Geschichtsforschung umstritten. Ein Erklärungsansatz lautet, dass die Schweden die Mündung an der Newa erobern wollten, um damit die politische und ökonomische Kontrolle über den lukrativen Ostseehandel der Rus zu gewinnen. Eine andere Erklärung ist, dass hinter den Schweden der Papst stand, der auch von Norden her die Kirchenunion wollte und dies nach der Niederlage noch einmal mit dem Deutschen Orden versuchte. In der Schlacht an der Newa schlug das zahlenmäßig unterlegene Heer von Alexander Newski (seit 1236 Fürst von Nowgorod) am 15. Juli 1240 das Heer der Schweden und sicherte damit die Nordgrenze. Letztlich stand diese Schlacht in einer langen Reihe von Konflikten um den Einfluss von Karelien und Finnland zwischen Schweden und Nowgorod.[26] Eine Grenzfestlegung zwischen Schweden und Nowgorod entstand erst 1323. Ein Krieg zwischen Schweden und Nowgorod in den Jahren 1321 und 1322 hatte zu Verhandlungen in Nöteborg, an der Mündung der Neva in die Ladoga geführt (vgl. Vertrag von Nöteborg). Schweden erhielt West-Karelien und Nowgorod erhielt Ingrien und Ladoga-Karelien (Ost-Karelien). Dabei fielen nordöstliche Teile Finnlands an die Republik Nowgorod. Der übrige Teil blieb weiterhin eine Provinz seines westlichen Nachbarn Schweden.

- Deutsche Ordensritter eroberten Isborsk und Pleskau, von wo aus sie einzelne Streifzüge bis in die unmittelbare Nähe Nowgorods unternahmen. Die Nowgoroder mussten Alexander Newski, der die Stadt verlassen hatte, weil diese ihm keine politischen Rechte gewährte, zurückholen, als die Ritter angriffen. Als Fürst von Nowgorod hatte er vor allem die Funktion eines Heerführers; die eigentliche Macht lag in den Händen einer Versammlung einflussreicher Bürger und dem Rat der Herren.[27] Auf dem Eis des Peipussees vernichtete er 1242 die Truppen des Deutschen Ordens (siehe Schlacht auf dem Peipussee). Dieser Schlacht kam große Bedeutung zu, weil damit die mittelalterliche deutsche Ostexpansion gestoppt wurde. 1243 schloss der Deutsche Orden mit Nowgorod Frieden. Die Deutschritter verzichten ausdrücklich auf künftige Expansionsabsichten im Nowgoroder Gebiet. Der Vertrag bildete für ein Jahrhundert die Grundlage der beiderseitigen Beziehungen und legte die Ostgrenze des Baltikums gegenüber Russland für die Folgezeit fest.

Ein Zusammengehen mit dem Orden hätte zwar eine mögliche schlagkräftige Abwehr gegen die Tataren bedeutet und wurde von westorientierten Bojaren der Stadt auch gefordert. Letztlich konnte auch Newski nichts gegen die Mongolen ausrichten und suchte eine realistische Politik, da von einer dauerhaften mongolischen Bedrohung auszugehen war. Anstatt mit dem Orden zusammenzuarbeiten, hatte er diesen bekämpft und entschied sich nun dazu, mit den Tataren zu kooperieren. Denn mit dem Orden hätte auch der Katholizismus Einzug in die Rus gehalten, und die Mongolen waren ihrerseits für die religiöse Toleranz bekannt.
Als Großfürst von Wladimir-Susdal (seit 1252) unterstellte Alexander Newski 1257 den Tataren Nowgorod. Die Stadt Wladimir wird 1263 neues Zentrum des russischen Reiches. So bewahrte er die Nordost-Rus vor schweren Einfällen der Reiternomaden und verschaffte dem Großfürsten zugleich den nötigen Rückhalt gegenüber Groß-Nowgorod und dem Fürstentum Twer, welche Zentren antimongolischer Strömungen waren. Die Autonomie geriet nach seinem Tod wieder in Gefahr, da seine Nachfolger die starke Stellung Newskis nicht halten konnten und ein Machtvakuum schufen. Das Großfürstentum Wladimir-Susdal musste daher zunehmend auf mongolische Truppen gegen die russischen Fürsten (besonders Nowgorod) setzen.

### Expansion des Großfürstentums Litauen im Süden und Westen

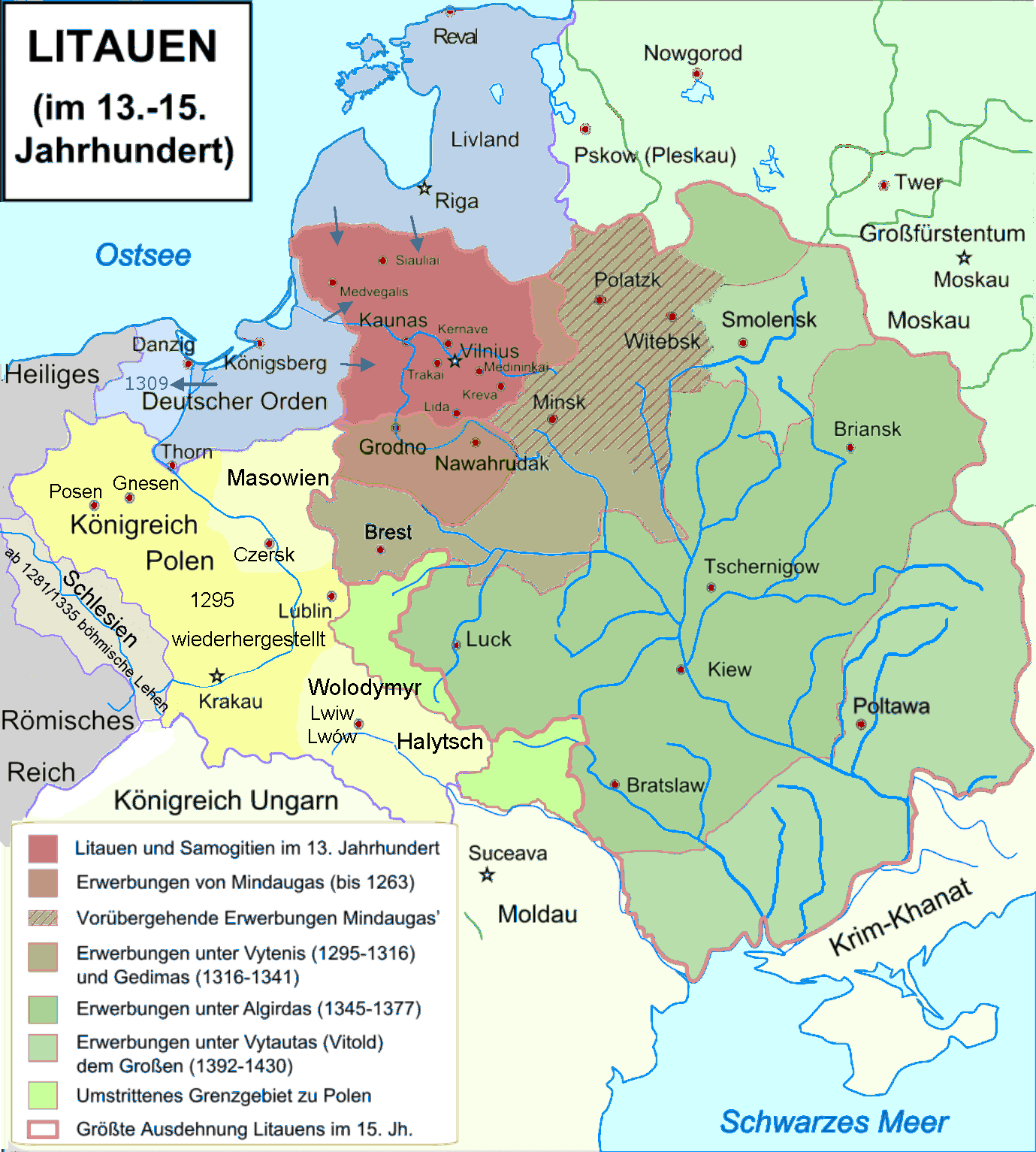
Der Aufstieg Litauens zur osteuropäischen Großmacht unter Großfürst Mindaugas von Litauen und seinen Nachfolgern führte auch zur Eroberung von Teilen der Länder der Rus.

Seit der Wende des 12./13. Jahrhunderts wurden die westlichen Teilfürstentümer durch das Großfürstentum Litauen bedroht. Plündernde litauische Streifscharen wurden häufig bei innerrussischen Fürstenfehden als Hilfstruppen ins Land gerufen. Betroffen waren die Teilfürstentümer Polock, Smolensk, Turov-Pinsk und Teile Wolhyniens. In der ersten Hälfte des 13. Jahrhunderts kam es zu Eheverbindungen zwischen den Familien ostslawischer Dünafürsten und litauischen Fürsten. Eine echte Bedrohung entwickelte sich zwischen 1240 und 1250, als Mindaugas von Litauen die innere Konsolidierung Litauens vollzog und eine Konzeption in die litauischen Expansionsbestrebungen kam. Der teilfürstliche Partikularismus wie auch der beginnende Mongolensturm begünstigten hierbei die expansiven Absichten der litauischen Großfürsten. Litauen war seinerseits durch die Festsetzung des Deutschen Ordens in Preußen als auch in Livland und seit Beginn des 14. Jahrhunderts durch das Erstarken Polens an einer Westexpansion gehindert, so dass die litauischen Großfürsten das entstandene Machtvakuum im Osten ausnutzen mussten.
Nach dem Tode Mindaugas 1263 blieb von den litauischen ostslawischen Erwerbungen nur die Schwarze Rus am oberen Njemen um Grodno und Nowogrodek unter dauernder litauischer Herrschaft. Als am Ende des 13. Jahrhunderts Vytenis die ganze litauische Macht wieder vereinigen konnte, begann die entscheidende Phase der Expansion. Vytenis selber gliederte 1307 Polock endgültig an. Sein Nachfolger Gedimin (1316–1341) dehnte den litauischen Machtbereich bis an den westlichen Bug und über den Prypjat aus und gewann auch an Einfluss in Smolensk. Algirdas (1345–1377) nahm in Konkurrenz mit dem polnischen König Kasimir III. das Fürstentum Galizien-Wolhynien in die Zange und konnte aus den langen Kämpfen mit Polen um die Beute Wolhynien und Ostpodolien einbringen. Mit der Eroberung Kiews und fast des gesamten mittleren Dnepr-Beckens beherrschte er gut 60 Prozent des ehemaligen Kiewer Reiches.

### Kampf Moskaus und Twers um die Großfürstenwürde
Im Windschatten dieser Konflikte wurde Moskau, das zu Beginn des 13. Jahrhunderts noch eine unbedeutende Burgstadt war, aber durch einen breiten Gürtel von Waldsümpfen gut geschützt, das vorherrschende Fürstentum. Durch den Erhalt der Großfürstenwürde von Twer und der Verlagerung des Metropolitensitzes gewann Moskau den Anspruch, legitimer Nachfolger der Kiewer Rus zu sein.
Alexander Newskis jüngster Sohn Daniil Alexandrowitsch bekam von der Goldenen Horde als Lehen das kleine Teilfürstentum Moskau. Als Daniil Alexandrowitsch am 4. März 1303 in Moskau starb, hinterließ er seinem Sohn Juri I. Daniilowitsch ein Herrschaftsgebiet mit noch bescheidenem Umfang. Es umfasste das engere Territorium der Residenzstadt Moskau, dazu die jüngsten Erwerbungen Kolomna, Serpuchow und Gebiete auf dem linken Oka-Ufer sowie das ererbte Pereslawl-Salesski. Unter Juri I. Daniilowitsch erreichte der bereits seit Jahrzehnten spürbare Aufstieg des Fürstentums Moskau eine neue Phase. Bereits zu Anfang der Herrschaft Juri I. Daniilowitschs begann dieser mit der Ausweitung seines Territoriums. 1303 eroberte er das Fürstentum und die strategisch wichtige Festung Moschaisk, wodurch er den gesamten Lauf der Moskwa unter seine Kontrolle brachte. Ein Jahr später bestätigte ihm der Khan der Goldenen Horde den Besitz des Fürstentums Pereslawl-Salesski.

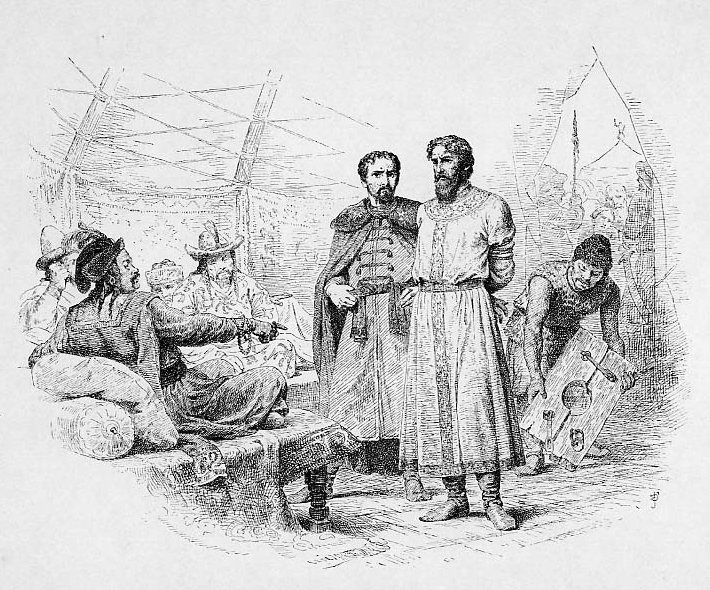
Der unterlegene Michail Jaroslawitsch steht vor Usbek Khan.

Die Großfürstenwürde begann am Anfang des 14. Jahrhunderts nach einer Zeit des Niedergangs wieder attraktiver zu werden, weil der Khan mit diesem Titel Recht und Verpflichtung zur Sammlung der zu zahlenden Tribute für das gesamte russische Gebiet übertrug. Dem Großfürsten kamen in diesem System eine Schlüsselstellung und damit eine Machtposition zu, denn damit war, wie einst in Kiew, über ein territorial abgegrenztes Großfürstentum (zum Beispiel des Fürstentums Twer) der Anspruch auf das Gesamte hergestellt: Der Inhaber dieses Titels repräsentierte dann das ganze (Fürstentum) Wladimir, anstatt nur das Territorium des eigenen Teilfürstentums in der Beziehung zu den Tataren. Daran entzündeten sich Auseinandersetzungen Moskaus mit dem Großfürstentum Twer, das bis dahin den Titel der Großfürsten von Wladimir besaß.
Beide Fürstentümer waren zunächst gleich stark in den Machtkampf gestartet. Auch Twer lag zentral und verkehrsgünstig; seine Wälder boten Flüchtlingen Sicherheiten und neue Existenzmöglichkeiten. Beide Residenzstädte waren als befestigte Grenzorte entstanden. 1147 wurde Moskau erstmals erwähnt, 1127 Twer. Als Fürstentümer waren sie noch weit jünger. Das Moskauer Fürstentum trat erst ab den 1290ern als selbständiger politischer Organismus in Erscheinung und damit etwa dreißig Jahre später als das Fürstentum Twer. Dieses hatte bereits 1247 die Großfürstenwürde erhalten. Auch 1304 erhielt Twer nochmals die Großfürstenwürde. Mit dem Machtantritt Khan Özbegs 1314 erhielt Juri I. von ihm als erster Moskauer Fürst die Position des Großfürsten von Twer übertragen. Die Kämpfe hielten während des ersten Viertels des 14. Jahrhunderts an. Twer erhielt 1324 erneut die Großfürstenwürde, doch nach einem Aufstand in Twer verheerte eine großangelegte Strafaktion der Mongolen das Fürstentum Twer. Nutznießer war Moskau, dessen Fürst Iwan Kalita 1328 die Großfürstenwürde erhielt, welche seither der Moskauer Dynastie zukam und nicht mehr erfolgreich angefochten wurde. Moskau konnte sich gegen das Fürstentum Twer vor allem aufgrund der Interessengemeinschaft mit Khan Özbeg durchsetzen, denn Iwan I. garantierte den Mongolen eine verhältnismäßige Ruhe in der Rus, da er als ein zuverlässiger Steuereintreiber der Goldenen Horde fungierte. Das bedeutete, dass Moskau militärisch von den Mongolen geschützt wurde, wenn sich Twer mit Litauen verbündete und einen Angriff auf Moskau begann. Es kam in der Folgezeit zu einer Inflation des Großfürstentitels: Neben dem Großfürsten von Wladimir gab es auch die Großfürsten von Twer, Jaroslawl und Rjasan. Diese Situation entstand, weil es bereits vor den Moskauern andere Großfürsten von Wladimir gegeben hatte und deren Erben ihrem Herrschaftsgebiet den Großfürstentitel hinzugefügt hatten. In der Folge änderte deshalb der Großfürst Iwan I. später seinen Titel in den eines „Großfürsten der ganzen Rus’“ (Velikij knjaz’ vseja Rusi).
Der „Metropolit von Kiew und ganz Russland“, Peter, verlegte 1325/28 seinen Sitz von Wladimir nach Moskau, da der Fürst von Twer ihn als Kandidaten ablehnte. Moskau unterstützte ihn, und so stärkte auch die Kirche unter Peter und seinem Nachfolger Theognost den Rücken des Moskauers. Durch seine Entscheidung hatte er maßgeblichen Anteil an der politischen Aufwertung dieses ursprünglich unbedeutenden Fürstensitzes im Nordosten.

### Innere Konsolidierung der Moskauer Herrschaft

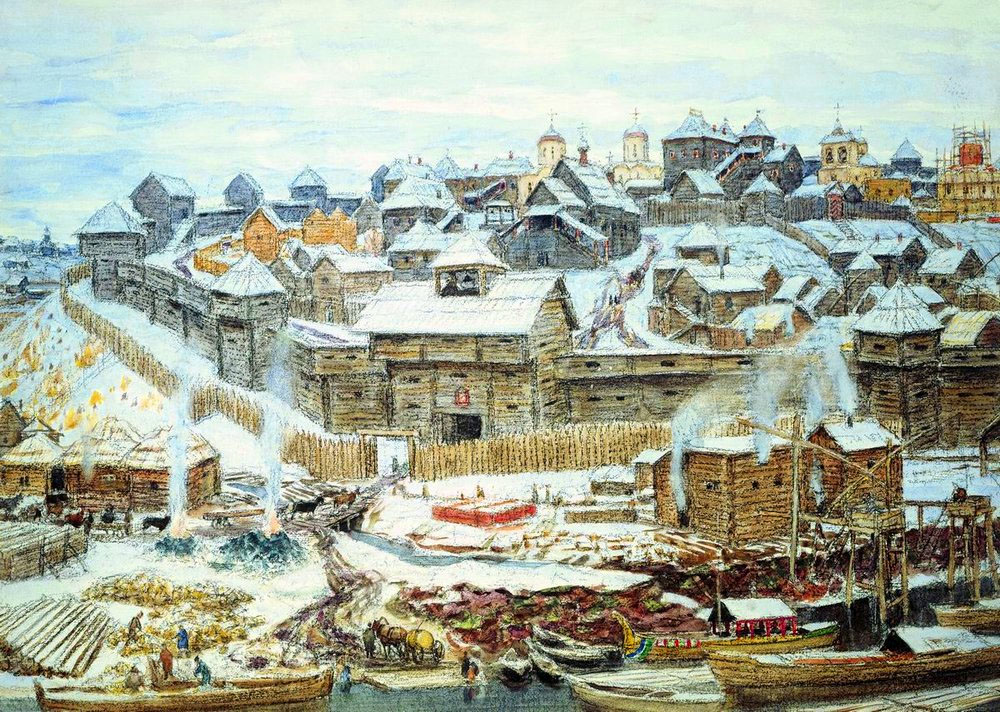
Der hölzerne Moskauer Kreml unter Iwan Kalita. Ein Aquarell (1921) von Apollinari Wasnezow

Iwan Kalita (1325–1341) begründete den Aufstieg Moskaus, da er viel von den in ganz Russland eingezogenen Steuern beziehungsweise Tributen für eigene Zwecke verwendete. Während seiner Herrschaft kehrten etwas ruhigere Verhältnisse im Innern und ein wirtschaftlicher Aufschwung ein. Begünstigend wirkten sich hierfür der beginnende Machtverfall der Goldenen Horde und der Machtgewinn Moskaus aus. Zwar war Moskau zu dieser Zeit noch nicht in der Lage, die Gefährdung durch äußere Feinde oder durch innere Zwistigkeiten völlig zu bannen, doch war das Maß der inneren Ruhe wesentlich stärker als noch in den hundert Jahren zuvor. Um die Mitte des 14. Jahrhunderts entwickelte sich daher ein nachhaltiger wirtschaftlicher Aufschwung in den Ländern der Rus, nachdem die Pestwellen von 1352/53 und 1360–1366 überwunden wurden. Monumentale Bautätigkeiten lebten wieder auf, zum Beispiel 1326 der Bau der ersten steinernen Kirche in Moskau (Vorgängerin der heutigen Entschlafenskathedrale) nach der Verlegung des Sitzes des Oberhaupts der russischen Kirche. 1329 veranlasste Iwan den Weiterbau des Moskauer Kreml und bald darauf die Errichtung neuer hölzerner Befestigungsanlagen. Anspruchsvollere Gewerbezweige entwickelten sich und die Rodetätigkeiten wurden verstärkt ausgeführt. Auch ein Neubeginn einer eigenen Münzprägung fällt in diese Zeit. Die Binnenkolonisation erfuhr in der zweiten Hälfte des 14. und am Anfang des 15. Jahrhunderts eine erhebliche Belebung. Ursprünglich war diese als Ausweichbewegung vor den Tataren angefacht worden. Dadurch konnte die Erschließung der Taiga erheblich beschleunigt werden. Kleine Siedlungsgruppen wanderten hierzu von den Altsiedlungen stromabwärts in Richtung des Weißen Meeres, in die bis dahin unerschlossenen Waldmassive.
Wesentlichen Anteil am Moskauer Aufstieg hatten die adeligen Dienstleute. Die Moskauer Großfürsten warben gezielt Fürsten ab. Der Übertritt von Rjurikiden in Moskauer Dienste geschah nicht immer unfreiwillig, denn gerade die Zersplitterung vieler Teilfürstentümer bot den Kleinherrschern in immer geringem Maße ein standesgemäßes Leben und Schutz vor den Annexionsbestrebungen mächtiger Nachbarn. Beides sicherten sie, wenn sie die Abhängigkeit von Moskau akzeptierten, die ihnen als Dienstfürsten den höchsten Rang in der Moskauer Dienstadelhierarchie zusicherten. So erhielt Moskau die militärische Kraft dieser Territorien, und blutete gleichzeitig die restlichen Teilfürstentümer durch Abwanderung des Adels nach Moskau militärisch so weit aus, dass Widerstand sinnlos wurde.
Zu Moskaus Aufstieg trug auch bei, dass es den Großfürsten im Gegensatz zu anderen russischen Fürstentümern auf lange Sicht gelang, das Seniorat durch die Primogenitur zu ersetzen und Teilungen ihres Herrschaftsgebietes zu verhindern. Anfangs blieb es strittig, wer beim Tod des Großfürsten innerhalb der Moskauer Linie der Nachfolger werden sollte. Als das Moskauer Großfürstentum im 14. Jahrhundert seine ersten Entwicklungsphasen durchlief, gab es, ebenso wie im alten Kiewer Reich, keine stabile und unbestrittene Thronfolgeordnung. Doch zunächst konnten die Erben Iwan Kalitas, Simeon (1341–1353) und Iwan II. (1353–1359), die Nachfolge unbeschadet übernehmen, da die Brüder Iwan Kalitas Simeon als den Ältesten anerkannten. Beim Tod Iwans II. gab es nur anfangs Probleme, aber einer seiner zwei Söhne starb bald nach dem Tod Iwans II. Zu ihrer Zeit gab es 1353 und 1364 Pestepidemien, die große Teile der Fürstenfamilie hinwegrafften. Dadurch wurde das Fürstentum zunächst vor Teilungen bewahrt. Die Moskauer Herrscher versuchten, als die politischen Bedingungen dafür gegeben waren, die Thronfolge (in ihrem Sinne) zu beeinflussen. Den Unsicherheitsfaktor, dass ein Großfürstenthron beim Thronwechsel zum Streitobjekt zweier oder mehrerer Rivalen wurde, wollten sie ausschalten. Dmitri Donskoi (1359–1389) betrachtete als erster Moskauer Großfürst nicht nur das (Teil-)Fürstentum Moskau, sondern auch das Großfürstentum als „Vatererbe“. Damit war die Voraussetzung für den Beginn einer großfürstlichen Thronfolgepolitik gegeben; das vom Tatarenkhan verliehene Territorium konnte weitervererbt werden. So entwickelte Dimitri aus der Improvisation heraus eine Stufenordnung:
- Zunächst legte er die vertragliche allgemeine Anerkennung des Thronfolgeanspruchs der Söhne durch andere russische Fürsten fest,
- darauf folgte die Anerkennung des Anspruchs eines bestimmten Sohnes und
- schließlich die testamentarische Vererbung.

Sein Versuch, auch schon den Nachfolger seines Nachfolgers zu bestimmen, misslang und lieferte den Grund für eine blutigen Fehde. Wenn der älteste Sohn eines Fürsten den Weg der Primogenitur von sich aus einschlug und in einem solchen Fall der nach dem Senioratsprinzip erbberechtigte jüngere Bruder des Verstorbenen nicht nachgab, so entwickelte sich eine Auseinandersetzung zwischen Onkel und Neffe, wie beispielsweise in der blutigen Moskauer Fehde von 1425 bis 1453 zwischen zwei Zweigen der Moskauer Dynastie, worunter hauptsächlich das einfache Volk zu leiden hatte. Nach wiederholtem lokalem Aufflackern der Pest und den Hungersnöten 1417–1427 verschlimmerten die folgenden Kriegsjahrzehnte die allgemeine Not zu einer anhaltenden Wüstungsperiode, die ganze Landstriche fast völlig entvölkerte. Es war Wassili II. (1425–1462), der die Stufenfolge um ein wesentliches neues Element erweiterte: die Ernennung des Thronfolgers zum Großfürsten und Mitherrscher noch zu Lebzeiten. Dadurch setzte sich die Vorstellung durch, dass der Erbe des Großfürsten der einzig rechtmäßige Nachfolger der großfürstlichen Herrschaft und für andere Anwärter jeder Kampf von vornherein aussichtslos war. Die Beilegung des innerdynastischen Konflikts unter Wassili II. leitete nach dem Niedergang bis 1453 eine über hundertjährige Blüteperiode ein. Von innen wie außen kaum bedroht, konnte das Moskauer Reich einen Großteil seiner Kräfte nach innen konzentrieren. Der Siedlungsausbau erreichte eine Hochphase; Städtewesen, Gewerbe und Handel blühten wieder auf.

### Sammlung der russischen Erde und Abschüttlung der Tatarenherrschaft

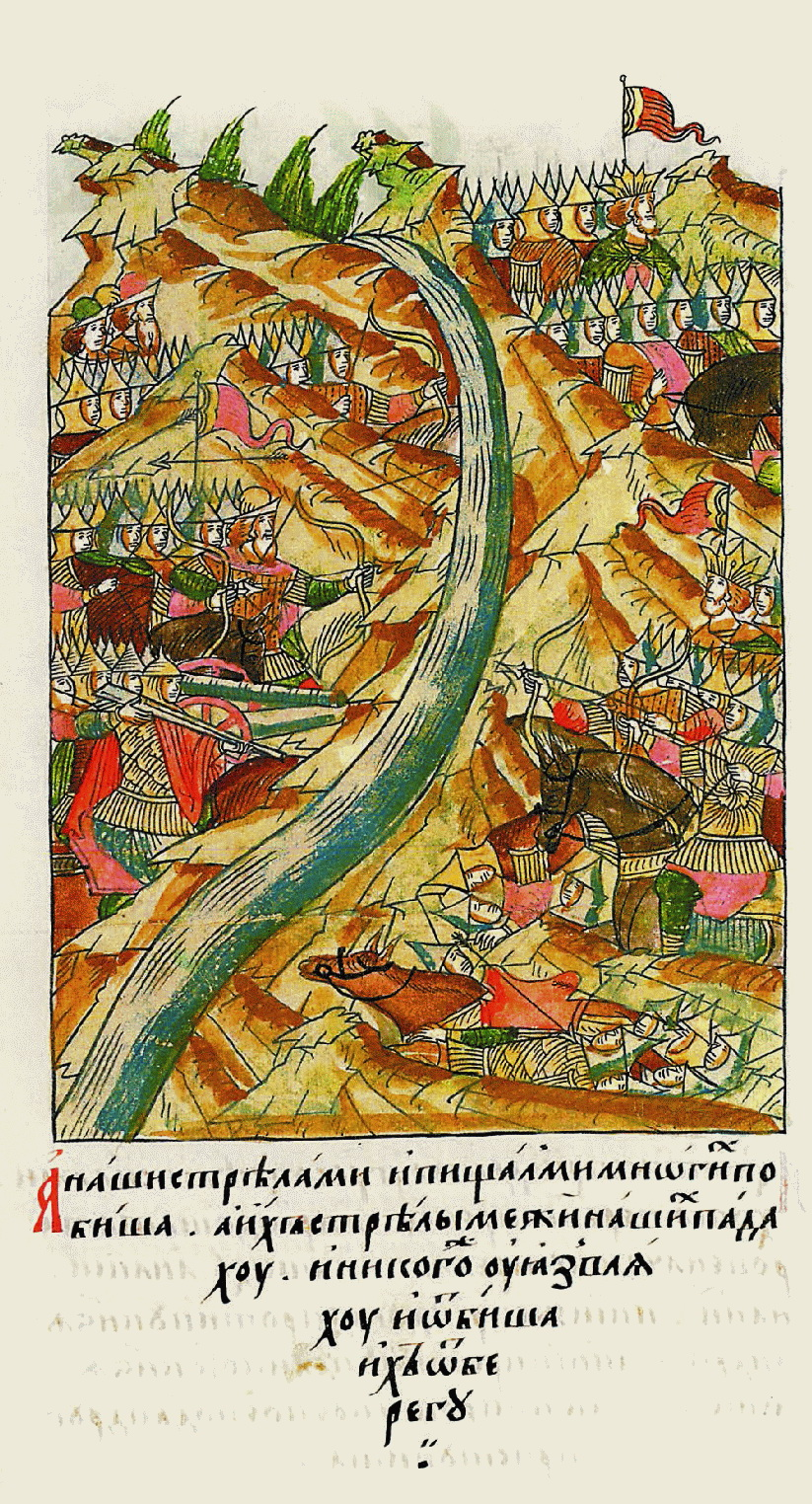
Das Stehen an der Ugra markierte das Ende der Tatarenherrschaft über Russland

Mit den für Moskau günstigen Bedingungen bemühten sich die Großfürsten von Moskau um die Errichtung von Russki Mir („Russische Welt“), ein vielschichtiger Begriff, der erstmals im 11. Jahrhundert von Großfürst Isjaslaw I. verwendet worden war und womit unter den herrschenden Umständen in erster Linie die Wiederherstellung der Kiewer Rus gemeint war. Dieser Prozess des Sammelns russischer Erde verlief aber keineswegs geradlinig oder zwanghaft. In Kriegen gegen alle anderen Teilfürstentümer entzogen ihnen die Moskauer Großfürsten schrittweise ihre Machtgrundlagen. Auch die mächtigsten Teilstaaten wurden (teilweise durch Kauf) eingegliedert und unterlagen dem umfassenden Verbot außenpolitischer Beziehungen. Jeder Versuch der Teilfürsten, eigene Politik zu betreiben, galt als Verrat an Moskau.
So konnte der ernsthafteste Konkurrent Moskaus, Twer, ausgeschaltet werden. Im Gegensatz zu Moskau hatte Twer 1319, 1333 und 1399 dynastische Teilungen erleben müssen und wurde darüber hinaus durch die Kämpfe zweier konkurrierender dynastischer Linien zwischen 1346 und 1360 in seiner Entwicklung geschwächt. Einige Jahre später (1368–1375) konnte Moskau gegen Twer wiederum die Oberhand behalten. Auslöser war eine innenpolitische Krise Moskaus. Nach einigem Hin und Her fiel die Entscheidung, als der Moskauer Großfürst Dmitri Donskoi (1359–1389) einer Machtübernahme des Großfürsten Michail von Twer zuvorkam. Dieser hatte von Abgesandten Mamais am 14. Juli den Großfürstenjarlyk überbracht bekommen. Dmitri fiel mit einem großen Truppenaufgebot in das Großfürstentum Twer ein. Am 5. August begann die Belagerung Twers. Als die erwartete litauische Hilfe ausblieb, unterzeichnete Michail von Twer nach einmonatiger Belagerung den von Dmitri geforderten Unterwerfungsvertrag. Er behielt zwar seine Eigenständigkeit, musste aber Dmitri Donskoi als Übergeordneten anerkennen und außenpolitische Beschränkungen hinnehmen. Dieser Ausgang demonstrierte die gewachsene Autorität Moskaus. Dmitri Donskoi befand sich auf dem Weg zum Großfürsten der gesamten Rus. Damit war Twer geschwächt, und Nowgorod versank in innere Zwistigkeiten, sodass Dmitri mehrere Fürstentümer über die Wolga hinweg weit nach Nordwesten bis Beloozero und Galitsch eingliedern konnte. 1392 konnte er das 1341 gegründete Großfürstentum Susdal-Nischni-Nowgorod unter seine Kontrolle bringen, welches sich zwischenzeitlich zu einem Konkurrenten Moskaus entwickelt hatte, aber letztlich ebenso unterlag. Nischni-Nowgorod wurde Moskaus Außenposten gegen das Kasaner Khanat.
Noch bestand die Oberherrschaft der Tataren über Moskau und bedrohte den Aufstieg Moskaus durch Unterstützung der anderen russischen Fürsten. Also musste sich Moskau von der Oberherrschaft distanzieren und bildete fortan das russische Zentrum des antimongolischen Widerstands. Dmitri fühlte sich stark genug, nach dem Sieg über Twer 1375 auch eine Auseinandersetzung mit dem Emir zu wagen. Denn schon nach der Ermordung von Khan Dschani Beg (1357) hatte die Goldene Horde eine Schwächeperiode mit häufigen Thronwechseln durchzustehen. Zwischen 1357 und 1380 lösten sich allein 25 Khane ab. Der Ausfall einer allgemein anerkannten Zentralmacht gab ehrgeizigen Emiren in den Randprovinzen die Chance zu eigenmächtigem Handeln. Als Anlass diente das Bündnis des Emirs Mamai mit Litauen und die Unterstützung Twers und Rjasans gegen Moskau. Dmitri errang einen Sieg über die Tataren in der Schlacht auf dem Kulikowo Pole, unweit des Dons, weil Dmitri zuschlug, bevor die Litauer eintrafen. Dieser Sieg beendete jedoch nicht die Tatarenherrschaft, da Khan Toktamisch 1382 Moskau erobern konnte. Ein weiterer großer tatarischer Einfall vollzog sich im Winter 1408/09. Die Landbevölkerung litt schwer unter den Einfällen, eine Eroberung Moskaus wie noch 1382 gelang aber nicht mehr. Letztlich konnte sich die Goldene Horde von dem Schlag nicht mehr erholen. Auch die Fürsten von Twer und Rjazan waren durch ihre Zusammenarbeit mit Litauen und der Horde diskreditiert, und Moskau konnte innerhalb der Rus erheblich an Reputation hinzugewinnen. Der Niedergang der Goldenen Horde setzte sich in den Folgejahrzehnten unvermindert fort. Edigü verlor seine beherrschende Stellung in den Wirren von 1410 bis 1412. Er starb 1419 von der Hand eines der Söhne Toktamischs, zu einem Zeitpunkt, als das territoriale Auseinanderbrechen des Herrschaftsbereiches der Goldenen Horde nicht mehr aufzuhalten war. Als sich Anfang des 15. Jahrhunderts aus dem Staatsgebiet der Goldenen Horde das Khanat Kasan, das Khanat der Krim und das Khanat Astrachan ausgliederten, waren die Tataren endgültig zu schwach, um den weiteren Aufstieg Moskaus zu verhindern. Gefährlich blieben ihre Einfälle aber noch gut anderthalb Jahrhunderte. Nach dem Tod Dmitris folgte ihm Wassili I. (1389–1425), der ein gesichertes Erbe antrat. Er stärkte es nach außen durch die Ehe mit Sofja, der Tochter des litauischen Großfürsten, und flößte damit dem Khan Timurlenk so viel Respekt ein, dass Moskau von 1395 bis 1412 keinen Tribut zahlen musste.
Moskau hatte sich im Kampf gegen die Tatarenherrschaft profiliert, während die Goldene Horde im Auflösungsprozess war. Dadurch gewann Moskau Freiraum für den Kampf im Innern der Rus. Zu Beginn des 15. Jahrhunderts waren die Kleinstaaten von der politischen Landkarte der nordöstlichen Rus verschwunden. Es waren nur vier Staatengebilde übrig geblieben: Moskau, Nowgorod, Twer und Rjasan. Die Teilfürstentümer, insbesondere die Konkurrenten Moskaus wie Twer und Nowgorod, waren auf Aufrechterhaltung ihrer Eigenstaatlichkeit bedacht. Im erbitterten Kampf wurden die noch verbliebenen russischen Fürstentümer unter Moskaus vereinigt. An der oberen Wolga existierten bei Regierungsantritt Iwans III. (1462 bis 1505) noch unbedeutende Reste der Fürstentümer Jaroslawl und Rostow. Beide standen schon seit der Zeit Dmitri Donskois im Vasallenverhältnis zum Moskauer Großfürsten. Iwan III. gliederte 1471 Jaroslawl und 1474 Rostow dem Moskauer Reich ein. 1478 wurde dann Twer und die frühere Regionalmacht und Stadtrepublik Nowgorod gewaltsam annektiert:

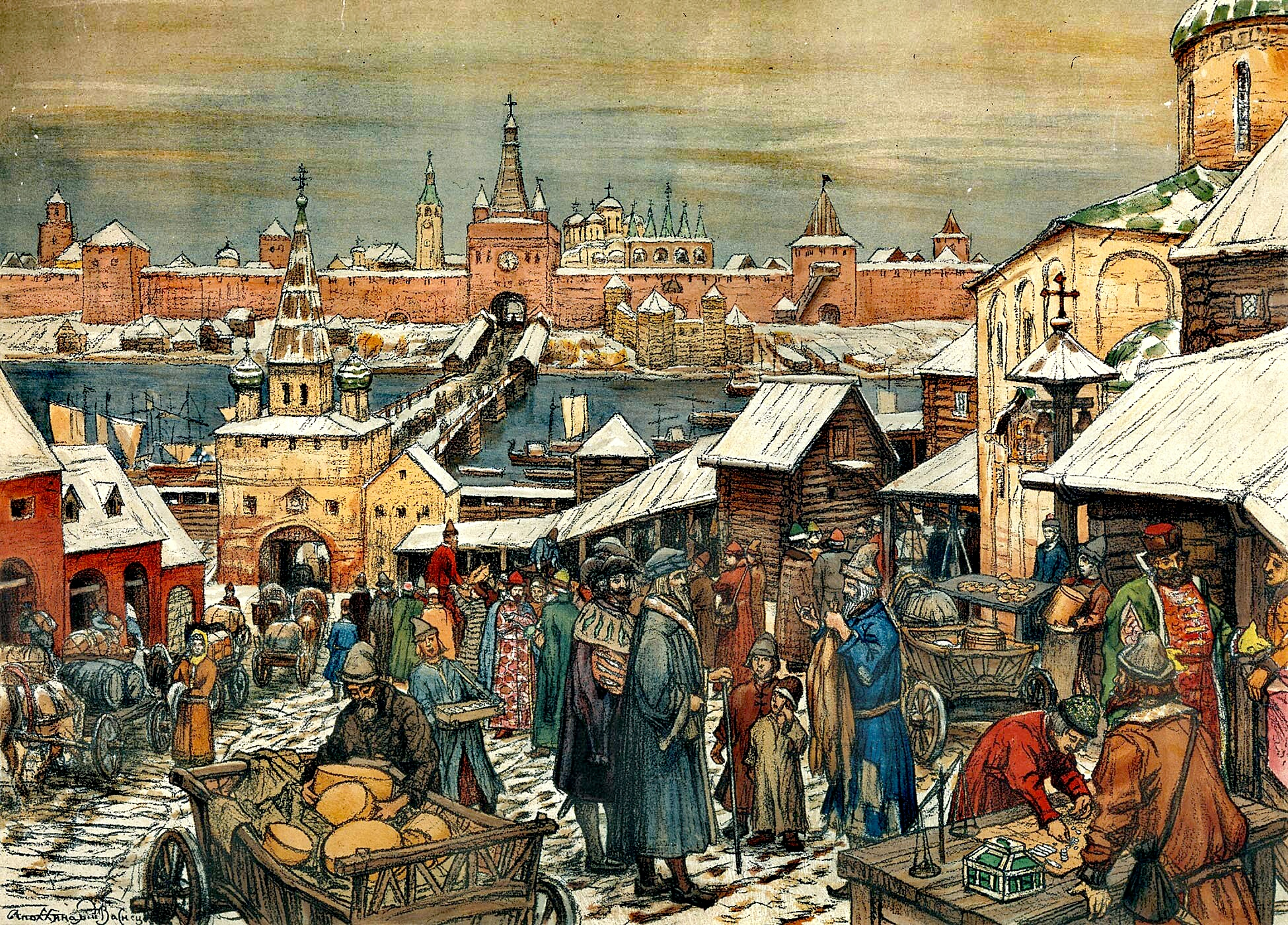
Nowgoroder Marktplatz, im Hintergrund der Nowgoroder Kreml

- Großfürst Iwan III. eröffnete am 9. Oktober 1476 den Endkampf um die Eingliederung Nowgorods, als er mit einem großen Heer von Moskau aufbrach. Am 27. November schloss sich ein Belagerungsring um die Stadt, deren Führung durch zahlreiche Gesandtschaften in das Lager des Großfürsten vergeblich versucht hatte, das Unheil abzuwenden. Nach langwierigen Verhandlungen, in denen der Großfürst seine harten Forderungen präzisierte (unter anderem Landabtretungen, Tributzahlungen, Auflösung der bisherigen politischen Institutionen der Stadt etc.), wurden die Bedingungen des Unterwerfungsvertrages niedergeschrieben und der Erzbischof sowie die Stadtteilevertreter zur Unterschriftsleistung befohlen. Am 15. Januar entsendete der Großfürst seine Beauftragten in die Stadt, um alle Bewohner auf die Einhaltung der Abmachung zu verpflichten. Am 22. Januar trafen die großfürstlichen Statthalter in Nowgorod ein, am 29. Januar nahm der Großfürst persönlich mit großem Gefolge von seinem „Vatererbe“ Besitz. Der Anschluss Nowgorods stellte den Höhepunkt der Vereinigungspolitik Iwans III. dar, war aber noch immer nicht abgeschlossen.
- 1484 erhielt Iwan III. Nachricht, dass der Fürst von Twer Michail Borissowitsch einen Vertrag mit den Großfürsten von Litauen, Kasimir IV. Andreas geschlossen hatte. Der Großfürst erklärte Twer den Krieg. Seine Truppen belagerten die Stadt. Nach der Flucht des Fürsten Michail Borissowitsch in der Nacht zum 12. September unterzeichnete eine Delegation der Stadtbewohner die Übergabebedingungen. Iwan III. gelang es damit, eines der letzten freien Fürstentümer zu annektieren. Er setzt seinen Sohn und Thronfolger Iwan zum Fürsten ein und griff, wie schon 1478 in Nowgorod, zum Mittel der Zwangsumsiedlung, um jeglichen Widerstandswillen der Bevölkerung zu brechen.[43] In der Folgezeit gewinnt Iwan III. bestimmenden Einfluss auf Rjasan und Pskow.

Moskau grenzte nun im Westen an das Großfürstentum Litauen. Ein Kampf um die weißrussischen Fürstentümer war von nun an auf der außenpolitischen Tagesordnung und musste sorgfältig geplant werden. Dazu musste zunächst die tatarische Oberhoheit gelöst werden. 1476 wurden die Tributzahlungen an die Mongolen beendet. Als 1480 zwei Brüder Iwans III. dessen Machtposition bedrohten, sah der Tatarenkhan Akhmat eine Möglichkeit, Moskau zu schwächen, woraufhin er mit einem Heer in Richtung Moskau vorrückte. Iwan III. zog mit seinen Truppen aus Moskau an die Ugra, um eine drohende Vereinigung zwischen Khan Akhmat und dem polnischen König Kasimir IV. zu verhindern. Dies führte 1480 zum Stehen an der Ugra. Der kampflose Abzug der Truppen der Goldenen Horde nach mehreren Monaten des Gegenüberstehens beider Heere wird als das endgültige Ende der mongolischen Vorherrschaft angesehen. Mit der Befreiung von der Oberherrschaft der Tataren bekräftigte Iwan III. die Führungsrolle des Moskauer Reiches in Russland für den anstehenden Kampf gegen Litauen.

### Russisch-Litauischer Kampf um die Herrschaft der ganzen Rus

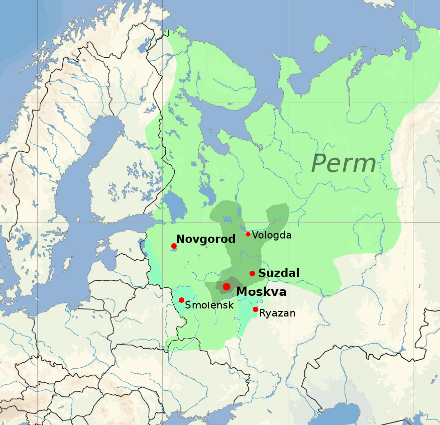
Großfürstentum Moskau 1390–1525

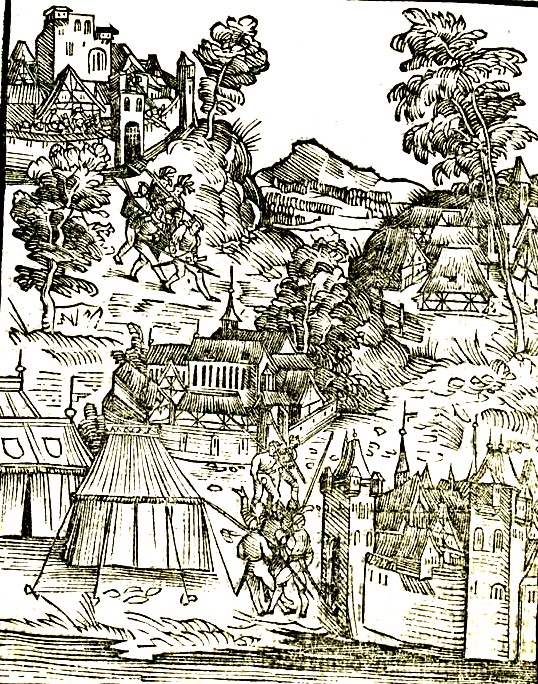
Eine Darstellung des Russisch-Litauischen Kriegs aus dem Werk Jacob Pisos: Die Schlacht von dem Kunig von Poln und mit dem Moscowiter, 1514

Mit dem Erstarken Moskaus begann ein lang anhaltender Konflikt mit Litauen um die Vorherrschaft. Beide Länder beanspruchten für sich die Herrschaft über die Rus. Die Litauer vertraten den lateinischen, die Moskauer den orthodoxen Glauben. Da die Litauer als Fremde angesehen wurden, konnte sich Moskau in den Kriegen aufgrund einer stärkeren inneren Kohäsion der Gebiete durchsetzen und Litauen stetig nach Westen drängen.
Litauens Versuche, im Zuge seiner Expansion im 14. Jahrhundert die Nachfolge der Kiewer Rus anzutreten, waren bereits an der fehlenden Akzeptanz der Bevölkerung der Länder der Rus gescheitert. Versuchen, Kiew als dem alten geistlichen und kulturellen Zentrum der Rus durch Einrichtung einer gegen Moskau gerichteten Metropolie zu neuer Geltung zu verhelfen, blieb dauernder Erfolg versagt.
Eine entscheidende Wendung, die sich günstig für Moskau auswirkte, vollzog sich 1385, als der litauische Großfürst Jogaila die polnische Königin Jadwiga heiratete und zum römisch-katholischen Glauben übertrat. Durch die Bildung der Polnisch-Litauischen Union wurde Moskaus Nachbar zwar noch stärker, aber Litauen wurde zunehmend in polnische Angelegenheiten verwickelt und richtete seinen Blick zunehmend nach Westen. Auch fehlte den litauischen Großfürsten nun die Legitimation als orthodoxe Herrscher.
Zu Beginn des 15. Jahrhunderts hatten sich die Beziehungen zwischen Moskau und Litauen wieder verschlechtert, nachdem diese in der Schlacht an der Worskla gegen die Tataren eine schwere Niederlage erlitten. Vytautas Niederlage an der Worskla beendete die litauischen Expansionsbestrebungen nach Südruthenien. Sein Staat verlor zudem den Zugang zum Schwarzen Meer. Die Litauer konzentrierten sich nun auf den Kampf um nördlichere Fürstentümer wie Smolensk. Dies führte zu einem Krieg mit Moskau von 1406 bis 1408. Dieser endete mit dem Frieden an der Ugra, der für einige Stabilität sorgte.
Mit dem 1492 ausgebrochenen Moskauisch-Litauischen Krieg begann eine längere Folge militärischer Konflikte zwischen dem Moskauer Staat und seinem westlichen Nachbarn Polen-Litauen. Der benachteiligte orthodoxe Adel der östlichen Gebiete Litauens versprach sich mehr Vorteile und Macht bei einem Übertritt zum Großfürstentum Moskau. So schlossen sich zwischen 1487 und 1493 mindestens vier Fürstenhäuser aus den Ostprovinzen des Großfürstentums dem Moskauer Staat an. Ende der 1490er Jahre verließen dann die Fürsten Semjon Belski, Semjon und Iwan Moschaijski und Wassili Schemjatitsch den litauischen Verbund. Immer wieder kam es zu Grenzkonflikten zwischen beiden Reichen. Zu Beginn des Zweiten Litauisch-Russischen Krieges (1500–1503) erlitt das litauische Heer in der Schlacht an der Wedrosch nordöstlich von Smolensk eine schwere Niederlage. Es gelang der litauischen Heerführung in der Folgezeit nicht, eine Koordinierung der Kampfhandlungen mit den Verbündeten (Livländischer Orden, Khan Akhmat der Großen Horde) zu erreichen. Am Ende des Krieges musste Litauen 1503 die Gebiete Tschernihiw, Nowgorod-Sewerski, Gomel, Brjansk, Putiwl, Starodub und Mzensk an Moskau abtreten. So hatte Iwan III. zum Ende seiner Herrschaft alle Voraussetzungen geschaffen, um sich als Großfürst von ganz Russland zu bezeichnen, da er das Gebiet der ganzen Rus, bis auf die von Litauen eroberten Gebiete zum neuen russischen Staat vereinigte.
Auch der Nachfolger Iwans III., sein Sohn Wassili III. (1505–1533), bemühte sich um die Expansion Russlands nach Westen. Wenig später, 1514, kam es erneut zu bewaffneten Auseinandersetzungen zwischen den Streitkräften Moskaus und Litauens, so etwas zum Russisch-Litauischen Krieg 1512–1522. In dieser Zeit wurde unter der Führung Moskaus eine antijagelionische Allianz gegründet mit dem Ziel, das Großfürstentum Litauen aufzuteilen und die weißrussischen Provinzen dem Großfürstentum Moskau zuzuschlagen. 1514 kam es zur russischen Einnahme von Smolensk. Der Sieg, den die Truppen unter dem Oberkommando Konstantin Ostroschkis in der Schlacht bei Orscha am 8. September über das Moskauer Heer errangen, hielt die Expansion Moskaus nach Westen jedoch vorerst auf.
Unter Wassili III. erfolgte der Anschluss der letzten russischen Fürstentümer, 1510 der Republik Pskow und 1521 des südlichen Fürstentums Rjasan. Gleichzeitig begannen vom Süden her jedoch Überfälle der Krimtataren, die an der zunehmenden Unterlegenheit Litauens nicht interessiert waren. Nach dem Tode des Krimkhans Meñli I. Giray 1515 zerbrach das zeitweilig enge Bündnis Moskaus mit den Krimtataren endgültig. Das Verhältnis war in den vorausgegangenen Jahren durch zahlreiche Grenzübergriffe und wiederholte Annäherungen an Litauen erheblich belastet. Unter dem am 13. April inthronisierten neuen Khan Mehmed I. Giray gewann die moskaufeindliche Richtung die Oberhand, gleichzeitig verlor Moskau im Khanat Kasan seinen bisherigen beherrschenden Einfluss. In dieser Zeit nahmen auch die Moskau-Kasan-Kriege zwischenzeitlich eine für Moskau unvorteilhafte Wendung. Vergeblich versuchte Wassili III. über direkte Kontakte zum osmanischen Sultan die drohende Gefährdung der Süd- und Südost-/Ost-Grenzen seines Herrschaftsbereiches abzuwenden. In der Folgezeit drangen die Krimtataren wiederholt bis nach Moskau vor und zerstörten dieses.

### Festigung der Selbstherrschaft der Moskauer Großfürsten

Iwan III. übernahm den kaiserlichen Doppeladler ab 1487. Damit knüpft er an die Tradition des Römischen Reiches an oder verfolgt diesen Anspruch. Ob es sich um eine direkte Übernahme oder aber vielleicht um ein Ehewappen von Iwan III. mit Sofia Palaiologos handelt, oder es über einen anderen Weg gewählt wurde, ist unklar.

Die Moskauer Großfürsten konnten durch den äußerlichen Machtzuwachs und die Ausschaltung der innerrussischen Konkurrenten auch einen inneren Machtgewinn erreichen, der zu einer extrem machtvollen Herrscherposition führte, der Selbstherrschaft. Kirche und Adel wurden in ihrem Einfluss begrenzt. Die Herrschernachfolge erfolgte nun durch die Primogenitur, und nach außen wurde durch die Freiwerdung und Verwendung des Zarentitels ihre Unabhängigkeit gesichert. Der Aufbau einer Bürokratie sicherte ihnen die Durchführung einer geordneten Herrschaft.
Durch die Entstehung des russischen Reiches um dessen Zentrum Moskau und die Abschüttelung des Tatarenjochs wuchs am Ende des 15. Jahrhunderts die Bedeutung der Großfürsten Moskaus und ließ das russische Reich etappenweise in die europäische Staatenwelt eintreten. Die wachsenden Kontakte mit dem westlichen Ausland spiegelten sich auch in vermehrten Auslandsreisen von Russen wider, um ihre Fachkenntnisse zu erweitern. Außerdem wurden zunehmend westliche Fachleute ins Land geholt. Als ökonomische Spezialisten, Diplomaten, Baumeister oder Waffentechniker nahmen sie Dienst und übten einen wichtigen Einfluss aus. Zwischen den Oberschichten Westeuropas und denen des Moskauer Reiches fand wieder ein kultureller Austausch statt.
Moralisch und rechtlich blieb dieses neue russische Reich aber außerhalb der damals offiziell anerkannten Völker- und Staatengemeinschaft. Das lag zum einen an dem sich selbständig entwickelnden Staat Russland, also ohne Vorbilder wie Rom oder Byzanz mit ihrem Herrschafts-, Rechts- und Feudalsystem, zum anderen an der fehlenden historischen Anerkennung Russlands als Staat unter Gleichen. So war eine neue Titulatur nötig, um die Anerkennung ihres Großfürstentitels auch international sicherzustellen. Das Großfürstentum Litauen, deren Großfürsten selbst im Titel den Passus „vieler russischer Länder Herrscher“ trugen, hatte dem Moskauer Großfürsten bis zum aufgedrängten Waffenstillstand von 1494 die Anerkennung als „Herrscher der ganzen Rus“ (Titelergänzung des Moskauer Großfürsten) verweigert, schließlich befand sich ein großer Teil der Rus unter litauischer Hoheit. Als Möglichkeit bot sich der Zarentitel an. Der Zarentitel war, durch die Eroberung von Konstantinopel und die Losschüttlung der tatarischen Fremdherrschaft über Russland, frei geworden. Iwan III. heiratete danach die Nichte des letzten Kaisers von Byzanz, sah sich dadurch als rechtmäßiger Nachfolger der Kaiser des untergegangenen Byzantinischen Reichs und begann dann gelegentlich den Zarentitel für sich inoffiziell im Verkehr mit aus russischer Sicht schwächeren Mächten zu gebrauchen.
Grundlegende Änderungen in der orthodoxen Kirche konnte Iwan III. aufnehmen und in seine Politik der Festigung und Erweiterung der eigenen Machtstellung einbauen:
- Der Fall Konstantinopels und das Konzil von Ferrara/Florenz brachten der russischen Kirche die Autokephalie. Das heißt, dass der Metropolit nach seiner Wahl nicht mehr der Bestätigung durch den ökumenischen Patriarchen bedurfte, sondern dass dafür die Zustimmung des Moskauer Großfürsten genügte. Damit wurde der Metropolit noch mehr als bisher an den Moskauer Großfürsten gebunden, denn diese Änderung beraubte die Moskauer Kirche ihres letzten Rückhalts außerhalb des großfürstlichen Machtbereichs.[49] Dadurch wurde der ursprüngliche orthodoxe Gedanke der gleichrangigen Herrschaft von Kirche und weltlicher Macht in der Folgezeit weit übertroffen. Damit half die Kirche selbst der Selbstherrschaft der Großfürsten in den Sattel.
- Aus kirchenpolitischen Gründen entstand eine theokratische Staatstheorie, die Moskau als neue (orthodoxe) Heilsstadt erklärte. Nach 1453 wanderte eine große Zahl orthodoxer Kirchenmitglieder nach Russland ein. Es war damals die einzige christlich-orthodoxe Großmacht, die nicht durch islamische Eroberer besetzt war. Da das „Erste Rom“ aus orthodoxer Sicht vom rechten Glauben abgekommen und das „Zweite Rom“ – Byzanz – diese Funktion nicht mehr wahrnehmen konnte, erklärten orthodoxe Kirchenvertreter Moskau zum „Dritten Rom“. An die Nachfolger Iwans III. richtete der Begründer der Theorie von Moskau als „Drittem Rom“, der Mönch Filofei, die Worte:

„Denn wisse, du Christus Liebender und Gott Liebender: Alle christlichen Reiche sind vergangen und sind zusammen übergegangen in das Eine Reich unseres Herrschers, gemäß den prophetischen Büchern: das ist das Russische Reich. […] Denn Zwei Rome sind gefallen, aber das dritte steht und ein viertes wird es nicht geben“

Gestützt durch diese theokratische Staatsvorstellung Filofeis sowie die durch eine Abstammungslegende mittlerweile ausgesponnene Lehre vom dritten Rom konnte sich die Selbstherrschaft in der Folgezeit voll entfalten.

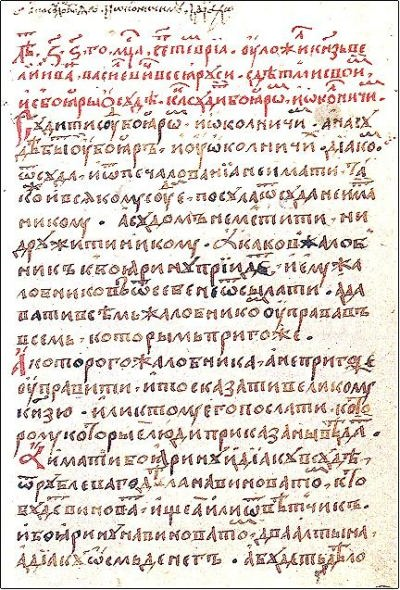
Der Sudebnik von 1497

Das Moskauer Reich war innerhalb kurzer Zeit rasch gewachsen. Durch den Übergang zu einer begrenzt expansiven Politik zählte das Reich um 1500 bereits zwei Millionen Quadratkilometer mit einer Bevölkerung von sechs bis acht Millionen Einwohnern. Dies machte eine Regierungsreform notwendig, die dem vergrößerten Rahmen Rechnung trug, da die Herrschaft durch persönliche Beauftragung nicht mehr gelenkt werden konnte. Durch die Erweiterung der Kompetenzen des großfürstlichen Schatzamtes (Kazna), der obersten Verwaltung der großfürstlichen Hofbesitzungen (Dworez) sowie durch eine Spezialisierung der dort tätigen Sekretäre auf bestimmte laufende Geschäfte im Moskauer Kreml etablierten sich Vorformen einer festen zentralen Verwaltungsspitze. Bis zur Mitte des 16. Jahrhunderts hatte sich dieser bürokratische Apparat dann so weit differenziert, dass selbständige Geschäftsbereiche in Gestalt der Prikas gebildet werden konnte. Diese betrafen:
- die Militäradministration,
- die Versorgung der Dienstleute,
- die laufenden diplomatischen Geschäfte.

Dieses aus pragmatischen Erwägungen ohne ein durchschaubares Konzept entstandene Gliederungsprinzip der obersten Verwaltungsbehörden führte in der Folge zu häufigen Kompetenz-Überschneidungen und letztlich zu bürokratischer Erstarrung. Um die Grundlage für eine einheitliche Rechtsprechung zu schaffen, wurde das geltende Gewohnheitsrecht 1497 in einem Gesetzbuch, dem Sudebnik, kodifiziert.
Als Wassili III. 1533 überraschend starb, war Iwan IV. gerade drei Jahre alt. Seine Zukunft und die der Selbstherrschaft waren keineswegs gesichert. Bereits Iwan III. hatte in seinem Testament bestimmt, dass nicht die Brüder Wassilis, sondern dessen Kinder die weiteren Erben sein sollten. Zum ersten Mal wurde damit offiziell die Abkehr vom Seniorat zugunsten der Primogenitur erklärt. Unumstritten war das aber immer noch nicht. Wassili hatte bis zu Iwans Krönung eine Regentschaft eingesetzt. Die Interessen der Regentschaftsmitglieder prallten in harten und blutigen Kämpfen aufeinander. Innenpolitisch sorgte Helena Glinskaja, die Mutter Iwans, für eine Währungsreform, förderte den Städtebau und verbot den Klöstern, weiteren Grundbesitz zu erwerben. Nach ihrem Tod 1538 wurden diese Ansätze jedoch nicht fortgeführt. Stattdessen brachen erneute Machtkämpfe zwischen rivalisierenden Bojarencliquen aus. Der Adel verspielte dabei seine Chance, ein Herrschaftssystem aufzubauen, das ihm die Beteiligung an der Macht gesichert hätte.

## Zarentum Russland (1547–1721)

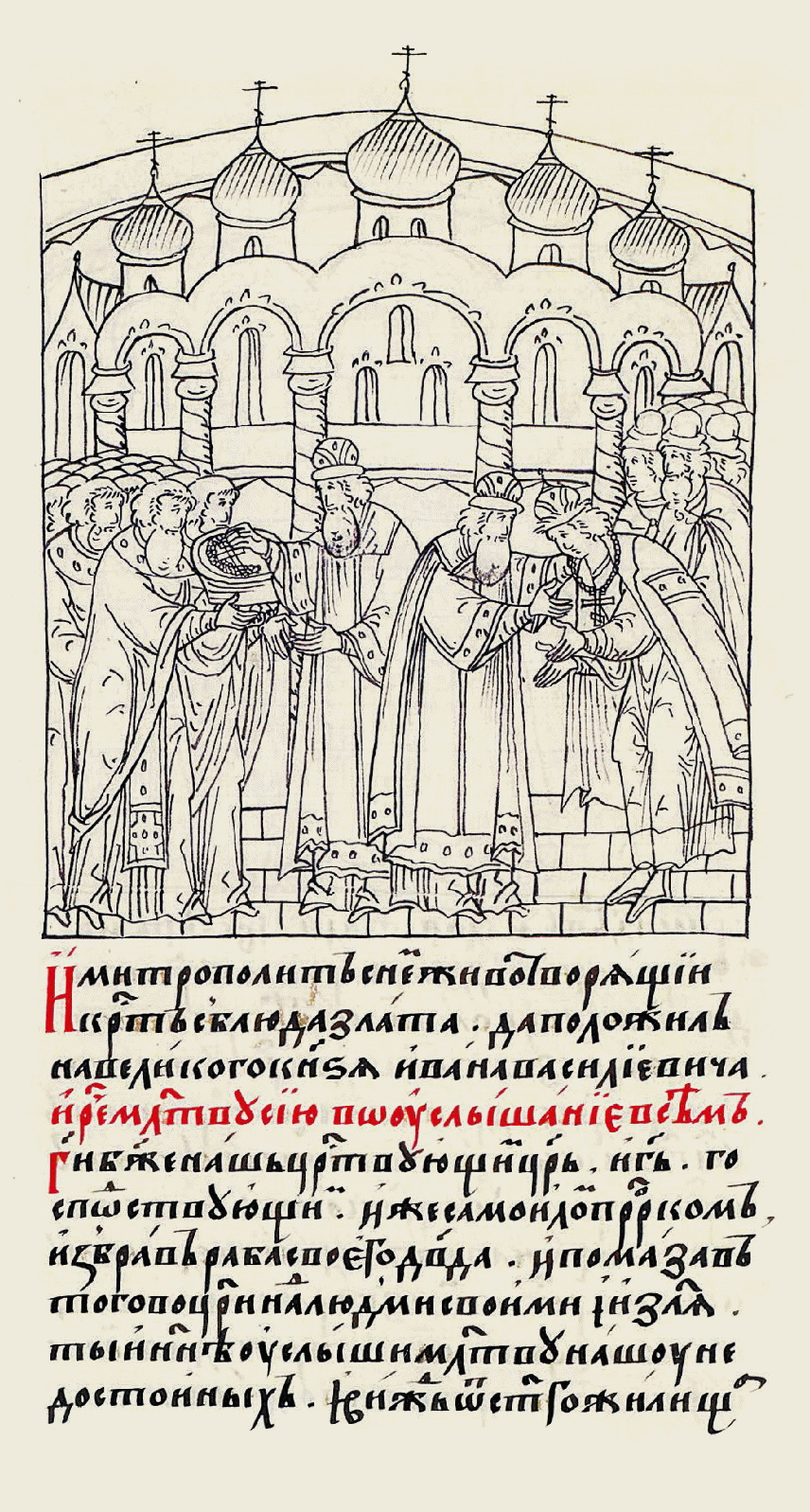
Darstellung der Krönung Iwans IV., Holzschnitt aus der Bilderserie des „Buchs des Zarentums“ von 1547

Nach dem Ende der Mongolenherrschaft 1480 war aus den einstmals verfeindeten russischen Fürstentümern ein autokratisch regierter und zentral von einem neuen Dienstadel verwalteter Einheitsstaat mit Großmachtsanspruch entstanden. 1547 wurde als erster russischer Herrscher Iwan IV. zum Zaren gekrönt. Zum einen verdeutlichten die russischen Herrscher durch den Zarentitel, dass sie sich nun vollkommen von der tatarischen Oberherrschaft befreit hatten, und zum anderen zeigten sie, dass sie auch im Vergleich zum Westen etwas Neues, Eigenes geschaffen hatten und nicht dazu bereit waren, sich dem bestehenden europäischen Hierarchiesystem anzupassen. In der folgenden Periode griff das Zarentum Russland weit über die bisherige begrenzte Expansion zur Wiedererlangung der Gebiete der Rus hinaus und expandierte bis 1700 an den Pazifik im Osten. Die territoriale Ausdehnung vollzog sich nicht als geradliniger expansionistischer Prozess, sondern auch als Reaktion auf Versuche der Nachbarn, sich auf Kosten Russlands zu bereichern. Im Westen erlitt das Zarentum im Kampf um die Ostseeherrschaft Rückschläge und konnte erst ab der zweiten Hälfte des 17. Jahrhunderts Territorialgewinne erreichen. Im Inneren erstarrte das gewachsene Reich, so dass gegen 1700 große Reformanstrengungen nötig waren, um den Rückstand gegenüber dem westlichen Teil des europäischen Kontinents aufzuholen.

### Reformperiode und innerer Terror
Mit Iwan IV., der später den Beinamen „der Schreckliche“ (grosny korrekt übersetzt wäre „der Dräuende“) erhielt, folgte ein Herrscher, der gegenüber den Bojaren aufgrund der blutigen Auseinandersetzungen in seiner Kindheit ein starkes Misstrauen besaß. Daher sah er den Dienstadel und die Verwaltung als wichtige Stützen seiner Herrschaft gegen die Bojaren. Iwan IV. verstand sich als uneingeschränkter Selbstherrscher und wollte mit Unterstützung der Kirche den blutigen Machtkampf der Bojaren beenden. Für seinen angestrebten außenpolitischen Expansionskurs brauchte er eine stabile Herrschaft. Dazu umgab er sich mit einem Beraterkreis und führte die Reformansätze seiner beiden Vorgänger den Erfordernissen eines Großreiches entsprechend fort. So drängten die innenpolitischen Reformen den Einfluss des Hochadels zurück bei gleichzeitiger Förderung des Dienstadels.
- 1550 wurde ein neuer Sudebnik in Kraft gesetzt, der detaillierte Regelungen enthielt, um die Missbrauchsgefahr zu verringern.
- Bei der Verwaltungsreform wurde ein zentrales Besoldungssystem der Bediensteten eingerichtet und ersetzte das bisherige Selbstversorgungssystem, das zu vielen Auswüchsen geführt hatte.
- Die unabhängige Macht der bojarischen Statthalter, der Namestniki, wurde gebrochen.
- Den Städtern und den freien Bauern räumte Iwan IV. Wahlrechte im Bereich der örtlichen Selbstverwaltung ein.
- Eine Heeresreform verpflichtete nun auch den Erbadel zum Dienst.
- Die Länder des Erbadels wurden daraufhin überprüft, ob unrechtmäßige Besitzvermehrungen vorgekommen worden waren. In solchen Fällen wurden diese Ländereien eingezogen und an den Dienstadel verteilt, der dadurch insgesamt wirtschaftlich besser gestellt und somit noch enger an Iwan IV. gebunden wurde.[56]

Iwan IV. erkrankte 1553 schwer. Seine Nachfolgeregelung zugunsten seines noch unmündigen Sohnes wurde von den Bojaren nicht ohne weiteres akzeptiert. Dies stärkte sein Misstrauen und er witterte Verrat in den Reihen des hohen Adels. Der Tod ihm nahestehender Personen, die eine ausgleichende Wirkung auf den Zaren hatten, wie seiner Frau Anastassija Romanowna Sacharjina 1560 und des Metropoliten Makarij, bewirkten ein Übriges. Es zeigten sich die Schattenseiten einer uneingeschränkten Selbstherrschaft, die zunehmend Terrorzüge annahm. 1560 verbannte der Zar einige seiner engsten Berater. Als ein Mitglied der Bojarenduma, Andrei Michailowitsch Kurbski, 1564 zu den Litauern überlief, leitete Iwan IV. Gegenmaßnahmen ein, die zur eigentlichen Terrorherrschaft führten und sich offen gegen die Aristokratie richteten. Ende 1564 zog sich Iwan IV. in eine Vorstadt zurück und trennte sich territorial und verwaltungsmäßig von seiner Herrschaft. Der Zar wollte Panik und Verwirrung stiften, um das Volk gegen die Bojaren aufzubringen. Zu diesem Zweck sonderte er seit 1565 immer größere Gebiete des Landes als Opritschnina (das Abgesonderte) mit eigener Duma, eigener Verwaltung und eigenem Heer und zugleich einem besonderen Personenverband ab. Viele der Bojaren wurden umgebracht, zu Mönchen geschoren oder ausgesiedelt. Auf ihren Gütern siedelte er eine neue Schicht ihm ergebener Dienstleute, der Opritschniki, an, die als Werkzeuge seiner Terrorherrschaft dienten. Schon bald wurden sie selbst als Verräter betrachtet. Sie denunzierten sich gegenseitig und wurden schließlich ebenfalls größtenteils ermordet. Die Absonderung eines Teils seines Territoriums hob Iwan IV. nun wieder auf und gab das Land an seine rechtmäßigen Besitzer zurück. Infolge der Opritschnina wurde der Dienstadel nun zur mächtigsten Schicht des Reichs. Das alte Bojarentum war zerschlagen.
Der Aufstieg des Dienstadels vergrößerte den Druck auf die Dienstbauern. Bauern, die sich nicht restlos der Gutswirtschaft unterwerfen wollten, flohen nun in großen Zahlen aus Zentralrussland nach Süden und suchten Schutz bei den Kosaken in dem herrschaftsfreien Raum zwischen Russen, Polen, Türken und Krimtataren (→ Wildes Feld). Weil die Zahl der Arbeitskräfte in den Kerngebieten des Reiches schnell schrumpfte und damit die Existenz des hier angesiedelten Dienstadels auf dem Spiel stand, wurden die Bauern auf die Scholle gebunden und ihr Abzugsrecht ausgesetzt.

### Ausschaltung der Nachfolgekhanate im Süden und Osten und Eroberung Sibiriens

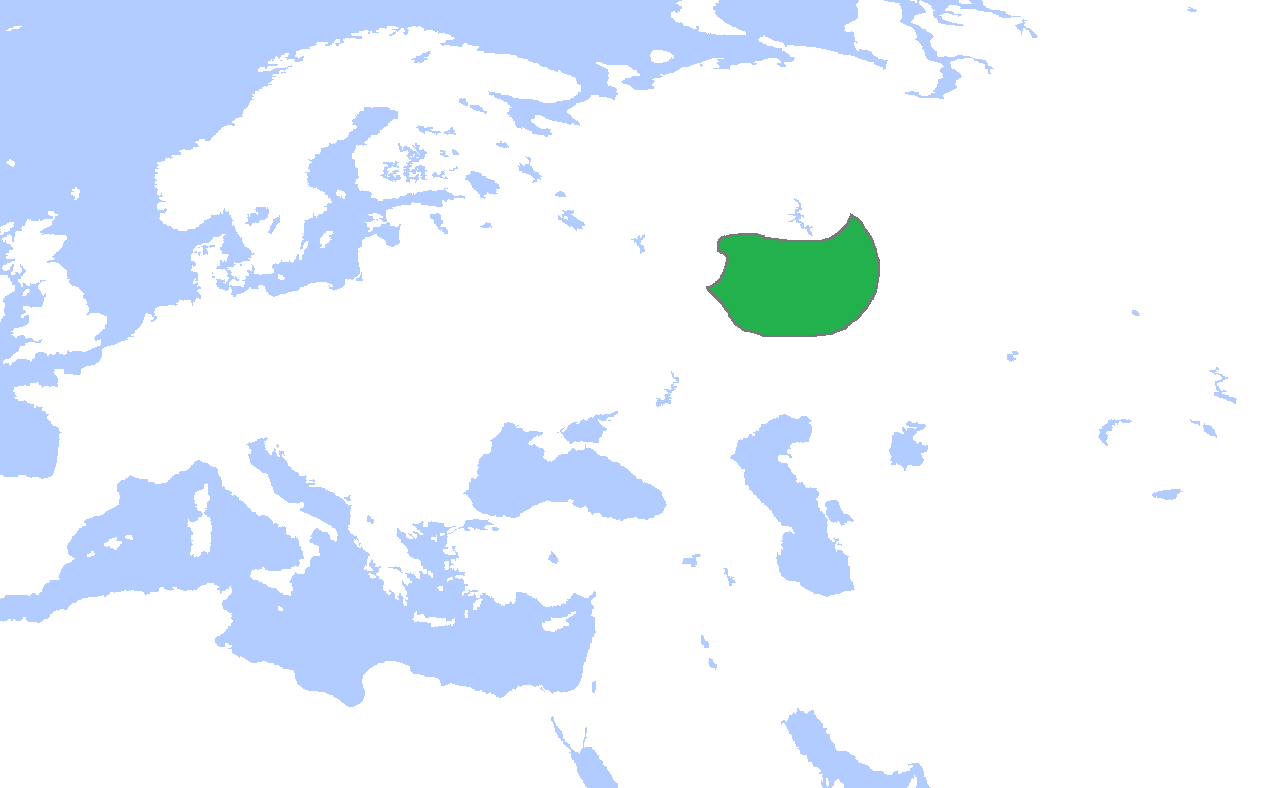
Kasan-Khanat um 1500

Der Machtzerfall der Goldenen Horde in Zentralrussland hatte die Position des Moskauer Großfürstentums gestärkt, aber die Tatarengefahr war noch nicht völlig gebannt. Noch besaßen die Tataren das mächtige Khanat Kasan an der mittleren Wolga und das Khanat Astrachan an der unteren Wolga sowie das Khanat der Krim. Die russische Diplomatie suchte geschickt durch eine Politik des Divide et impera die Khanate gegeneinander auszuspielen. Zugleich sank die militärische Macht der Tataren, da sie von den militärischen Entwicklungen, wie beispielsweise dem europäischen Festungsbauwesen und der Artillerie, unzureichenden Gebrauch machten. Unter solchen Umständen konnte Iwan IV. dank des in jahrzehntelanger Wirtschaftsblüte entstandenen wirtschaftlichen Potenzials eine neue imperiale Machtpolitik umsetzen. Die Wahl hierfür fiel auf das Tatarenkhanat Kasan, mit dem sich das Moskauer Reich seit dem 15. Jahrhundert eine Reihe militärischer Auseinandersetzungen lieferte. Schon Großfürst Iwan III. hatte Kasan als sein Protektorat behandelt. Zweimal war Zar Iwan IV. vergeblich gegen Kasan gezogen, die klimatischen und logistischen Probleme erwiesen sich als unüberwindlich. Erst der dritte Feldzug gelang mit der erfolgreichen Einnahme der Tatarenhauptstadt Kasan 1552. Damit leitete Zar Iwan IV. eine neue Phase der russischen Außenpolitik ein, die über das traditionelle Sammeln des Landes der Rus hinausgriff. Die Expansionspolitik zielte auf die Gewinnung des gesamten Wolgabeckens. Als 1556 Astrachan, das Zentrum der Nogaischen Horde fiel, hatte das russische Zarentum den größten Teil des fruchtbaren Schwarzerdegürtels gewonnen und durch die Beseitigung der Flankenbedrohung vom Osten her in weiten Teilen der bäuerlichen Besiedlung geöffnet. Zudem wurde der Wolgahandelsweg auf seiner ganzen Länge gesichert. Damit wurde der Weg zur Kolonisierung Sibiriens offen.

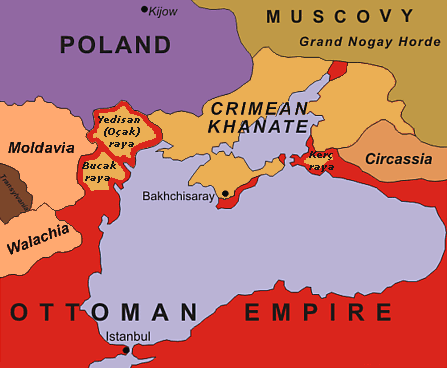
Krim-Khanat um 1600 (Asow und die Städte an der Südküste der Krim gehörten unmittelbar zum Osmanischen Reich)

Der krimtatarische Herrscher Meñli I. Giray reagierte angesichts der russischen Erfolge und unterstellte sich dem osmanischen Sultan Mehmed II. Er erhielt für seine Abhängigkeit die Dienste osmanischer Hilfstruppen und Artillerie, wodurch er in die Offensive gehen konnte. Krimtatarische und osmanische Armeen forderten das Wolga-Gebiet für den Islam zurück und drangen gegen Moskau vor. 1571 gelang es einer kleinen Armee des Chans Devlet I. Giray, die russischen Befestigungen unentdeckt zu umgehen und vor Moskau aufzutauchen. Die Vorstädte wurden in Brand gesteckt, woraufhin die ganze Stadt bis auf den Kreml niederbrannte. Zehntausende Menschen kamen um, weil die Stadt ohne Verteidigung geblieben war. Ein Jahr später kam der Chan mit einem wesentlich größeren Heer zurück, in der Hoffnung, das angeschlagene Russland endgültig niederzuwerfen. Er musste jedoch eine schwere Niederlage in der Schlacht bei Molodi hinnehmen, die die Bedrohung durch das Krimkhanat in den folgenden Jahrhunderten beschränkte. Trotzdem hielten die Raubzüge und Verschleppungen von Menschen im südlichen Grenzland noch lange an. Dies war einer der Faktoren, die die Entwicklung des Kosakentums als wehrhafter Bauern weiter förderte. Dennoch konnte das Khanat der Krim der wachsenden Macht Russlands immer weniger standhalten. Katharina II. tat im 18. Jahrhundert den letzten Schritt, indem sie das Khanat zunächst besetzte und dann eingliederte.

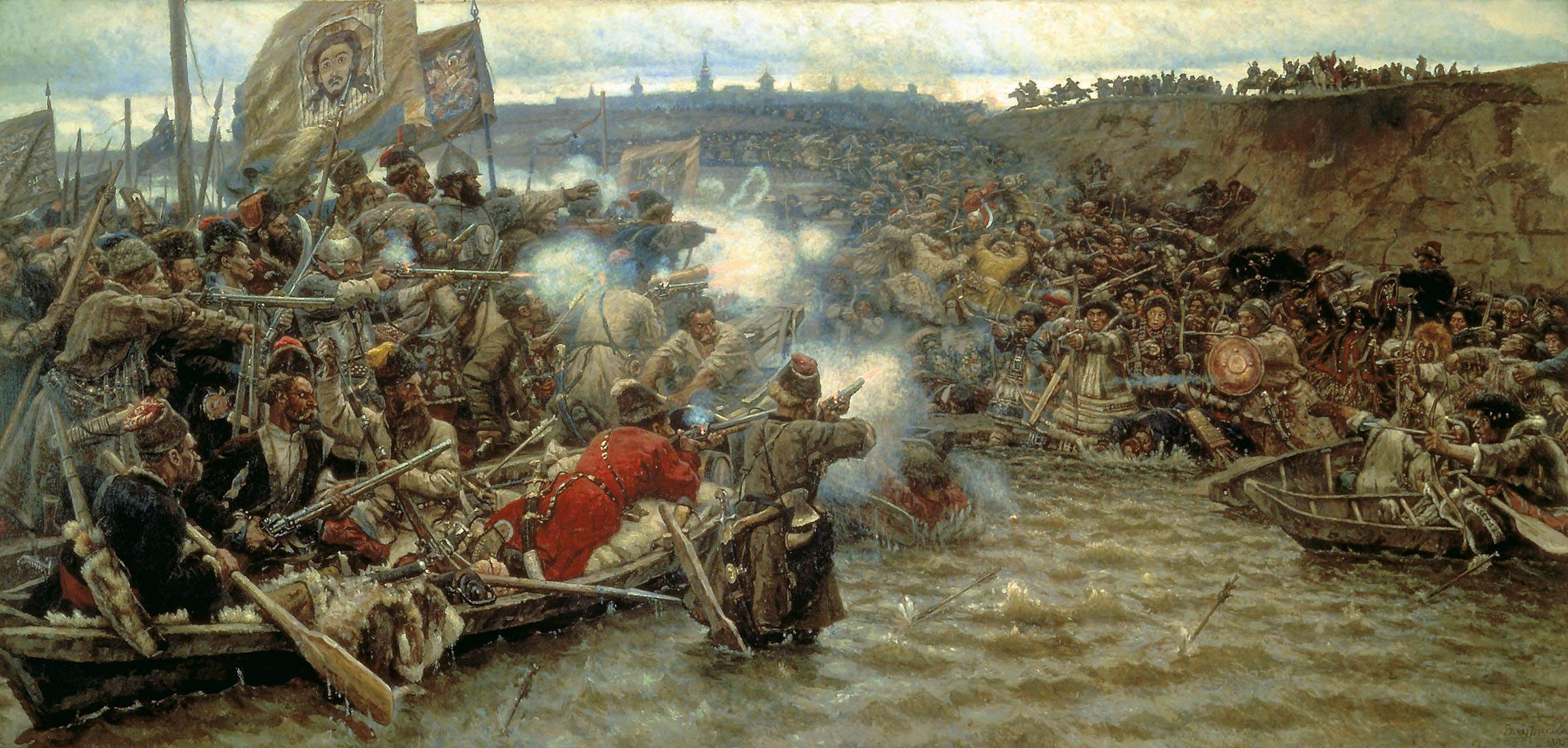
Wassili Surikow „Jermaks Eroberung von Sibirien“

Das turktatarische Khanat Sibir näherte sich während des Russisch-Krimtatarischen Krieges politisch dem Khanat der Krim an und griff russische Siedlungen im Ural an, die zum Besitz der einflussreichen Kaufmannsfamilie Stroganow gehörten. Daraufhin erhielt diese vom Zaren das Recht, eigene Truppen zum Schutz ihrer Ländereien aufzustellen und gegen die sibirischen Tataren vorzugehen. Zu diesem Zweck heuerten die Stroganows die im Steppenland zwischen Wolga und Don lebenden Kosaken an. Unter ihrem Anführer Jermak Timofejewitsch unternahmen die Kosaken im Jahr 1582 mit knapp tausend Mann, jedoch mit Musketen und Kanonen ausgestattet, einen Feldzug gegen das Khanat Sibir. Die Unzufriedenheit kleinerer ugrischer Völker mit Kütschüm Khan geschickt ausnutzend, konnten sie unaufhaltsam vorrücken und seine Hauptstadt Qaschliq im Sturm erobern. Dass nicht der Zar, sondern der Kosakenführer Jermak das Machtvakuum jenseits des Urals nutzte und das schwache Westsibirische Tatarenkhantat angriff, liegt in der militärischen Agonie begründet, die das russische Zarentum zu dieser Zeit durchlebte. Erst als der Staat gegen Ende des 16. Jahrhunderts neue Kraft schöpfte, konnte er unter Zar Boris Godunow durch Entsendung von Truppen und Anlegung von Stützpunkten den Brückenkopf ausbauen (Gründung von Tjumen 1586, Tobolsk 1587) und 1598 durch die endgültige Eroberung des Khanats ganz Westsibirien sichern. Der russische Drang nach Osten begründete sich aus dem Bedürfnis des Staates, sich feste natürliche Grenzen im Osten zu verschaffen. Da auch in den folgenden Jahrhunderten das Machtvakuum an der Ostgrenze des Russischen Reiches erhalten blieb, stieß die russische Expansionsbewegung hier auf den geringsten Widerstand.
Die russische Ostsiedlung verlief im Wesentlichen unbemerkt von der europäischen Öffentlichkeit. Seit dem Erwerb des Khanats Sibir 1581 und mit der Gründung von Tomsk 1604 standen die großen Weiten Sibiriens der russischen Besiedlung offen. Träger der Besiedlung waren Kosaken, eine Bevölkerung, die sich aus Bauern, die der Leibeigenschaft entflohen waren, und Tataren gebildet hatte und hier kolonisatorische und militärische Aufgaben als Wehrbauern übernahm. 1648 wurde der östliche Landzipfel Sibiriens erreicht (vgl. Russische Eroberung Sibiriens).

### Beginn des Zeitalters der Nordischen Kriege

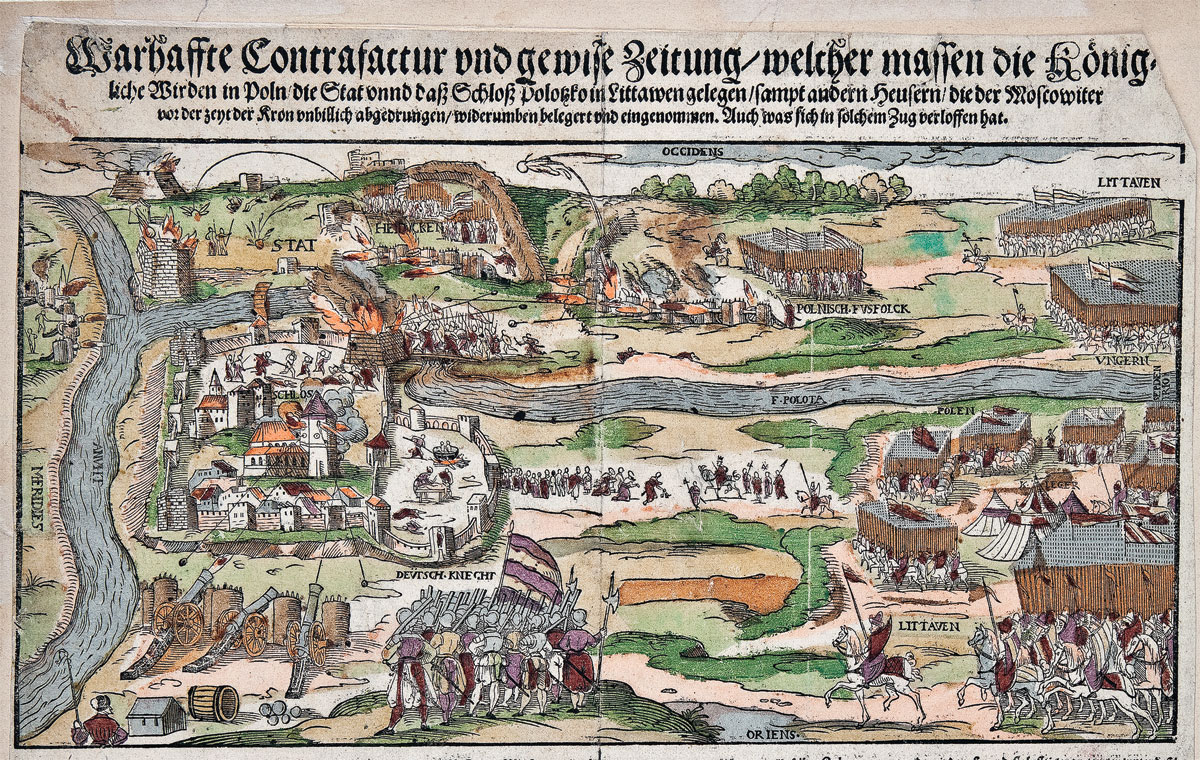
Belagerung von Polazk 1579, zeitgenössische Illustrierung

Unmittelbar nach der Eroberung von Astrachan wendete Zar Iwan IV. seine außenpolitische Aufmerksamkeit der livländischen Frage zu. In Überschätzung der wirtschaftlichen Leistungsfähigkeit des russischen Zarentums riskierte Zar Iwan IV. einen Konflikt mit Polen-Litauen und Schweden, der ihn in einen zermürbenden Krieg um die Beherrschung der Ostseeküstenregion hineinzog (siehe: Livländischer Krieg 1558–1583). Konflikte um die Ostseeherrschaft hatte es bereits früher zwischen Nowgorod, dem Deutschen Orden und Schweden gegeben. So erbte Moskau mit der Inkorporierung Nowgorods 1476 auch die Konflikte mit Schweden und dem Deutschen Orden. 1492 legte Iwan III. Russlands ersten Ostseehafen (Iwanograd) gegenüber der Ordensfestung Narwa an. Die Festung war auch gegen Schweden gerichtet, von dem Iwan III. Teile Kareliens forderte. Die Schweden schleiften jedoch nach russischen Angriffen 1496 Iwanograd, bevor im nächsten Jahr ein Waffenstillstand abgeschlossen wurde. Auch der Deutsche Orden wollte Russlands Auftauchen an der Ostsee nicht hinnehmen. Es kam von 1501 bis 1503 zu einem Krieg.
Ziel war es, für das von den Meeren und dem Handel weitgehend isolierte Russland einen Zugang zur Ostsee zu gewinnen. Den Anlass gab die wachsende innerlivländische Uneinigkeit zwischen Kirchenfürsten, Livländischem Orden, Städten und Ritterschaft, die leichte Beute versprach. Die anfänglichen Gebietsgewinne im Baltikum gingen jedoch bald wieder verloren, da Estland sich schwedischer und Livland litauischer Oberhoheit unterstellte. So musste Zar Iwan IV. sich gegen zwei neue Gegner stellen. Nach den Friedensschlüssen mit Polen-Litauen 1582 und Schweden 1583 gingen alle Eroberungen verloren, ferner hatte Polen-Litauen seine Ostgrenze leicht nach Osten verschieben können und Schweden sicherte sich für ein Jahrhundert Ingermanland im Nordwesten, wodurch Russland von der Ostsee isoliert wurde. Der einzige Hafen, über den Russland jetzt noch Handel mit dem Westen treiben konnte, wurde das 1584 gegründete Archangelsk. Englische Kaufleute, die einen eigenen Handelsweg zum Kaiserreich China und nach Indien erkundeten, hatten 1553 durch eine Expedition über das Weiße Meer Kontakt mit Russland geknüpft. Daraufhin wurden Handelskontakte mit Russland vereinbart und die Muscovy Company gegründet. Sie erhielt 1554 das einträgliche Privileg des ausschließlichen Handels mit Russland. So fuhren in den nächsten Jahrhunderten regelmäßig Schiffe der Muscovy Company nach Archangelsk. Jeweils im Frühjahr fuhren die Handelsflottillen der Engländer in der Dwina-Mündung ein. Im Herbst stachen sie, nun mit Waren beladen, erneut in See. Die Engländer brachten Tuch, Zucker, Gewürze, Edelsteine, Waffen, Munition und Waren aus dem Mittelmeerraum nach Russland; und sie kauften Felle, Leder, Wachs, Hanf, Teer, Getreide, Kerzen und Holz.

### Zeit der Wirren (Smuta)

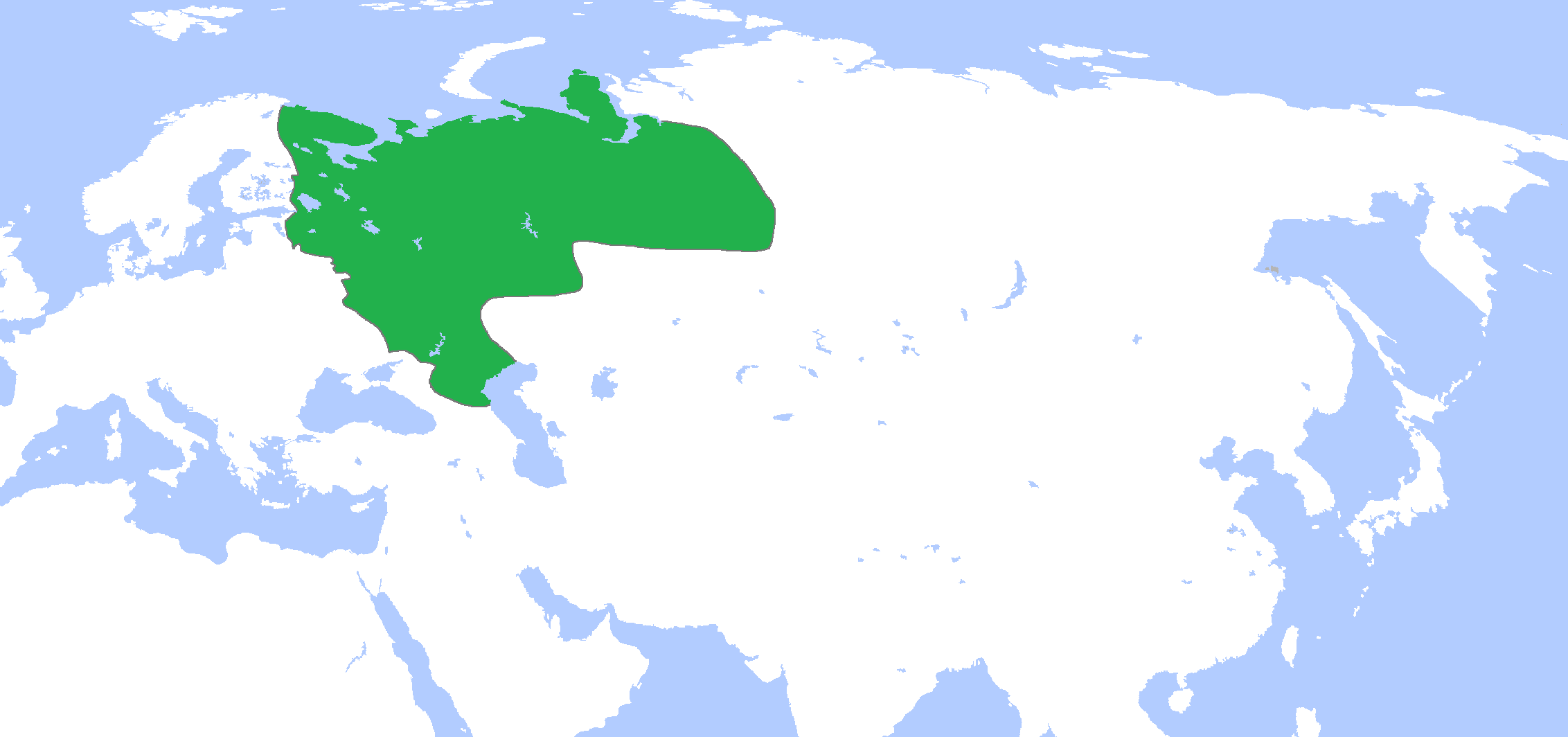
Das Russische Zarentum um 1600

1584 starb Iwan IV. völlig ausgezehrt. Er hinterließ im Inneren ein zerrüttetes, im Äußeren ein ungefestigtes Land und einen geistig zurückgebliebenen Sohn Fjodor I. auf dem Thron, für den jedoch der Bojare Boris Godunow die Regierungsgeschäfte übernahm. Nach dem Tod Fjodors 1598 erlosch die jahrhundertealte Rurikiden-Dynastie, da Iwan der Schreckliche zuvor seinen Sohn Iwan in einem Wutanfall getötet hatte, während sein Sohn Zarewitsch Dmitri später unter mysteriösen Umständen erstochen wurde. Die folgenden dreißig Jahre waren anfangs noch durch verhältnismäßig stabile Zustände gekennzeichnet, doch zeigte sich bald, wie wenig gefestigt die Selbstherrschaft der Zaren war. Boris Godunow ließ sich nun zum Zaren krönen. Er war ein begabter Herrscher, agierte aber sowohl gegen den Hochadel (der ihn als nicht rechtmäßig ansah), als auch gegen die Bauern (Festigung der Leibeigenschaft), sodass seine Position, zumal nach den schweren Hungersnöten von 1601 bis 1603, immer schwächer wurde. Als er 1605 starb, stürzte das Land in eine Zeit schwerer politischer Unruhen (Zeit der Wirren). Schweden und Polen versuchten, die Wirren in Russland zu nutzen und zu intervenieren. Ein Abenteurer, der sich als Zarewitsch Dmitri ausgab (Falscher Dmitri), konnte mit polnischer Unterstützung kurz den Zarenthron besteigen, er scheiterte aber an denselben Gegensätzen wie sein Vorgänger, zumal seine Reformversuche als polnisch inspiriert wahrgenommen wurden. Er wurde in einem Aufstand umgebracht, woraufhin die Situation in Russland allerdings nur noch instabiler wurde. Es gab nun einen Zaren der Bojarenpartei Wassili IV., der von den Schweden und einen zweiten falschen Dimitri, der von Polen und Kosaken unterstützt wurde. Als die Polen im Polnisch-Russischen Krieg von 1609 bis 1618 im Jahr 1610 Moskau einnahmen, um nunmehr ihren König Sigismund Wasa zum Zaren zu machen, hielt ihre Herrschaft nur ein Jahr. Ein Volksaufstand, der von Kusma Minin und Dmitri Poscharski angeführt wurde, führte zum Entsatz Moskaus und zur Aufgabe der polnischen Herrschaft.

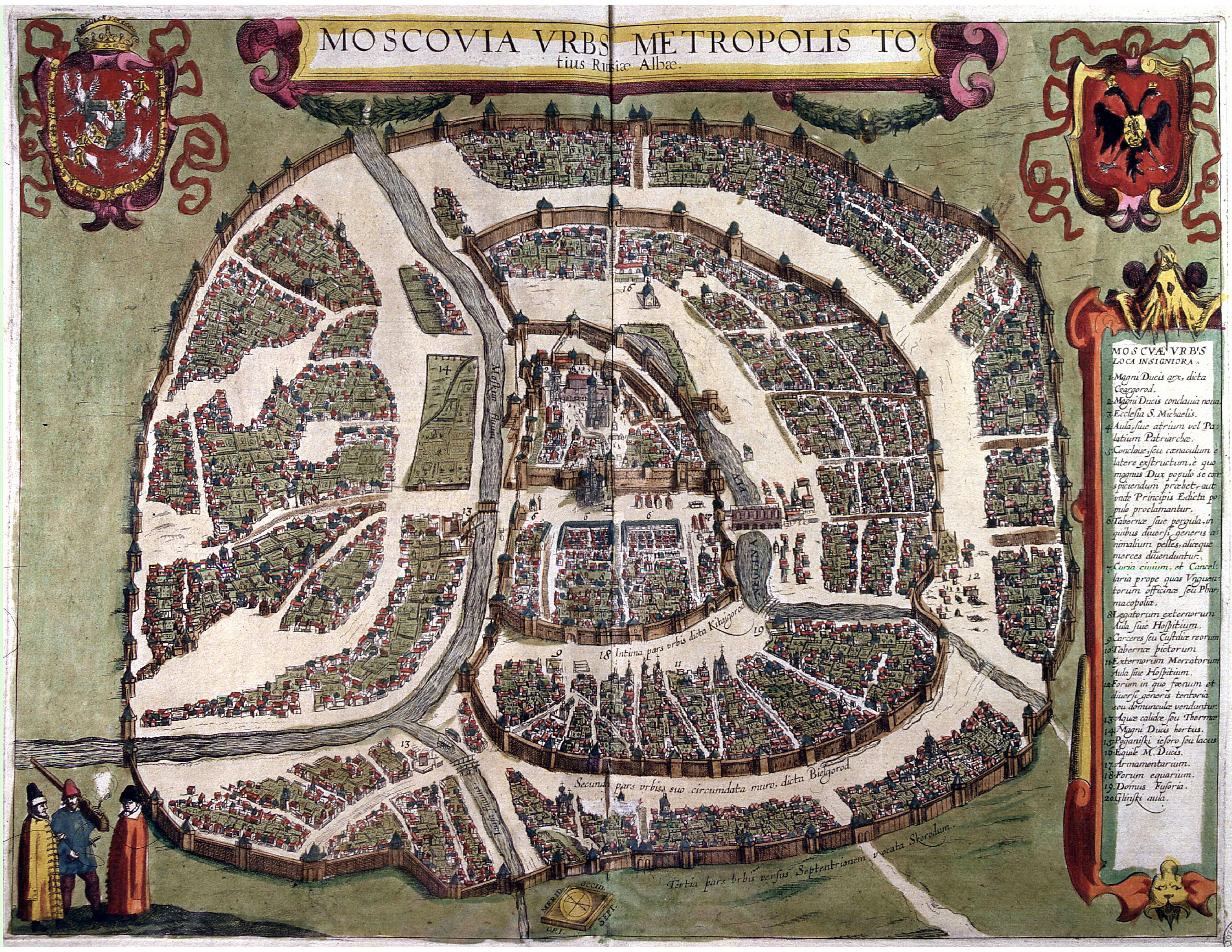
Polnischer Stadtplan von Moskau, 1610

Trotz des Sieges in Moskau standen noch immer die Schweden im Nordwesten Russlands. Der Schwedenkönig verlangte wiederum die Zarenkrone für den Prinzen Karl Filip als Austausch für Novgorod. Allerdings stand eine ausländische Thronfolge nicht mehr zur Debatte. Russland suchte einen nationalen, orthodoxen Zaren. So beschlossen die neu formierten russischen Landstände 1613 in Moskau, den 16-jährigen Michael Romanow, ein Kandidat des Dienstadels, zum russischen Zaren zu wählen. Der junge Mann schien als hinreichend schwacher Zar, von dem man keine tyrannische Autokratie befürchten musste. Die durchführende Wahlversammlung, die sich als ganzes Land konstituierte, wurde durch fast alle sozialen Schichten und Gruppen mit Ausnahme der Unfreien und der herrschaftlichen Bauern vertreten. Zwar hatten gerade diese Gruppen in den zweieinhalb Jahren des Interregnums von 1610 bis 1613 den Widerstand gegen die ausländische Intervention getragen und eine Verwaltung mühsam aufrechterhalten, aber Bedingungen wurden dem designierten Zaren Michail vor der Wahl nicht gestellt. Damit endete die Interregnumsphase im Russischen Zarenreich und die verbliebenen polnischen Truppen zogen sich an die polnische Grenze zurück. Mit diesem Ereignis ging die Smuta, die Zeit der Wirren, zu Ende. Der neue Zar begründete die Dynastie der Romanows, die bis zur Oktoberrevolution in Russland herrschte.
Nach weiteren fünf Kriegsjahren wurde 1618 der Vertrag von Deulino unterzeichnet, in dem Polen-Litauen das Gebiet um Smolensk und Sewerien zugesprochen bekam, die das Großfürstentum Litauen im Vertrag von 1522 an Russland verloren hatte, außerdem wurde ein 14½-jähriger Waffenstillstand beschlossen. Das Zarentum Russland erlangte durch diesen Vertrag die Waffenruhe, die es dringend benötigte, um sich im Innern regenerieren zu können.

### Moskauer Tradition und Vorboten der Modernisierung
Bis zur Mitte des 17. Jahrhunderts benötigte das Russische Zarentum um die Depression von 1560 bis 1620 zu überwinden. Die machtpolitische Zurückhaltung, die das erschöpfte Land sich Polen-Litauen gegenüber auferlegte, wurde nur 1632 bis 1634 unterbrochen als man infolge eines polnischen Interregnums nach dem Tod des polnischen Königs Sigismund III. Wasa im Bund mit dem Schweden Gustav II. Adolf die 1618 verlorenen Gebiete erfolglos zurückerobern wollte.
Das während der Zeit der Smuta entwickelte Ständische Bewusstsein ging 1622 nach dem Abflauen der Notstandssituation zugunsten der Anknüpfung an der alten Autokratie unter. Unterstützt wurde dieser Prozess durch die Kirche, für die die zaristische Macht traditionell eine notwendige Ergänzung der eigenen geistlichen Autorität war. Der kleine und mittlere Dienstadel benötigte den Zaren wiederum als Schutz vor der mächtigen Hocharistokratie. Das russische Volk, das stark im Bewusstsein der Autokratie verwurzelt war, konzentrierte sich nach der chaotischen Zeit der Smuta auf Sicherheit und Wohlstand und hieß einen starken Helden, in der Person des Zaren, willkommen.
Der zweite Zar aus dem Hause Romanow, Alexei I., schuf mit der Einrichtung des „Prikas für geheime Staatsangelegenheiten“ ein wichtiges Kontrollorgan, das ihn in die Lage versetzte, die Regierungsgewalt weitgehend selbstständig auszuüben. Seine Regierung ist durch verstärkte Unterdrückung der Bauern und Erhöhung der Steuerlasten gekennzeichnet, was ab 1648 zu Stadtaufständen führte (Moskau, Tomsk, Pskow und Nowgorod). Dadurch sah sich Alexei gezwungen, die Landesversammlung (Semski Sobor) einzuberufen und 1649 ein neues Reichsgesetzbuch, das Sobornoje Uloschenije, zu erlassen, das die Leibeigenschaft zementierte.

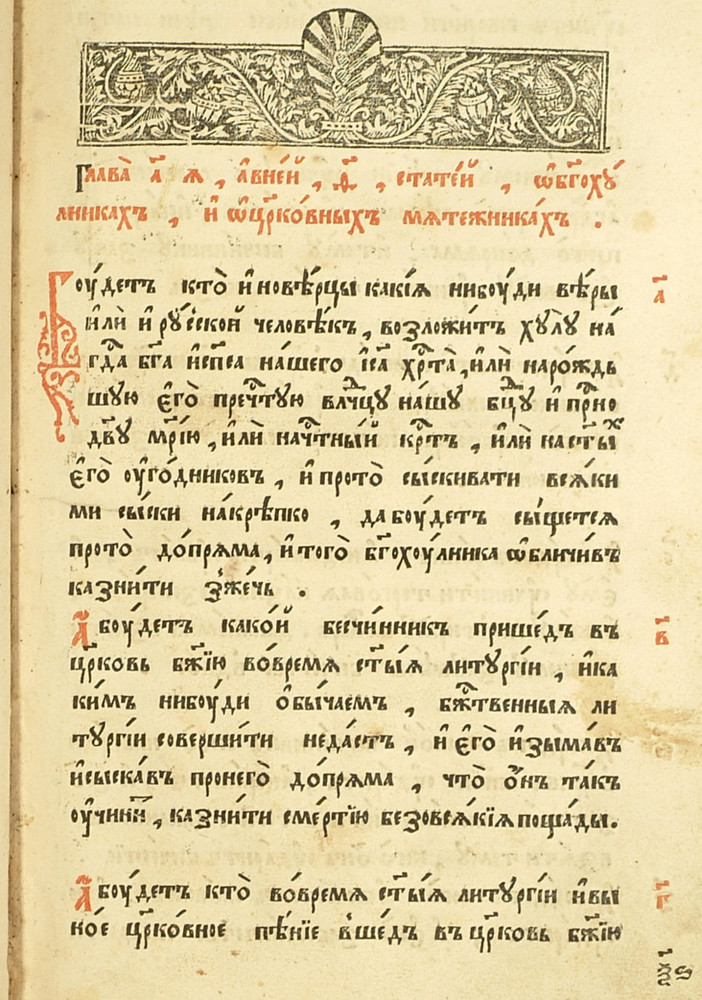
Sobornoje Uloschenije, russisch Соборное уложение, die 1649 von Zar Alexei I. herausgegebene russische Gesetzessammlung

Zar Alexei konnte durch geschicktes Taktieren den 1648 begonnenen Chmelnyzkyj-Aufstand für sich ausnutzen und übernahm 1654 mit dem Vertrag von Perejaslaw die Schutzherrschaft über das ukrainische Hetmanat. Im daraufhin beginnenden Russisch-Polnischen Krieg 1654–1667 konnten russische Truppen 1654 Smolensk erobern. Nach weiteren russischen Erfolgen im folgenden Jahr griff Schweden in den Krieg ein und Russland konnte das gesamte Großfürstentum Litauen an sich bringen. Ende 1655 schloss Russland mit Polen einen Waffenstillstand und wandte sich gegen Schweden (→ Russisch-Schwedischer Krieg (1656–1658)). Nachdem der neue Hetman Iwan Wyhowski sich 1658 mit dem Vertrag von Hadjatsch auf die Seite Polen-Litauens gestellt hatte, einigte sich Russland mit Schweden auf den Waffenstillstand von Valiesar (1658). Der nunmehr wiederaufgenommene Krieg gegen Polen verlief wechselhaft (Litauen ging wieder verloren), letztlich konnte sich Russland aber 1667 im Friede von Andrussowo Smolensk, Kiew und die Ostukraine sichern. In östlicher Richtung erweiterte Zar Alexei sein Reich mit der Eroberung Ostsibiriens bis an die Grenze Chinas.
1658 überwarf sich Alexei mit dem Patriarchen Nikon über die von diesem eingeleiteten kirchlichen Reformen, der Sitz des Patriarchen blieb danach für acht Jahre unbesetzt. Der Konflikt führte 1666 zur Spaltung der russisch-orthodoxen Kirche. Die sogenannten Altgläubigen weigerten sich, den neuen Ritus anzunehmen und wurden daraufhin vom Staat verfolgt, so dass es zu einer erheblichen Auswanderungswelle ins Baltikum, ins Donau-Delta und über den Ural kam. Währenddessen hatte sich 1662 die Moskauer Bevölkerung erneut zum Aufstand erhoben. Der Kampf der unterdrückten Bauern entlud sich schließlich im Rasin-Aufstand unter Stenka Rasin von 1670/1671, der allerdings rasch niedergeworfen wurde. 1676 konnte zusammen mit den Ukrainern eine massive türkische Aggression abgewehrt werden. Das internationale Ansehen in seiner Regierungszeit war beträchtlich gestiegen.
Als Alexei starb, wurde sein 16-jähriger Sohn Fjodor III. sein Nachfolger. Fjodor III. war sowohl religiös wie auch dem Westen sehr zugeneigt. In seiner Regierungszeit wurden daher viele Reformen begonnen, jedoch konnten die meisten davon aufgrund seiner kurzen Regentschaft nicht zu Ende gebracht werden. Die wichtigste Reform war die Abschaffung der Rangplatzordnung beim Militär (Mestnitschestwo). Weitere Reformen stärkten die Zentralisierung des Staatsapparats und drängten den Einfluss des Patriarchen zurück, den dieser auf die Staatsgeschäfte ausübte. Zugleich hatten die Reformen eine Verschlechterung der sozialen Lage der unteren Volksschichten zur Folge, die zum Moskauer Aufstand von 1682 führte.

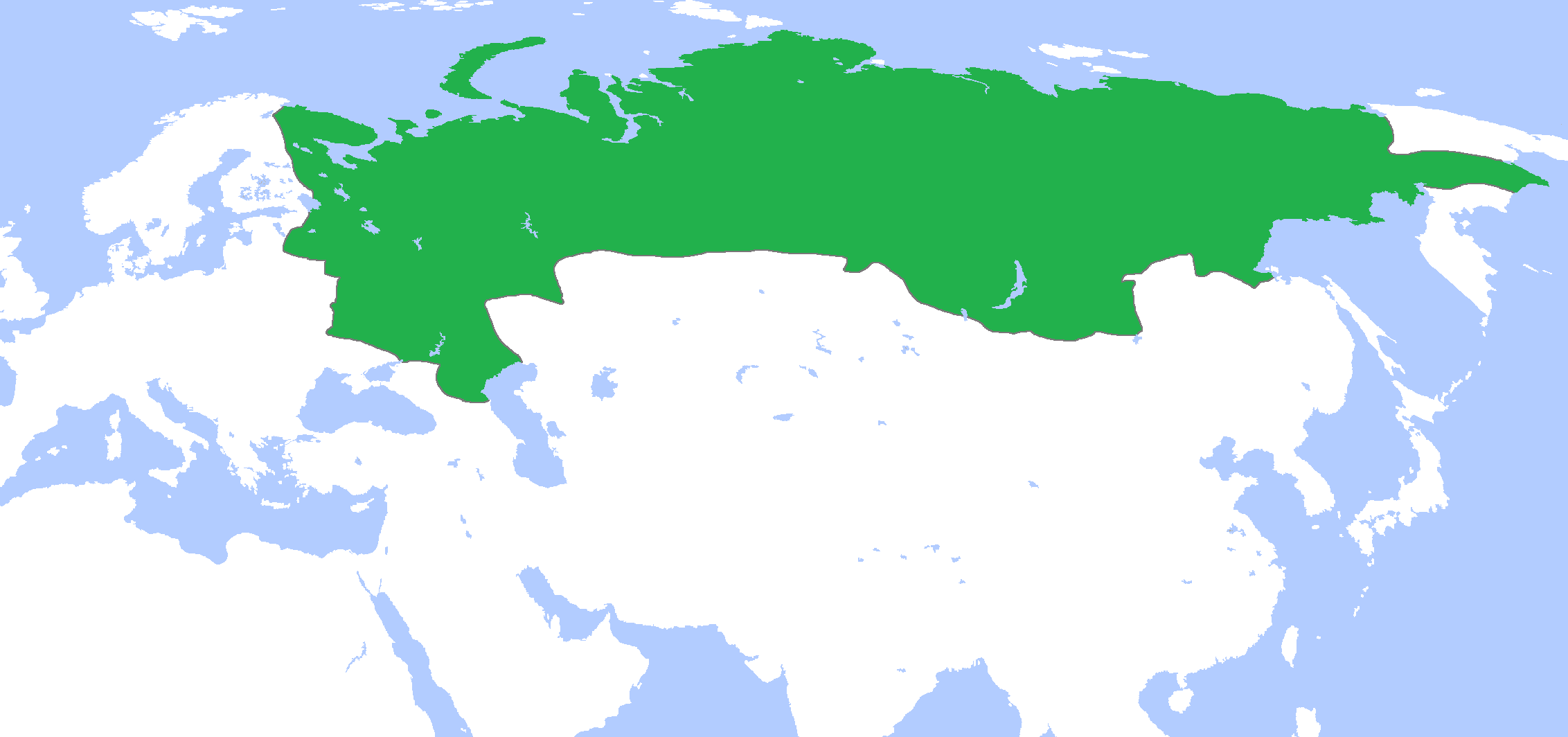
Das russische Reich um 1700

Ein behindernder Umstand der Reformen war, dass sich Russland fast die ganze Zeit über mit dem Osmanischen Reich im Krieg befand, der erst 1681 mit dem für Russland vorteilhaften Frieden von Bachtschissarai beendet wurde. Fjodor III. litt an Skorbut und starb bereits 1682, ohne einen Sohn als Nachfolger zu hinterlassen. Die Regentschaft übernahm Fjodors Schwester Sofia Alexejewna. Die Feldzüge gegen das Krimkhanat, die die Regentin und Golizyn in den Jahren 1687 und 1689 unternahmen, blieben jedoch erfolglos und führten schließlich zu ihrem Sturz Anfang August 1689.
Die Kriegsniederlagen führten dazu, dass das Ansehen von Peter I. zunahm; sein politisches Engagement wuchs und die Beliebtheit in der russischen Bevölkerung nahm stetig zu. Mit der heranstehenden Volljährigkeit Peters wurde für Sofia die Gefahr der Absetzung immer deutlicher und sie plante mit ihren Verbündeten einen Anschlag auf Peter. Dessen Agenten hatten dieses Attentat frühzeitig erkannt und Peter konnte sich durch Flucht entziehen. Den Sieg um die Auseinandersetzungen um den Thron errang schließlich die Partei Peters I., die Sofia ins Nowodewitschi-Kloster bei Moskau verbannte.

### Petrinische Reformen

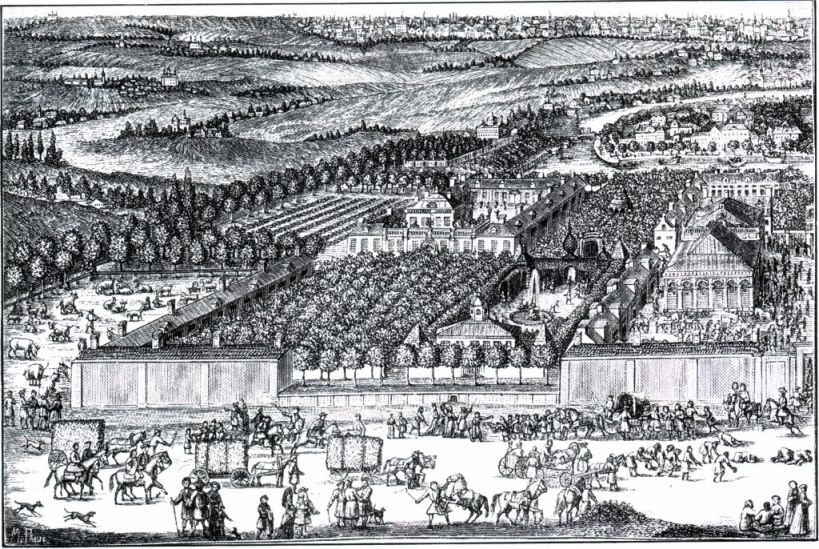
Zeitgenössische Darstellung der Nemezkaja sloboda, der Ausländersiedlung im Nordosten Moskaus

Zar Peter I., der seit 1689 die Regierungsgeschäfte führte, gab dem russischen Staat eine neue Prägung. Er verhalf dem in Teilen noch mittelalterlich geprägten Russland zur dauerhaften Integration in die westeuropäische Staatenwelt. Russland lag technologisch zu dem Zeitpunkt hinter den meisten Staaten Westeuropas zurück. Dazu beigetragen hatte die Abschirmungspolitik des Staatsapparates und der Kirche, die nur da Lücken bot, wo man den Westen benötigte. Auch griff der Moskauer Staat im Falle kriegerischer Gefahr noch auf Adelsaufgebote zurück und war zudem wegen seiner schwachen Finanzkraft nicht in der Lage, den Schutz des riesigen, nur unzureichend erschlossenen Territoriums überall erfolgreich zu übernehmen.
Der junge Herrscher hatte sich durch Aufenthalte in der Moskauer Ausländer-Vorstadt, der Nemezkaja sloboda, und seine Aufenthalte während seiner ersten großen Auslandsreise, der sogenannten Großen Gesandtschaft in den Niederlanden und England vom März 1697 bis August 1698 ein genaues Bild von Westeuropa, seinem Wissen und seiner Technik gemacht. Der neue Zar begann nun den Umbau des alten Russlands und seiner Institutionen nach modernem Vorbild. Übergeordneter Zweck war es, das Steueraufkommen zu vermehren, um das Heer zu vergrößern. Da es anfangs kein geplantes Vorgehen gab, kam es zu häufigen Abbrüchen bereits begonnener innerer Reformen oder zu kompletten Verwerfungen von Neuansätzen. Die seit 1696 fast ununterbrochenen Kriege gegen das Osmanische Reich und gegen Schweden sollten den Verlauf, die Ausrichtung und die Durchführung der Reformpakete zusätzlich beeinflussen.

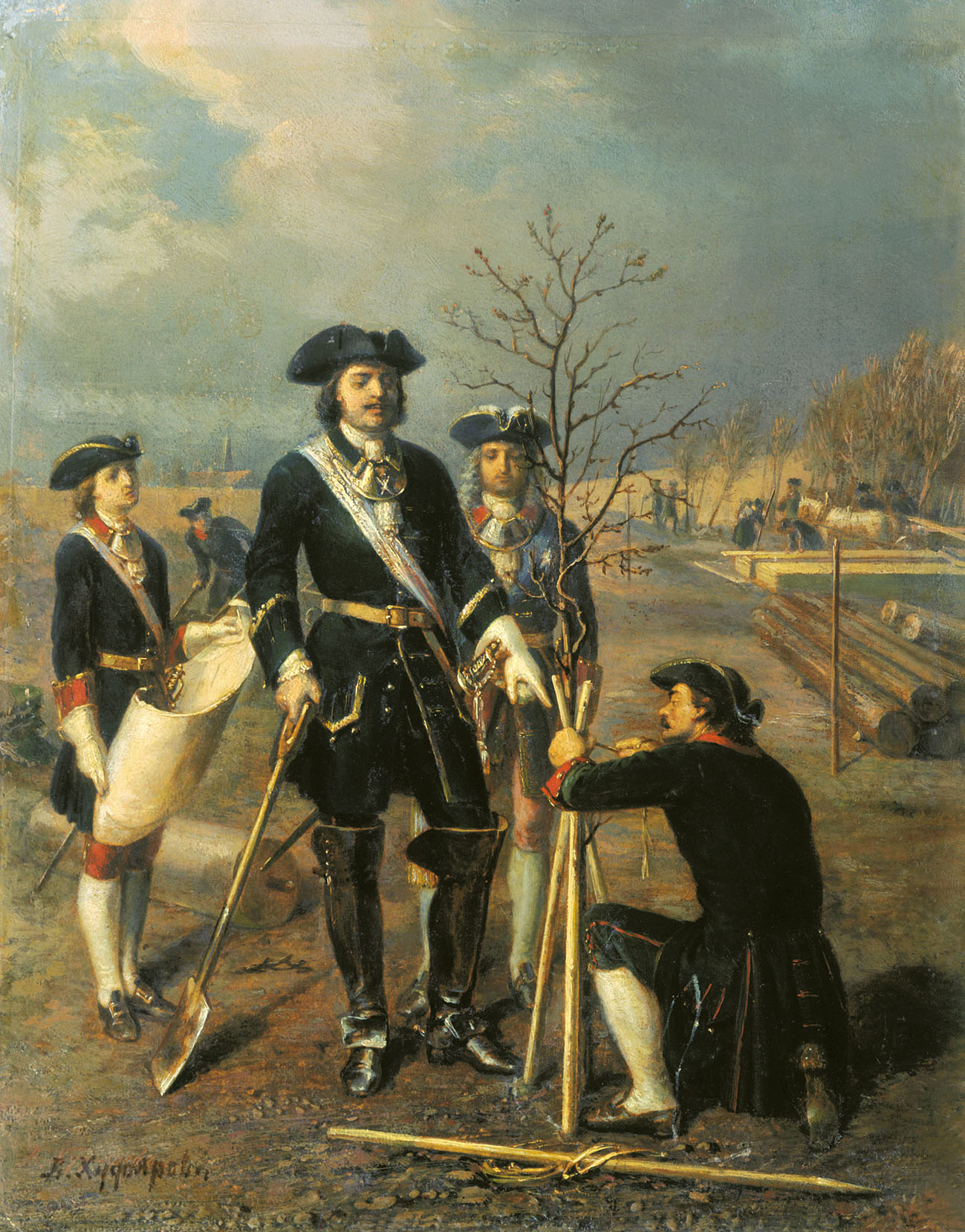
Peter I. der Große bei der Arbeit, Historiengemälde von Wassili Pawlowitsch Chudojarow

Die Reformen begannen und vollzogen sich ohne eine Gesamtkonzeption auf allen Feldern, wobei nicht nur finanzielle oder militärische, sondern auch kulturelle und Bildungsaspekte eine bedeutende Rolle spielten. Die petrinischen Reformen brachen mit den altrussischen Traditionen und trugen zur Modernisierung des Russischen Reiches bei, welches letztlich zur Großmachtstellung Russlands im 18. Jahrhundert führte. Nachfolgend findet sich eine Übersicht über die in Angriff genommenen Reformen:
- Verwaltung und Staatsaufbau: Reformen setzten eine fähige Bürokratie voraus. Die vorhandenen Administrationsorgane waren dafür ungenügend. Überhastete Anfangsreformen in diesem Bereich wurden nach der Schlacht bei Poltawa sorgfältiger ausgearbeitet. Vielfach entwarfen ausländische Fachkräfte und Gelehrte die Reglements. Die Gouvernementsreformen von 1708 und 1719 teilten das Reich in acht, dann elf Gouvernements ein. 1711 wurde in einem Ukas der Senat als höchste Zentralbehörde gegründet. Diese hatte anfangs die Funktion einer Stellvertretung des Zaren inne. Zudem sollte der aus neun Männern bestehende Senat das Justizwesen leiten und die Innenpolitik überschauen. Auch wirkte der Senat bei der Gesetzgebung mit. Die zweite Phase der Umgestaltung der Zentralbehörden leitete der Ukas vom 15. Dezember 1717 ein, bei der die ersten Kollegien[67] eingerichtet wurden, die die Vorläufer der späteren Ministerien waren.

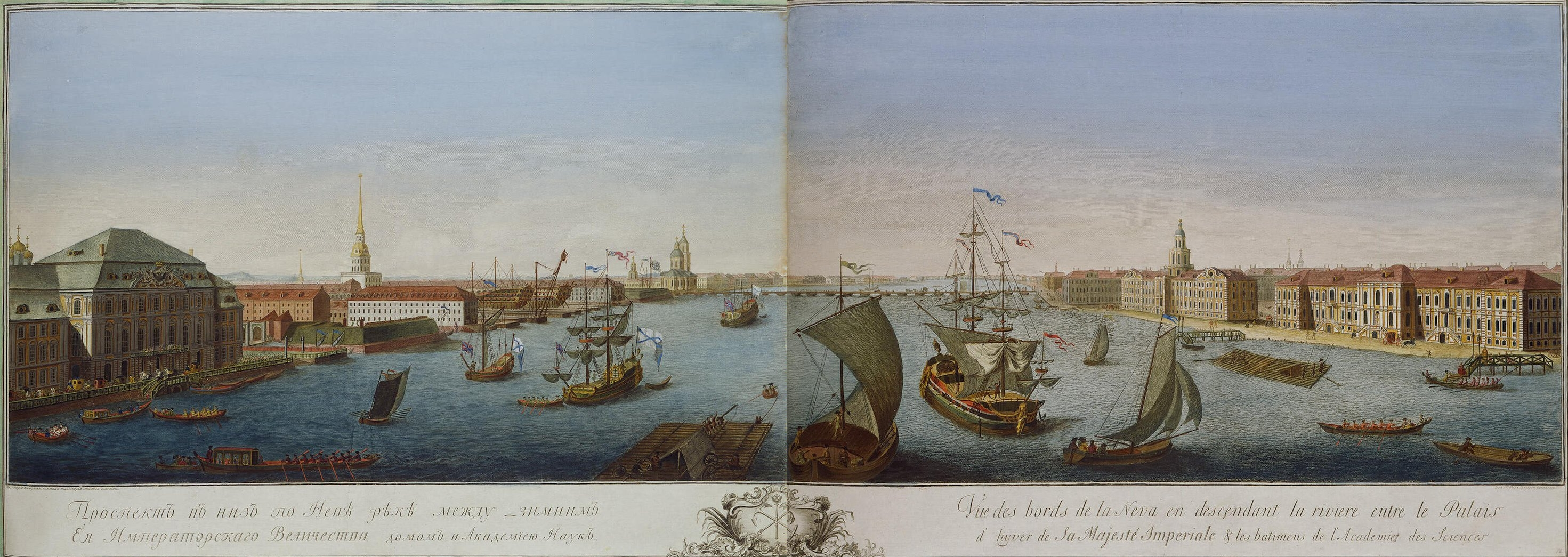
Das neuerbaute Sankt Petersburg und Newa, Kupferstich von Joseph Valeriani und Michail Iwanowitsch Machajew, 1753. Die neue Hauptstadt galt im russischen Volk als Symbol des fremden und unverständlichen Neuen. Die ablehnende Haltung wurde hervorgerufen durch die großen Opfer, die der Bau der Stadt forderte, und durch die Anwendung von Zwangsmitteln bei der Peuplierung der Stadt.

- Hauptstadt: Um mit den Moskauer Traditionen zu brechen, bedurfte es eines bedeutenden Signals. Dieses Signal bot sich an, nachdem russische Truppen am 1. Mai 1703 bis zur Newa-Mündung vorgestoßen waren. Der Zar ließ nun nach eigenem Plan ab dem 16. Mai die Peter-und-Paul-Festung errichten mit dem Ziel, ein dauerhaftes „Fenster zum Westen“ zu etablieren und damit die Öffnung für die Modernisierung deutlich zu machen. Im November traf das erste holländische Handelsschiff ein, zugleich entstand die erste russische Waren- und Wechselbörse. In den folgenden Jahren wurde der Ausbau Sankt Petersburgs vorangetrieben. Dafür beorderte Peter I. für die Sommermonate 24.000 Arbeitskräfte in die Sümpfe des Mündungsdeltas der Newa. Seit 1708 stieg die Zahl auf bis zu 40.000.[69] Es kam zu Unruhen, vor allem in Südrussland. 1712 wurde die Regierung von Moskau nach St. Petersburg verlegt. Um die neue zentrale Rolle der Stadt als Fenster nach Westen zu fördern, erzwang Zar Peter I. seit 1720 die Umleitung fast des gesamten russischen Außenhandels vom bis dato bedeutendsten russischen Außenhandelshafen Archangelsk nach St. Petersburg.
- Kirche: Nach dem Tod des Patriarchen Adrian I. 1700 war der Posten des kirchlichen Oberhauptes der orthodoxen russischen Kirche vakant geblieben. In der Kirchenreform von 1721 wurde die Kirche in Russland endgültig dem Staat untergeordnet.[70]
- Wirtschaft: Peters Streben nach erhöhter Kriegsmacht setzte eine wirtschaftliche Unabhängigkeit voraus. Das Heer und die neu entstandene russische Marine mussten mit Waffen, Ausrüstungen und einheitlichen Uniformen versorgt werden. Der Zar gestattete daher den Angehörigen aller Stände, Adeligen, Kaufleute, Handwerkern und Bauern, Fabriken aller Art zu gründen. Seit 1709 nahmen russische Eisenwerke im Ural, in Tula und anderswo ihre Produktion auf. Beim Aufbau der neuen Industrien ergab sich aber sehr bald ein spürbarer Mangel an Arbeitskräften, worauf der Zar die Kategorie der sogenannten Possessionsbauern schuf, die sowohl den Boden zu bewirtschaften als auch in den Manufakturen zu arbeiten hatten.
- Finanzen: Um die Besteuerung zu rationalisieren, wurde 1718 die Kopfsteuer eingeführt, wonach allen männlichen Landbewohnern gleichmäßig die gesamte Steuerlast eines Dorfes aufgebürdet werden sollte. Eigentlich als Erleichterung für die Bauern gedacht, hatte sich durch die ständigen Finanzforderungen des Zaren die Lage der Bauern erheblich verschlechtert.[71]

Peter erhob auf die Bärte seiner Untertanen eine Steuer. Steuerverweigerern wurde der Bart gewaltsam entfernt. Zeitgenössischer Holzstich

- Gesellschaft: In allen Bevölkerungsschichten gab es Widerstand gegen die Reformpolitik, der sich in Volksaufständen äußerte, die wiederum niedergeschlagen wurden. Dass die drückende Steuerlast, die Schollenbindung und Leibeigenschaft der Bauern Hauptursachen für die nur langsamen Fortschritte im Russischen Reich waren, wurde von Zar Peter I. nicht gesehen.[72] Zu den Oppositionskräften der von oben diktierten Reformpolitik zählte neben der Kirche, die sich durch den Bruch mit den Traditionen provoziert sah, auch der Adel, der sich bei der Ämterbesetzung übergangen fühlte. 1722 wurde im Zuge der Adelsreform eine Rangtabelle eingeführt. Sie ermöglichte den unmittelbaren Vergleich ziviler und militärischer Dienstgrade, brach die Vormachtstellung des alten Erbadels, der Bojaren, und schuf einen von der Krone abhängigen Dienstadel. Nur ein Drittel des Adels durfte sich dem Zivildienst widmen; das Militärische genoss Vorrang.[73]
- Bildung: Bei der Verwirklichung seiner Reformabsichten – die ihn insbesondere bei seinen kürzeren Auslandsaufenthalten im Heiligen Römischen Reich 1711 und 1712/3 geprägt hatten – bediente sich der Zar vor allem der deutschen Frühaufklärung, die in Russland im 18. Jahrhundert zur vorherrschenden Denkrichtung werden sollte.[74] Insbesondere die ersten bedeutenden russischen Wissenschaftler Wassili Nikititsch Tatischtschew, Michail Wassiljewitsch Lomonossow und Wassili Kirillowitsch Trediakowski waren von deutschen Gelehrten wie Leibniz und Wolff beeinflusst. Der Zar erließ zahlreiche Erlasse, durch die Schulen verschiedenster Typen gegründet wurden. Dennoch blieb das weltliche Schulwesen im Argen, weil es an Geld und Lehrern fehlte. Ein weiteres Projekt war die Etablierung einer Russischen Akademie der Wissenschaften, die im Dezember 1725 gegründet wurde. In enger Verbindung mit der Akademiegründung stand die von ihm befohlene Erkundung seines Reiches. Die von Peter I. inspirierten Forschungsexpeditionen bis in den Fernen Osten, wie die Expeditionen Berings, vermittelten der russischen Wissenschaft wichtige Impulse und förderten die wirtschaftliche und kulturelle Entwicklung des Reiches.[75]
- Kultur: Peters Ansicht, dass zu sehr an althergebrachten Traditionen festgehalten werde, wurde durch Eindrücke bestärkt, die er auf seiner Reise ins westliche Europa gewonnen hatte. Unter anderem waren wallende Vollbärte in den von ihm besuchten Ländern eher selten zu sehen, und auch die Kleidung der bereisten Länder erschien ihm funktioneller als die Gewänder seiner Untertanen. Er nahm sich daher vor, dies in seinem Reich zu ändern. Peter brachte am 5. September 1698 einen Ukas heraus,[76] der Männer, ausgenommen Geistliche und tendenziell Bauern,[77] anhielt, sich ihren Vollbart abzurasieren. Doch Widerstände von Betroffenen blieben. Daraufhin belegte er Vollbartträger mit einer Abgabe, die 1701 und 1705 vom Zaren erneut angeordnet wurde. Bauern, die in eine Stadt kamen, mussten die Abgabe bezahlen, wollten sie ihren Bart behalten.[78]
- Militär: Durch ausländische Berater wie Patrick Gordon, François Le Fort und andere wurden die Grundlagen einer modernen Armee nach westeuropäischem Vorbild geschaffen. Als Initialzündung für die grundlegende Reformierung erwies sich die Katastrophe infolge der Schlacht bei Narva im Großen Nordischen Krieg im Jahr 1700, bei der sich die russische Armee als deutlich unterlegen gegenüber einer viel kleineren schwedischen Streitmacht erwies.

### Russland als neue Nordische Großmacht

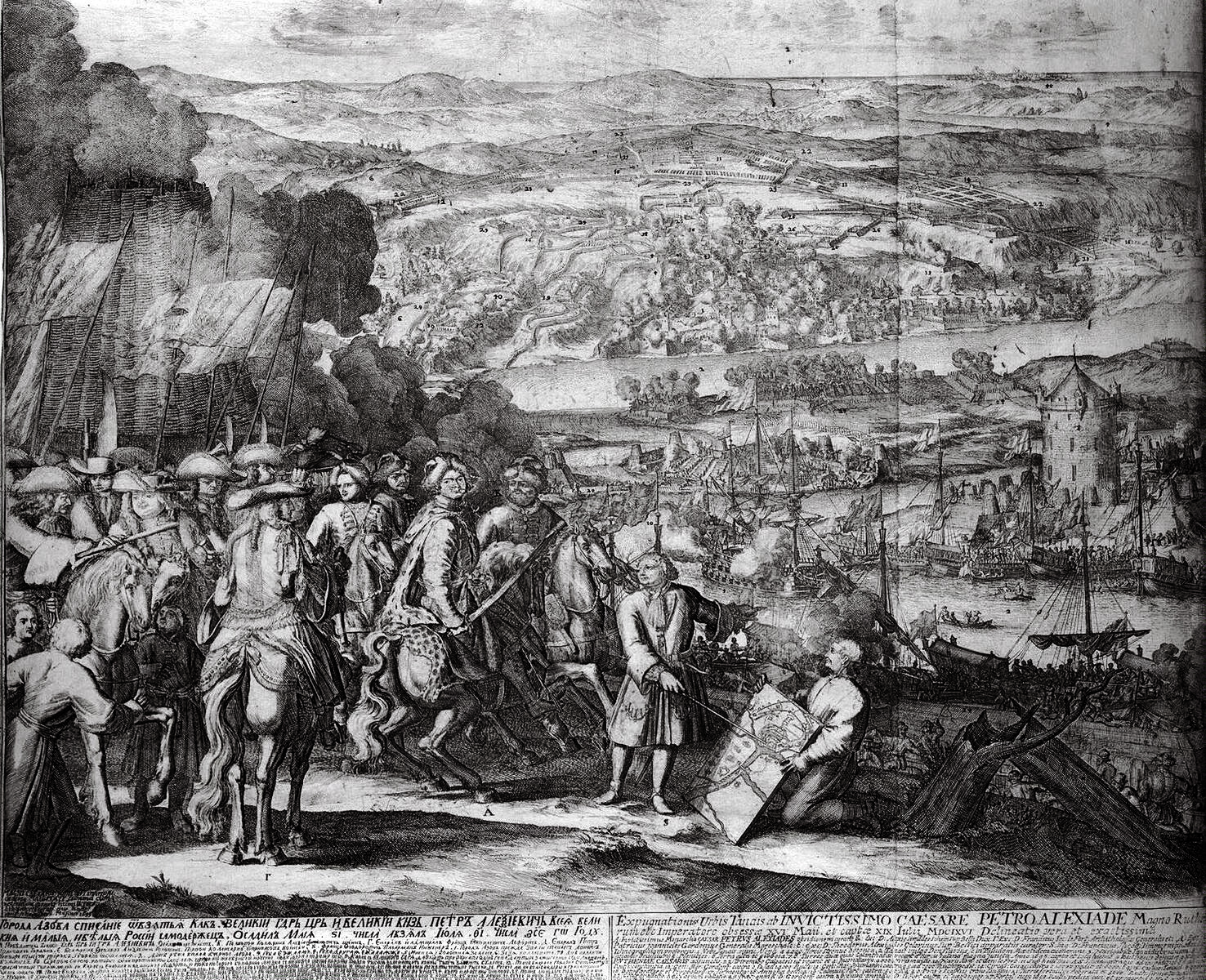
Eroberung von Asow durch Peter den Großen, Adriaan Schoonebeck, 1699

In der Außenpolitik richtete der Zar seine Aufmerksamkeit zuerst auf die Südgrenze Russlands. Als Teil des Großen Türkenkrieges wurde im Oktober 1696 die osmanische Festung Asow am Schwarzen Meer nach einjähriger Belagerung erobert. Russland konnte aber ohne eine eigene Flotte, die in der Lage war, das Schwarze Meer zu beherrschen, nicht selbstständig gegen die Hohe Pforte vorgehen. Dem Aufbau einer modernen Flotte, mit dessen Problematik sich der Zar bereits in England und Holland vertraut gemacht hatte, widmete der Zar einen großen Teil seiner Kraft. Jedoch verzögerte der neue Krieg gegen Schweden den Kampf um das Schwarze Meer. Stattdessen ging es nun um den Zugang zur Ostsee und seine Beherrschung.
Im Großen Nordischen Krieg, vom Zaren dem schwedischen König Karl XII. im August 1700 erklärt, erlitten Russland und seine Verbündeten zunächst schwere Rückschläge. In der Schlacht bei Narva am 19./30. November 1700 wurde die russische Armee vom Schwedenkönig Karl XII. vernichtet. Dieser wandte sich anschließend wieder nach Polen, während Zar Peter in der Zwischenzeit die russische Armee von Grund auf modernisierte. Karl XII. hatte in der Zwischenzeit August II. geschlagen und am 24. September 1706 einen Siegfrieden geschlossen. Nun wandte er sich erneut Russland zu und begann 1708 einen Feldzug gegen Moskau. In der Schlacht bei Poltawa am 27. Juni/8. Juli 1709 konnte Peter einen entscheidenden Sieg über das schwedische Heer erringen, der die Wende des Krieges bedeutete.
Dass auch die russische Macht an ihre Grenzen stieß, wurde 1711 sichtbar, als bei einem erneuten Krieg gegen das Osmanische Reich Zar Peter I. im Juli mitsamt seiner 38.000 Mann zählenden Armee am Pruth in Gefangenschaft geriet, jedoch nach zwei Tagen unter Verzicht von Asow und der russischen Asow-Flotte überraschend freigelassen wurde. Nachdem Russland das bis dato schwedische Livland und Estland erobert hatte, löste es – als neuer Ostseeanrainer – im Ergebnis des Frieden von Nystad 1721 Schweden als vorherrschende Ostseegroßmacht ab. Zudem wurde das nach dem Frieden von Zar Peter Imperiale ernannte Russische Reich von nun an wieder in die allgemeine europäische Geschichte verwickelt und ein festes Glied des europäischen Staaten- und Bündnissystems. Dennoch hatte der Nordische Krieg dem russischen Volk das Äußerste an Leistung abverlangt. Zeitweilig wurden 82 Prozent der Staatseinnahmen für den Krieg ausgegeben.

## Russisches Kaiserreich (1721–1917)

### Peter I.
Zar Peter I. („Peter der Große“) nahm am 20. Oktober 1721 den Titel „Imperator und Selbstherrscher (Autokrat) aller Russen – Zar zu Moskau, Kiew, Wladimir, Nowgorod, Kasan und Astrachan“ bzw. „Kaiser aller Reußen“ an und machte einen Monat später am 21. November die Titulatur als „Kaiserliche Majestät“ (Imperatorskoje Welitschestwo) bekannt. Auslöser für die Einführung des russischen Kaisertums war die durch den Sieg über die Großmacht Schweden im Großen Nordischen Krieg erlangte Vormachtstellung Russlands in Ost- und Nordeuropa sowie Peters I. vorausgegangene allgemeine Bestrebungen zur Reformierung des russischen Staatswesens nach westeuropäischem Vorbild, dem die Gleichstellung des Russischen Reiches im europäischen Machtgefüge durch den neuen Titel folgen sollte. Die Proklamation Peters I. zum Kaiser erregte in der europäischen Öffentlichkeit großes Aufsehen und wurde von den Regierungen der meisten Staaten als Provokation empfunden. Es war schwer für die russische Diplomatie, die internationale Anerkennung der neuen Herrschertitulatur zu erreichen.
Aufgrund des Rechtsakts von 1721 durch den allrussischen Kaiser (imperator wserossijskij) Peter den Großen änderte sich die offizielle Bezeichnung des russischen Reiches. Der Terminus imperija („Imperium“) löste den bislang benutzten Begriff zarstwo („Reich, Zartum“) ab. Im amtlichen Sprachgebrauch ersetzte die bis dahin nur gelegentlich verwendete hellenisierte Form Rossija nun endgültig sowohl den Ausdruck Rus als auch den Zweitnamen Moskowien.
In der zweiten Hälfte des 18. Jahrhunderts stieg das Kaiserreich zur Kontinentalmacht auf; am Beginn des 19. Jahrhunderts avancierte Alexander I. zum „Retter Europas“ vor Napoleon. Die Expansion und internationale Geltung standen im Gegensatz zu den strukturellen Problemen des Reiches. Die starre Sozialverfassung in Form der Leibeigenschaft war für sich als aufgeklärt empfindende Herrscher wie Katharina II. und Alexander I. eine Herausforderung, an der sie scheiterten, während Nikolaus I. gerade in dem Erhalt der Sozialverfassung die Stärke Russlands sah und mit dieser Vision im Krimkrieg scheiterte.

### Die unmittelbaren Nachfolger Peters des Großen
Nach dem Tod Peters 1725 folgte ihm seine Frau Katharina I. auf den Thron. Zeitlebens Analphabetin, überließ sie Alexander Danilowitsch Menschikow die Regierungsgeschäfte praktisch uneingeschränkt. Doch schon zwei Jahre nach ihrem Regierungsantritt starb Katharina. Ihr Nachfolger wurde der Enkel Peters des Großen, Peter II., der Menschikow schon bald entmachtete und seinen Hof nach Moskau verlegte. Doch auch Peter starb schon bald nach seinem Regierungsantritt an den Pocken ohne einen Erben zu hinterlassen. Nach seinem Tod wurde der Hof erneut nach St. Petersburg verlegt.
Seine Nachfolgerin als Zarin wurde seine Tante, Anna Iwanowna. Sie bremste viele Reformen Peters des Großen, die zu diesem Zeitpunkt noch wirksam waren. Das Geld wurde der Förderung von Bildung und anderen Unternehmungen entzogen und für aufwändige und verschwenderische Hofzeremonien ausgegeben. Die Persienfrage, ein Konfliktherd gegenüber England und Österreich, wurde zunächst entschärft, indem Russland nicht weiter darauf drängte, am Kaspischen Meer und Kaukasus zu expandieren. Russland zog sich sogar aus Gebieten zurück, die unter Peter I. erobert wurden. Dafür konnte ein Bündnis mit Persien gegen das Osmanische Reich abgeschlossen und Handelsvorteile erzielt werden. Auch gegenüber China gelang nach dem Vertrag von Kjachta 1727 eine Ausweitung des Handels. Durch verschiedene Expeditionen setzte man die Erkundung des Fernen Ostens fort. Mit der Erschließung Kamtschatkas wurde begonnen und 1731 ein Aufstand der dortigen Einheimischen niedergeworfen. Unter Kontrolle geriet schließlich auch Kasachstan. Bis 1740 stellten sich die dortigen Khane unter den Schutz des russischen Kaisers. Eine formelle Eingliederung in das Russische Kaiserreich erfolgte allerdings noch nicht gleich. In der Westpolitik versuchte die russische Diplomatie nach 1725 defensiv zu handeln, um in den Bündnissen mit Österreich und Frankreich die neu gewonnene Stellung an der Ostsee und in Polen zu halten. Bis zum Beginn der 1730er Jahre bildete sich dabei ein Verständigungssystem heraus, das auf einem Bündnis mit Österreich und Preußen sowie auf einem Ausgleich mit England beruhte. Eine erste Krise des Systems brach 1733 im Konflikt auf die Nachfolge August II. auf dem polnischen Thron aus. Frankreich versuchte seinen Favoriten Stanisław Leszczyński durchzusetzen. Die Allianz der drei Schwarzen Adler bestehend aus Russland, Österreich und Preußen versuchte einen sächsischen Kandidaten durchzusetzen. Im Polnischen Thronfolgekrieg sorgten vor allem russische Truppen bis 1736 für den Sieg des sächsischen Kandidaten August III. Als Kriegsgewinn kam Kurland, auf das eigentlich Preußen abgezielt hatte, unter russischen Einfluss.

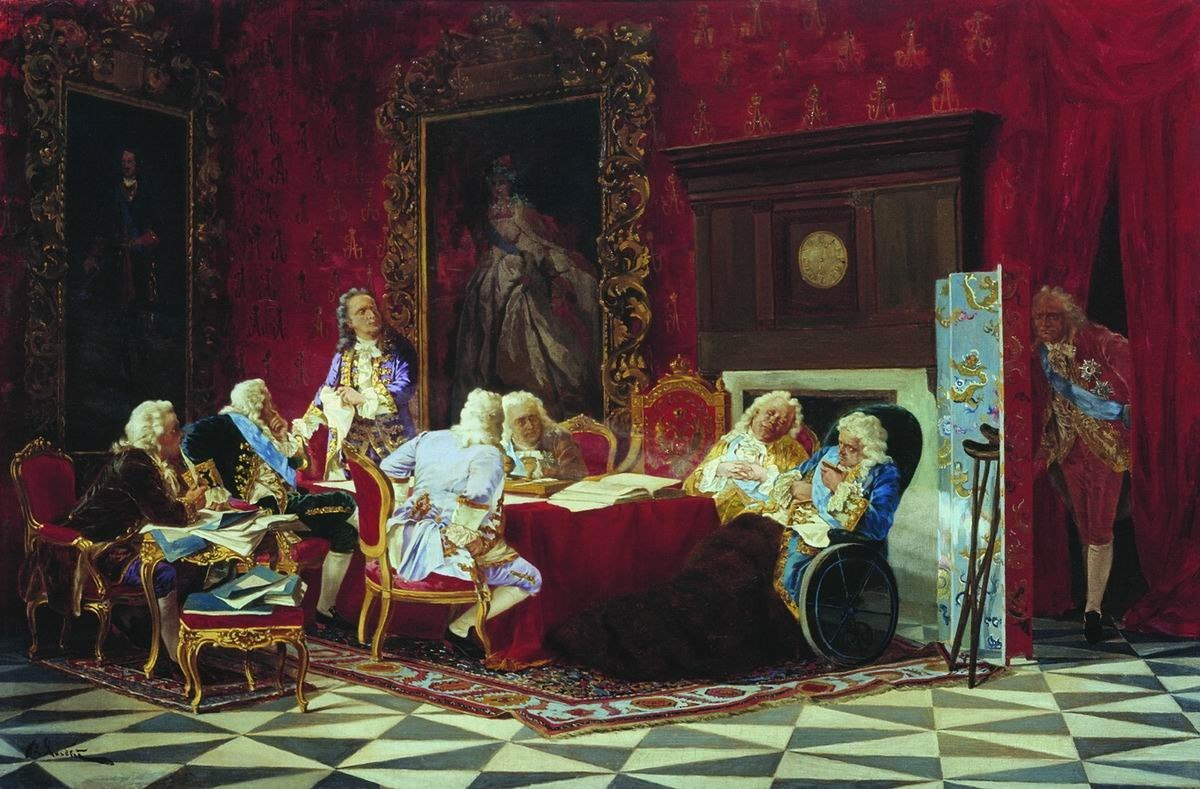
Kabinett Annas

Als der Sieg in Polen feststand, fiel 1735 die Entscheidung zum Krieg gegen das Osmanische Reich. Begründet wurde das weitere Vordringen Russlands am Kaukasus und am Schwarzen Meer, um sich handelspolitische und strategische Vorteile zu verschaffen. Zu dem Krieg drängte vor allem Burkhard Christoph von Münnich, ein Oldenburger der besonders in der Orientpolitik an Einfluss gewonnen hatte. Unter Anna hatten viele Deutsche einen erheblichen Einfluss im russischen Staat gewonnen, darunter Ernst Johann von Biron und Heinrich Johann Ostermann. Dies führte zu Vorwürfen an Anna, unter ihr herrsche die von Ausländern beherrschte Bironowschtschina. Diese Entwicklung wurde vor allem durch den Herrschaftsstil Annas begünstigt, die sich ein persönliches Beratungsgremium einrichtete und den einst mächtigen Regierenden Senat zur politischen Bedeutungslosigkeit verurteilte. Seit 1735 verzichtete die Kaiserin aber zunehmend auf ihre eigenhändige Unterschrift. Dies führte zu einer zunehmenden Günstlingswirtschaft unter ihrem Favoriten Ernst Johann Biron. Die Mehrzahl der höchsten Stellen wurde allerdings durchaus von Russen besetzt. Der Russisch-Österreichische Türkenkrieg nahm militärisch einen wesentlich ungünstigeren Verlauf als erwartet. Im Frieden von Belgrad musste Russland 1739 fast alle Eroberungen wieder herausgeben, worauf die Schweden unter Ausnutzung der russischen Schwäche Bündnisverträge mit dem Osmanischen Reich und Frankreich schlossen. Der Erste Schlesische Krieg von 1740 bis 1742 im Rahmen des Österreichischen Erbfolgekrieges brachte Russland weitere Nachteile. Preußen und Österreich standen sich nun feindlich gegenüber, Frankreich näherte sich Preußen an und gewann damit weiteren außenpolitischen Spielraum. Als Anna 1740 starb, wurde von Biron kurzzeitig Regent für den erst zwei Monate alten Iwan VI., einen Großneffen Annas. Bald schickte man ihn jedoch in die Verbannung. Münnich, dann nochmal Ostermann gelangten zu neuer Macht.

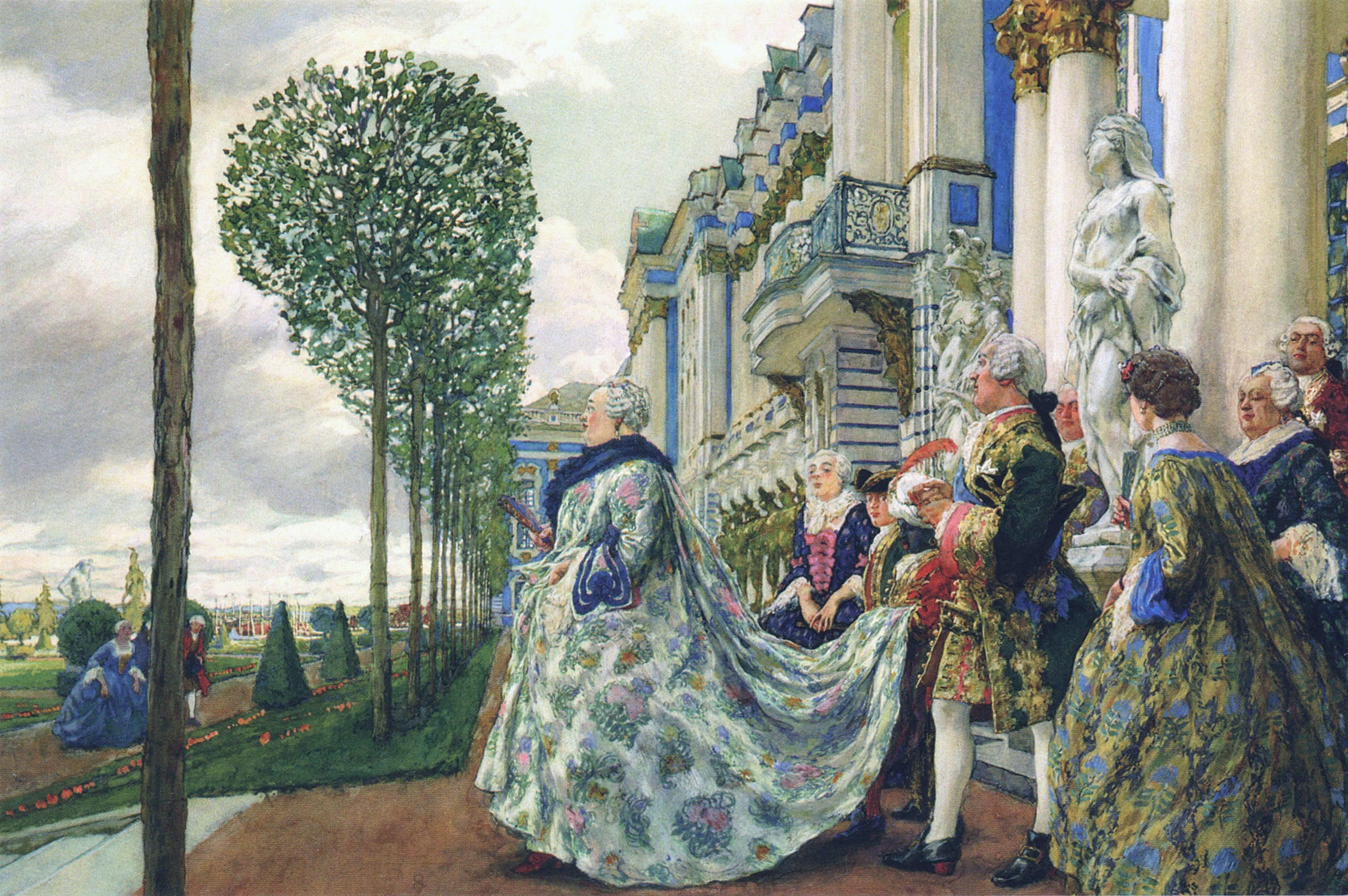
Elisabeth I. in Zarskoje Selo, Gemälde von Eugene Lanceray

1741 stürzte schließlich die Tochter Peters des Großen Elisabeth Petrowna, mit Hilfe der Garde, die bisher herrschende Hofpartei. Da diese in der Öffentlichkeit mit verhassten Ausländern identifiziert wurde, galt der Umsturz beinahe als nationalrussische Revolution. Ostermann und Münich wurden verbannt, Iwan VI. inhaftiert und später bei einem Befreiungsversuch getötet. Die Regierungszeit Elisabeths war weniger von spektakulären Erfolgen geprägt, trotz solider Fortschritte für Russland. Kaiserin Elisabeth nahm nach ihren Staatsstreich einen Kurswechsel auf die Seite Frankreichs vor, das sie unterstützt hatte. Mit dieser Rückendeckung führte sie 1742–1743 einen siegreichen Krieg gegen Schweden. Die Regierungszeit von Elisabeth war das Gegenteil des Herrschaftsmodells von Anna. Hohe Staatsämter wurden wieder an Russen vergeben, Modernisierung und Weiterentwicklung des Landes wurde wieder angestoßen. Beispielsweise unterstützte Elisabeth Michail Lomonossow bei der Gründung der Moskauer Staatsuniversität. Elisabeth Petrowna erließ einige sehr liberale Gesetze, unter anderem wurde in Russland die Todesstrafe abgeschafft und während ihrer Regierungszeit kein einziges Mal vollzogen. Elisabeth, die sich stark auf den Adel stützte, förderte die Künste und die Architektur, auf ihre Initiative wurden das Winterpalais von Sankt Petersburg, der Katharinenpalast und viele andere bekannte Bauwerke errichtet. St. Petersburg, auch das Venedig des Nordens genannt, stieg endgültig zu einer bedeutenden Metropole auf. Während der Regierungszeit von Elisabeth blieb Russland im Zuge des Österreichischen Erbfolgekrieges auf der österreichischen Seite. Das Russische Kaiserreich spielte im Siebenjährigen Krieg eine ausschlaggebende Rolle. In dem Renversement des alliances von 1756 blieb Russland wiederum an Österreichs Seite, selbst mit der Gefahr der Feindschaft mit England, das Russlands wichtigster Außenhandelspartner war. Die russische Armee operierte sehr erfolgreich und eroberte Ostpreußen. Der Tod von Elisabeth 1762, bekannt als das Mirakel des Hauses Brandenburg, wendete die totale Niederlage Preußens ab.

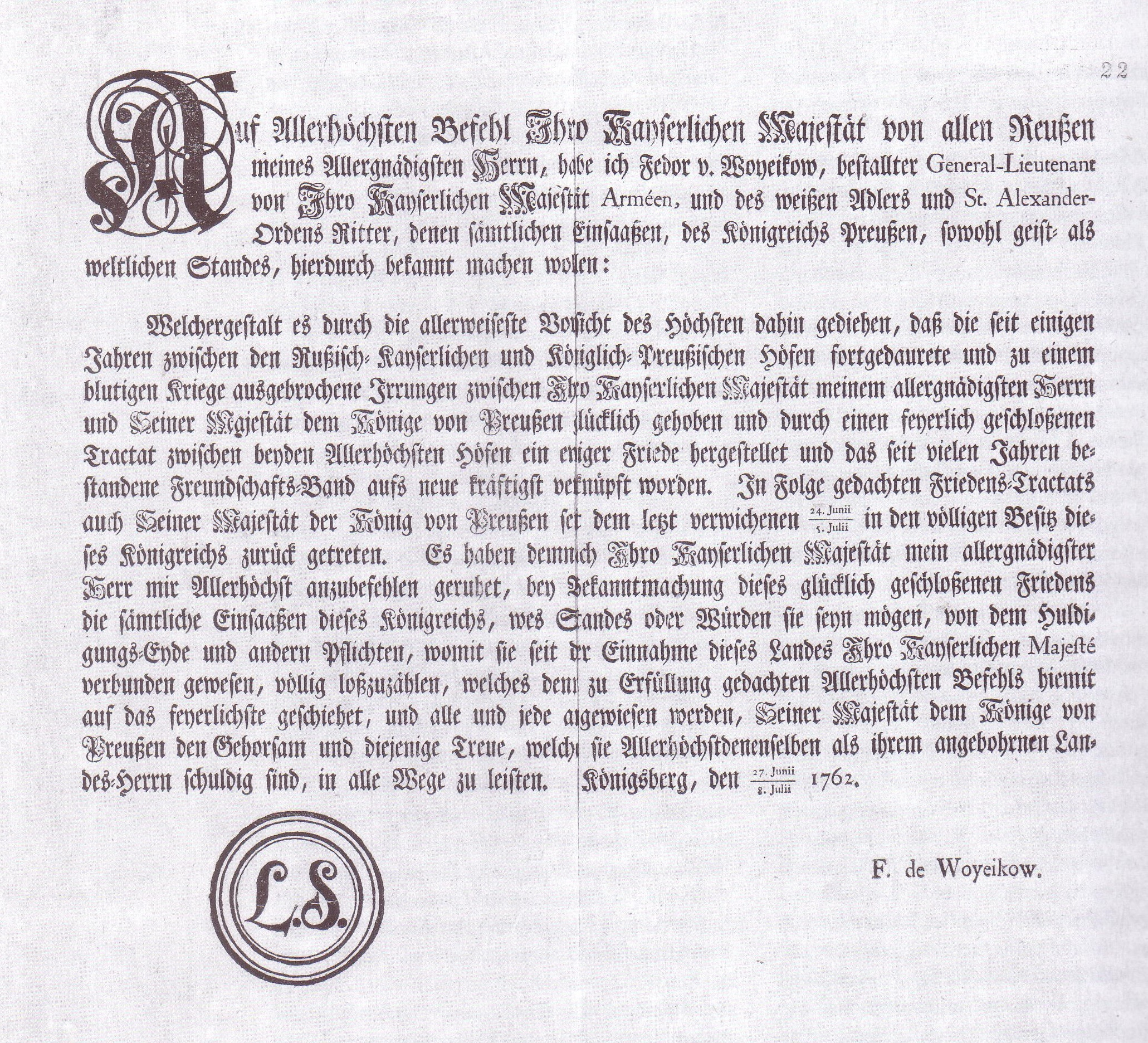
Öffentliche Bekanntgabe des Friedens von Sankt Petersburg

Der deutschfreundliche Neffe (sein Vater war der Herzog von Schleswig-Holstein-Gottorp) von Elisabeth, Peter III. wurde russischer Kaiser. Als Nachfolger Elisabeths wurde Peter III. von den Staatsgeschäften ferngehalten, so dass er den Thron ohne eigenes Netz von Beratern bestieg. Peter III. gab nun Preußen alle eroberten Gebiete zurück. In seiner kurzen Herrschaftszeit entstand am 18. Februar 1762 das Manifest über die Befreiung des Adels vom obligatorischen Staatsdienst. Die Adeligen erhielten damit das Recht, dem russischen Staat nicht zu dienen, wann immer sie es wünschten. Der Ukas kam insbesondere dem Hofadel zugute, während die Masse des kleinen und mittleren Adels zu bescheidenen Bedingungen im Dienst bleiben musste. Langfristig förderte dieser Ukas die Schaffung einer echten, von der Regierung distanzierten Gesellschaft, schuf aber auch Legitimationsprobleme zur Aufrechterhaltung der Leibeigenschaft der Bauern. Denn die Dienstpflicht der Bauern wurde bisher vom Adel so begründet, dass diese auch den Dienst für den Kaiser zu leisten hätten. Diese ethisch definierte Dienstpflicht wurde nun nichtig. Zudem gelang dem Kaiser die vollständige Säkularisation der Kirchengüter, so dass die 800.000 Kirchenbauern zu Staatsbauern wurden. Zudem schaffte er die diskriminierenden Gesetze gegenüber den nicht-orthodoxen Religionen ab. Aus der allgemeinen Unzufriedenheit mit der Politik Peters III. entstand eine Verschwörung, im Zuge derer seine Ehefrau Katharina II. („die Große“) an die Macht kam. Vorausgegangen war eine Drohung Peters III., sich scheiden zu lassen. Er wurde interniert und wenige Tage später ermordet.

### Das Zeitalter Katharinas II.

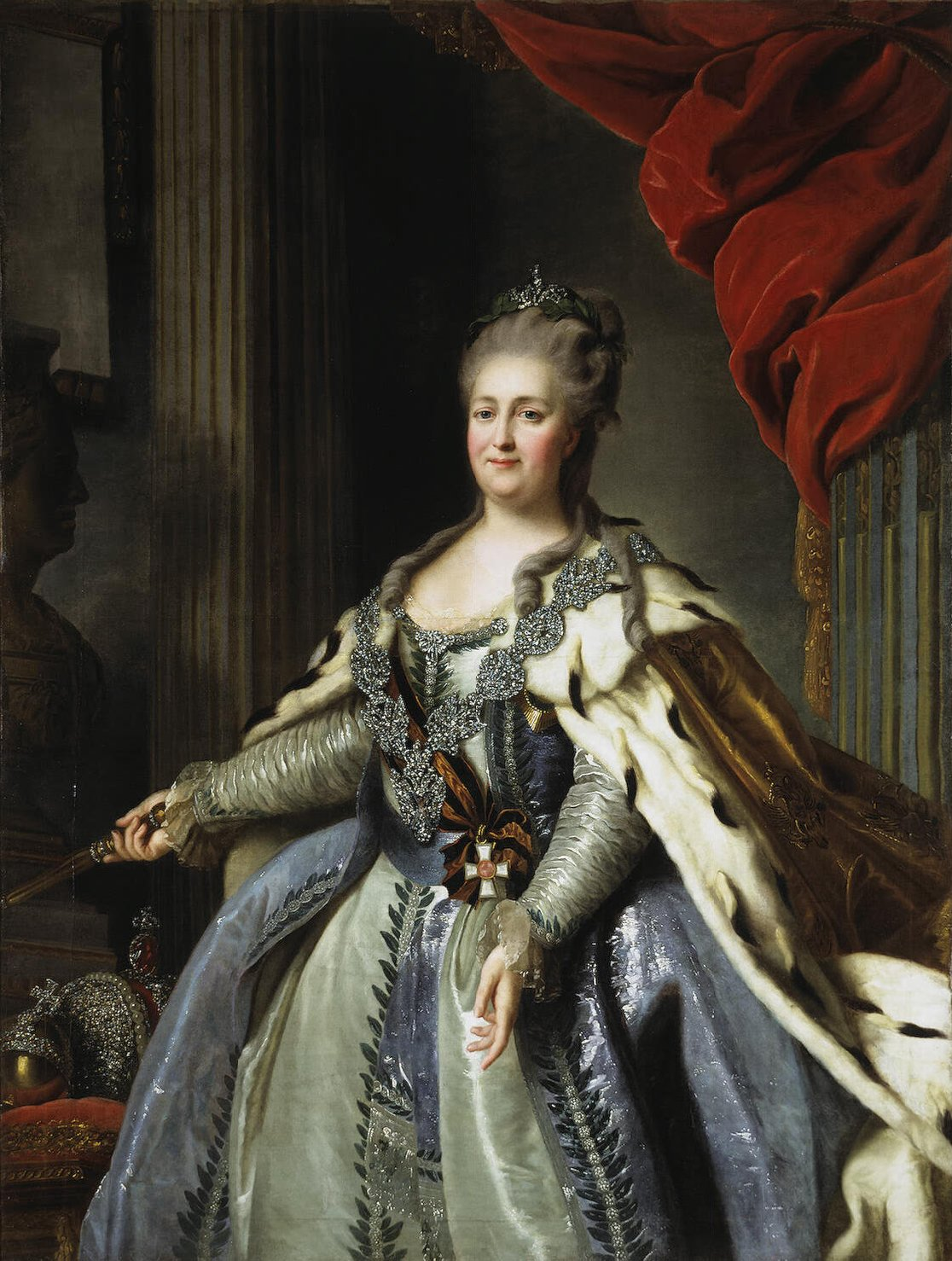
Katharina die Große

Am 28. Juni 1762 rief sich Katharina mit Unterstützung der Garderegimenter und ohne den Widerspruch der höchsten Institutionen des Reiches (zum Beispiel des Regierenden Senats) zur Kaiserin aus. Katharina II. war im ganzen das Gegenteil ihres Mannes. Sie war den russischen Sitten zugänglich und lernbegierig. Um ihre Macht abzusichern, betrieb sie eine Politik zugunsten des Adels und des Beamtentums. Die Adelspolitik Katharinas II. spiegelte sich in fast allen inneren Reformen wider. Im Dezember 1766 kündigte Katharina II. die Einberufung der Gesetzbuch-Kommission an, in die Vertreter des Adels, der Städte und der Bauern aus allen Landesteilen gewählt wurden, um ein neues Gesetzbuch zu erarbeiten. Wegen der Kriegserklärung der Türkei an Russland wurde ihre Arbeit nach oft kontroversen Diskussionen auf insgesamt 203 Sitzungen im Januar 1769 beendet, ohne dass ein neues Gesetzbuch fertig war.
Wirtschaftlich machte Russland unter Katharina II. weitere Fortschritte. Der Binnenhandel wurde zollfrei durchgeführt, das Straßen- und Kanalnetz wurde verbessert und allen Ständen wurde ein größerer Spielraum und größere Freiheit bei der Besiedelung neu erworbenen Landes, wie in der Ukraine zugestanden. Katharina II. unterstützte die Gründung der Kaiserlichen Freien Ökonomischen Gesellschaft, deren Ziel vor allem die Modernisierung der Landwirtschaft war. Auf einigen Gebieten wurde Russland ein führender Hersteller und Exporteur. Dies betraf besonders die Produkte Eisen und Stahl. Auch die Dichte und Anzahl der wirtschaftlich lebensfähigen Städte wurde größer. Alles in allem galt Russland ab der zweiten Hälfte des 18. Jahrhunderts als ein nach zeitgenössischen europäischen Standards entwickeltes Land. Diesen Vorteil sollte Russland aber in den ersten Jahrzehnten des 19. Jahrhunderts im Zuge der Industrialisierung wieder verlieren.
Zusammen mit ihrem Favoriten Grigori Potjomkin entwarf sie eine kühne Vision, das sogenannte „Griechische Projekt“. Es sah vor, die Macht des Osmanischen Reiches auf dem Balkan zu brechen und ein zusammenhängendes orthodoxes Reich von der Ägäis bis nach Russland zu erschaffen. Die Meerengen sowie Konstantinopel sollten unter die Kontrolle Russlands fallen. Eine Reihe von Kriegen gegen das Osmanische Reich brachte dieses Ziel tatsächlich näher, auch wenn es nie vollständig realisiert wurde. Weite Teile Südrusslands und der Südukraine kamen zum Russischen Reich. In den neuen Landstrichen, die unter dem Namen Neurussland zusammengefasst waren, wurden auf dem ehemaligen Land der Saporoger Kosaken zahlreiche neue Städte wie Jekaterinoslaw (1776), Jelisawetgrad, Cherson (1778) und Odessa (1794) gegründet. Katharina besaß eine große Macht in Polen-Litauen und übte großen Einfluss auf dessen Entscheidungen und Thronverhältnisse aus. Schließlich beschloss sie zusammen mit Preußen und Österreich die Teilungen Polens, bei denen sich Russland große Gebiete sicherte.
Im Inland war sie durch die Ausdehnung der Leibeigenschaft auf die Ukraine 1773/74 mit einem massiven Bauern- und Kosakenaufstand (Pugatschow-Aufstand) konfrontiert. Katharina konnte den Aufstand blutig niederschlagen, doch weite Teile des südlichen Wolga- und Uralgebietes blieben noch lange von dem bürgerkriegsähnlichen Aufstand verwüstet. Zum Wiederaufbau und der Wiederbesiedlung dieser Landstriche wurden viele Deutsche als Siedler nach Russland eingeladen. Katharina beseitigte außerdem die Autonomie der ukrainischen Kosaken und gab ihnen stattdessen Ländereien im Krasnodar-Gebiet. Die französische Revolution von 1789 brachte Katharina endgültig von den liberalen Ideen ab, die sie in der Anfangszeit ihrer Herrschaft noch gepflegt hatte.
Bis 1812 wurden Finnland, Georgien und Bessarabien russisch.

### Russland im Zeitalter der Französischen Revolution
Nach Katharinas Tod folgte ihr nicht, wie sie ursprünglich gewünscht hatte, ihr Enkel Alexander, sondern ihr verhasster Sohn Paul I. (1796–1801) am 17. November 1796 nach. Anlässlich seiner Krönung zum Kaiser im April 1797 erließ er ein neues Thronfolgegesetz, das die männliche Linie der Thronfolge bevorzugte. Der älteste Sohn oder, wenn keine Söhne vorhanden waren, der älteste Bruder sollte automatisch die Nachfolge antreten. Dies bedeutete die Begründung eines Erbkaisertums. Bisher konnten die russischen Kaiser ihren Nachfolger frei bestimmen.
Am Zweiten Koalitionskrieg gegen Frankreich nahm er teil, da Ritter des Malteserordens ihn im Oktober 1798 zum Großmeister des Malteserordens wählten und ihn um Hilfe gegen Frankreich anriefen. Er stellte Hilfstruppen für die von den Briten beabsichtigte Landung in den Niederlanden, für den Krieg in Süddeutschland und in Italien. Sultan Selim III. schickte er eine Flotte mit 4000 Soldaten nach Konstantinopel zu Hilfe. Russische Truppen erzielten in Italien Erfolge, doch die Landung in den Niederlanden endete mit einer Kapitulation. Kaiser Paul schrieb diese Misserfolge den verbündeten Befehlshabern zu. Er sagte sich von der Koalition los und schloss nach dem Muster des Neutralitätsvertrags vom 26. Februar 1780 zur Beschränkung der britischen Seemacht, im Dezember 1800 einen solchen mit Schweden, Dänemark und Preußen. Großbritannien antwortete sofort mit einem Angriff auf Kopenhagen.
Seine kurze Regierungszeit hinterließ innenpolitisch ein widersprüchliches Bild. Anfangs erließ er einige wohltätige Verordnungen zugunsten der Leibeigenen und Altgläubigen. Ein anderes Gesetz trennte einen Teil der Kronbauern als Eigentum der kaiserlichen Familie unter dem Namen Apanagebauern ab. Aus Misstrauen gegen die revolutionären Ideen der französischen Revolution verbot Paul aber den Besuch ausländischer Lehranstalten und Universitäten, führte eine verschärfte Zensur und strenge Aufsicht über alle im Reich lebenden Ausländer und fremden Reisenden ein und bestrafte freie Meinungsäußerung. Paul schottete Russland zunehmend ab vom Rest der Welt. Namentlich der Adel fühlte sich durch die Politik Pauls zurückgesetzt, da er die Leibeigenschaft etwas einschränkte und versuchte, den Adel mit Steuern zu belegen. Dies führte zu Gerüchten unter den Bauern, der Kaiser würde die Leibeigenschaft aufheben. Als Folge bildete sich eine Adelsverschwörung. In der Nacht des 24. März brachten ihn Angehörige der Palastgarde um.

### Russland in den Napoleonischen Kriegen

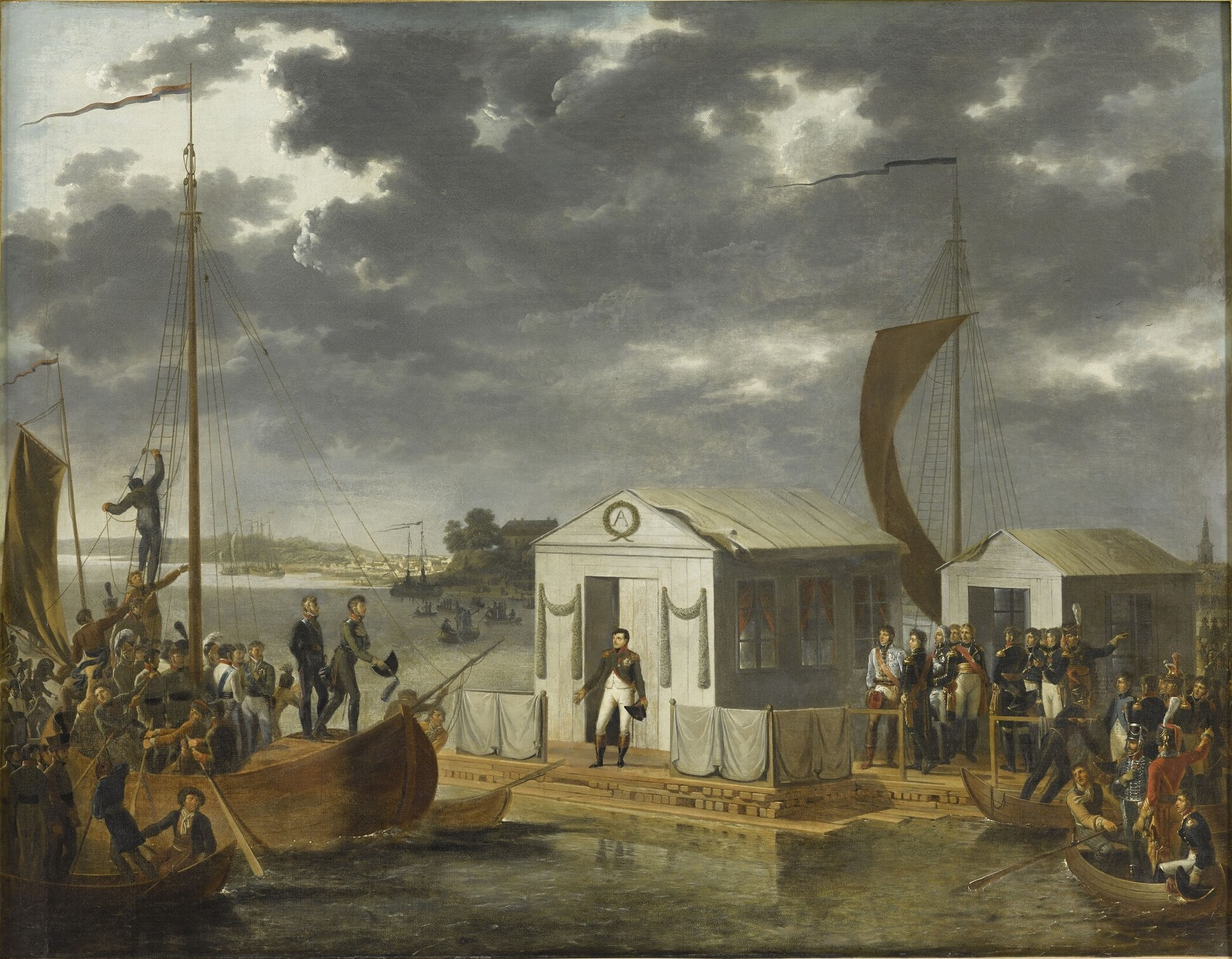
Treffen des russischen und französischen Monarchen auf der Memel bei Tilsit; Gemälde von Adolphe Roehn

Sein 23-jähriger Sohn Alexander I. (1801–1825) entsagte sofort in einem Vertrag mit Großbritannien der bewaffneten Neutralität. Bald erkannte er, dass sein kooperativer Kurs zu Frankreich von Napoleon Bonaparte nur benutzt wurde, um in Mitteleuropa nach Willkür schalten zu können. 1805 trat er der dritten Koalition gegen Frankreich bei. Doch wurde das russische Heer geschlagen. Seinem Freundschaftsbündnis mit Friedrich Wilhelm III. getreu, kam Alexander 1806 Preußen im Vierten Koalitionskrieg zu Hilfe. Alexander schloss am 7. Juli mit Napoleon den Frieden von Tilsit. In einem geheimen Bundesvertrag teilten sie sich die Herrschaft über Europa. Genaueres wurde bei einer zweiten Zusammenkunft in Erfurt (Erfurter Fürstenkongress, September bis Oktober 1808) bestimmt. Russland überließ Napoleon die Herrschaft über Deutschland, Spanien und Portugal und trat der Kontinentalsperre gegen Großbritannien bei. Dafür durfte Russland Schweden und die Türkei erobern.
Schon Anfang 1808 hatte Russland Schweden den Krieg erklärt und ein Heer in Finnland einrücken lassen, das in kurzer Zeit erobert wurde; 1809 gingen russische Truppen über das Eis des Bottnischen Meerbusens, besetzten die Ålandinseln und die gegenüberliegende schwedische Küste (siehe Russisch-Schwedischer Krieg (1808–1809)). Karl XIII. von Schweden musste den Vertrag von Fredrikshamn schließen (17. September 1809) und ganz Finnland bis zum Fluss Tornea und die Ålandinseln an Russland abtreten. Das zweite Opfer des Tilsiter Bündnisses war die Türkei. Von Napoleon provoziert, begann sie am 30. Dezember 1806 den achten Russisch-Türkischen Krieg (1806–1812). Die Russen drangen in die Donaufürstentümer ein und erzwangen den Frieden von Bukarest (28. Mai 1812), durch welchen der Pruth zur Grenze zwischen den beiden Reichen bestimmt wurde. Ein Krieg mit Persien wurde gleichzeitig durch Abtretung eines Länderstreifens am Westufer des Kaspischen Meers mit Baku beendet.
Kaum waren diese Kriege beendet, begann der Krieg mit Frankreich 1812. Ursache des Krieges war der Übermut Napoleons, der Russland als Bündnispartner nicht mehr zu brauchen glaubte und allein in Europa herrschen wollte und forderte eine Verschärfung der Kontinentalsperre. Im Sommer 1812 überschritt Napoleon mit der Großen Armee von 477.000 Mann die russische Grenze. Die Russen waren zahlenmäßig weit unterlegen (ca. 200.000 Mann). Trotzdem besiegten sie Napoleon, indem sie offene Feldschlachten mieden, sich in das weite Innere des Reiches zurückzogen und den Feind durch Kleinkrieg ermüdeten. Um die Bevölkerung von jeder Unterstützung des Feindes abzuhalten, wurde die orthodoxe Religion für gefährdet erklärt und der heilige Krieg proklamiert. Die Hauptarmee unter Napoleon schlug die Richtung nach Moskau ein, erreichte am 28. Juni Vilnius, am 28. Juli Wizebsk und stieß erst Mitte August bei Smolensk auf die 116.000 Mann starke russische Westarmee unter Barclay de Tolly. Sie leistete Widerstand, wurde aber am 17. August geschlagen.

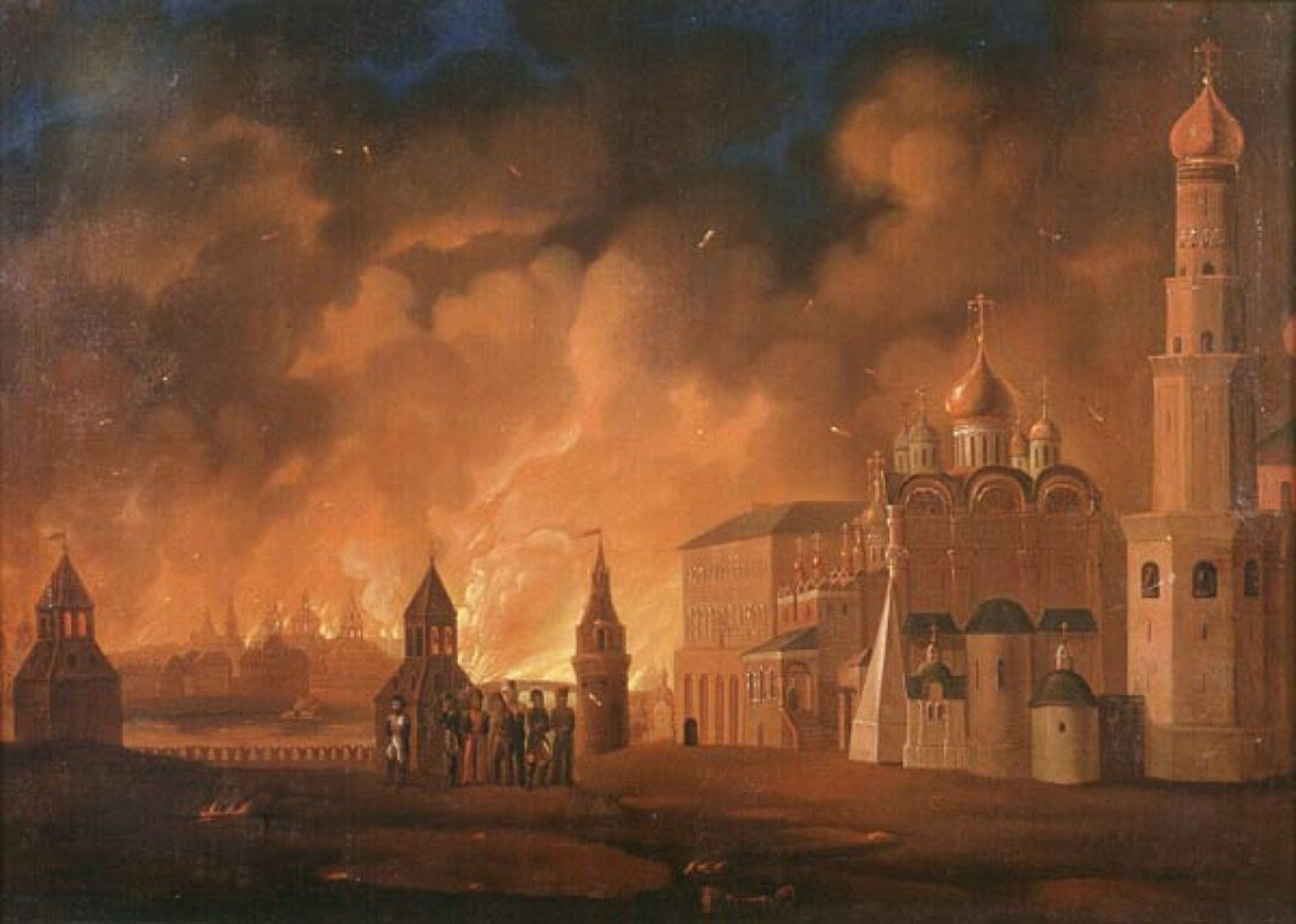
A. Smirnow: Brand von Moskau

Am 7. September wurde die Schlacht bei Borodino unter dem Oberbefehl von Michail Kutusow zu einem Pyrrhussieg für Frankreich. Einen Tag nach dem Einzug Napoleons in Moskau begann am 15. September der Brand Moskaus, der in sechs Tagen fast die ganze Stadt in Asche legte und die Franzosen der Mittel des Unterhalts beraubte. Napoleon konnte nun nicht in Moskau überwintern, und nachdem seine Friedensanträge von Alexander erst hingehalten, dann zurückgewiesen worden waren, trat er am 18. Oktober den Rückzug an. Durch den Mangel an Lebensmitteln und die früh eingetretene Kälte litt die Armee fürchterlich und war schon in Auflösung, als sie am 9. November Smolensk erreichte. Mit Mühe, unter Aufbietung der letzten Kräfte, erzwangen die Franzosen am 26.–28. November den Übergang über die Beresina. Der abgekämpfte Rest des Heers erreichte am 6. Dezember Wilna. Der Abfall Yorcks von den Franzosen in der Konvention von Tauroggen (30. Dezember) nötigte die Franzosen auch zur Räumung der Weichsellinie.

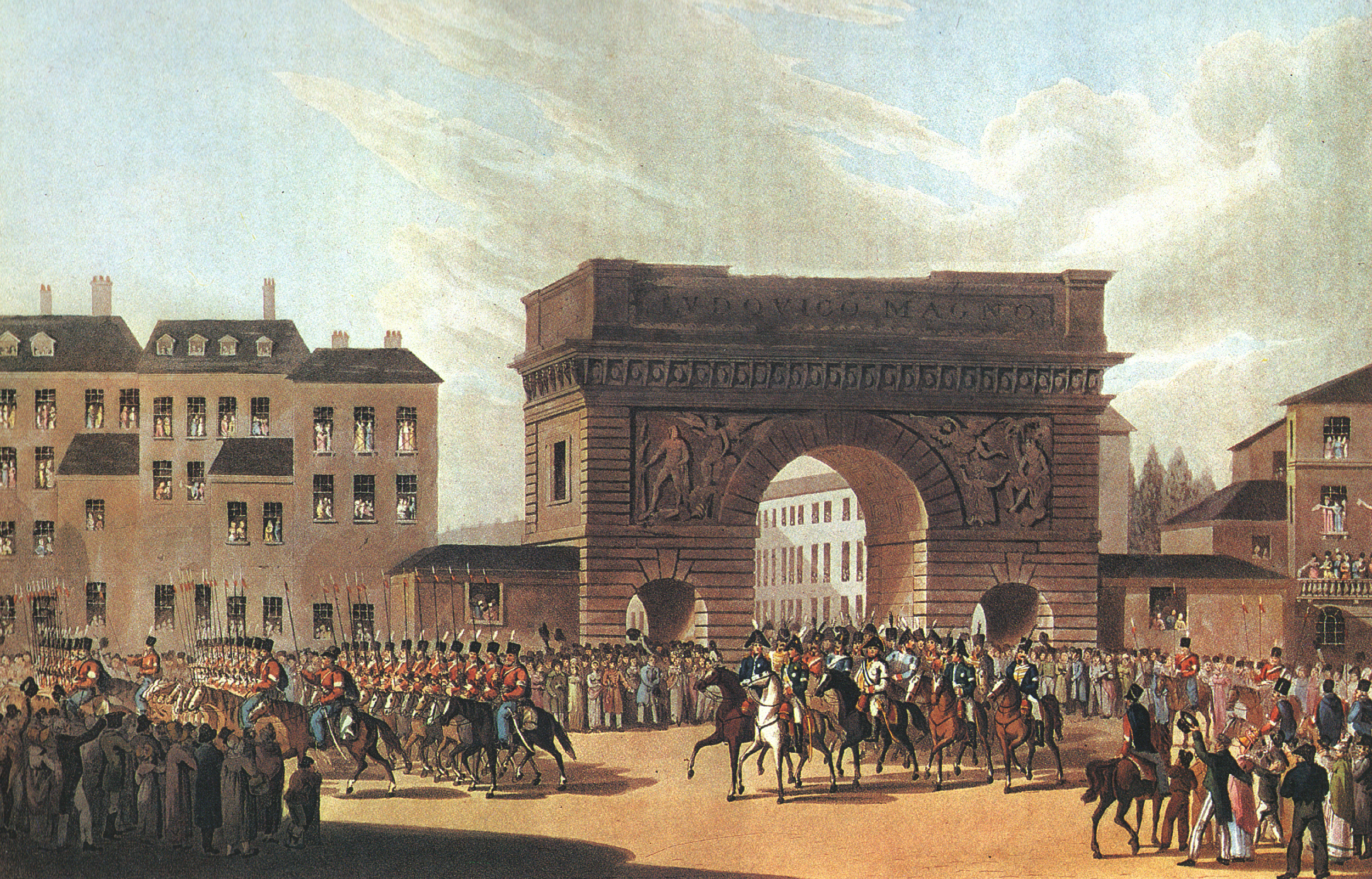
Die Russen erobern Paris 1814.

Auch die russischen Truppen waren durch den Winterfeldzug stark vermindert und erschöpft, und im russischen Hauptquartier waren viele einflussreiche Personen für einen sofortigen, möglichst vorteilhaften Frieden mit Frankreich. Aber zu einem solchen zeigte sich Napoleon keineswegs geneigt, und auch Alexander verlockten Ehrgeiz und Herrschsucht sowie der Wunsch, sich den Besitz ganz Polens zu sichern, zur Fortsetzung des Kriegs im Bund mit Preußen (siehe Befreiungskriege). Der Frühjahrsfeldzug 1813 endete mit dem Rückzug nach Schlesien. Im zweiten Teil des Kriegs aber, als Österreich, Großbritannien und Schweden der sechsten Koalition beigetreten waren, wurde Napoleon aus Deutschland vertrieben. Im Rate der Verbündeten spielte Kaiser Alexander neben Metternich die bedeutendste Rolle. Er bewirkte die Restauration der Bourbonen und die Schonung Frankreichs im ersten Pariser Frieden. 1815 wurde Alexander I. in Europa als „Retter Europas“ gefeiert und bestimmte beim Wiener Kongress maßgeblich die Neuordnung Europas mit. Mit auf seine Anregung hin wurde unter anderem die Heilige Allianz aus Russland, Österreich und Preußen gegründet. Russland erhielt das so genannte Kongresspolen als besonderes Königreich, dem auch eine eigene liberale Verfassung verliehen wurde. Seine Besitzungen dehnten sich nun im Westen bis nahe an die Oder aus, während es sich im äußersten Osten über die Beringstraße hinaus über einen Teil Nordamerikas ausbreitete; es umfasste über 20 Millionen Quadratkilometer mit etwa 50 Millionen Einwohnern. Russland dominierte nun Kontinentaleuropa, bis der Krimkrieg in den 1850er Jahren diesem Zustand ein Ende setzte.

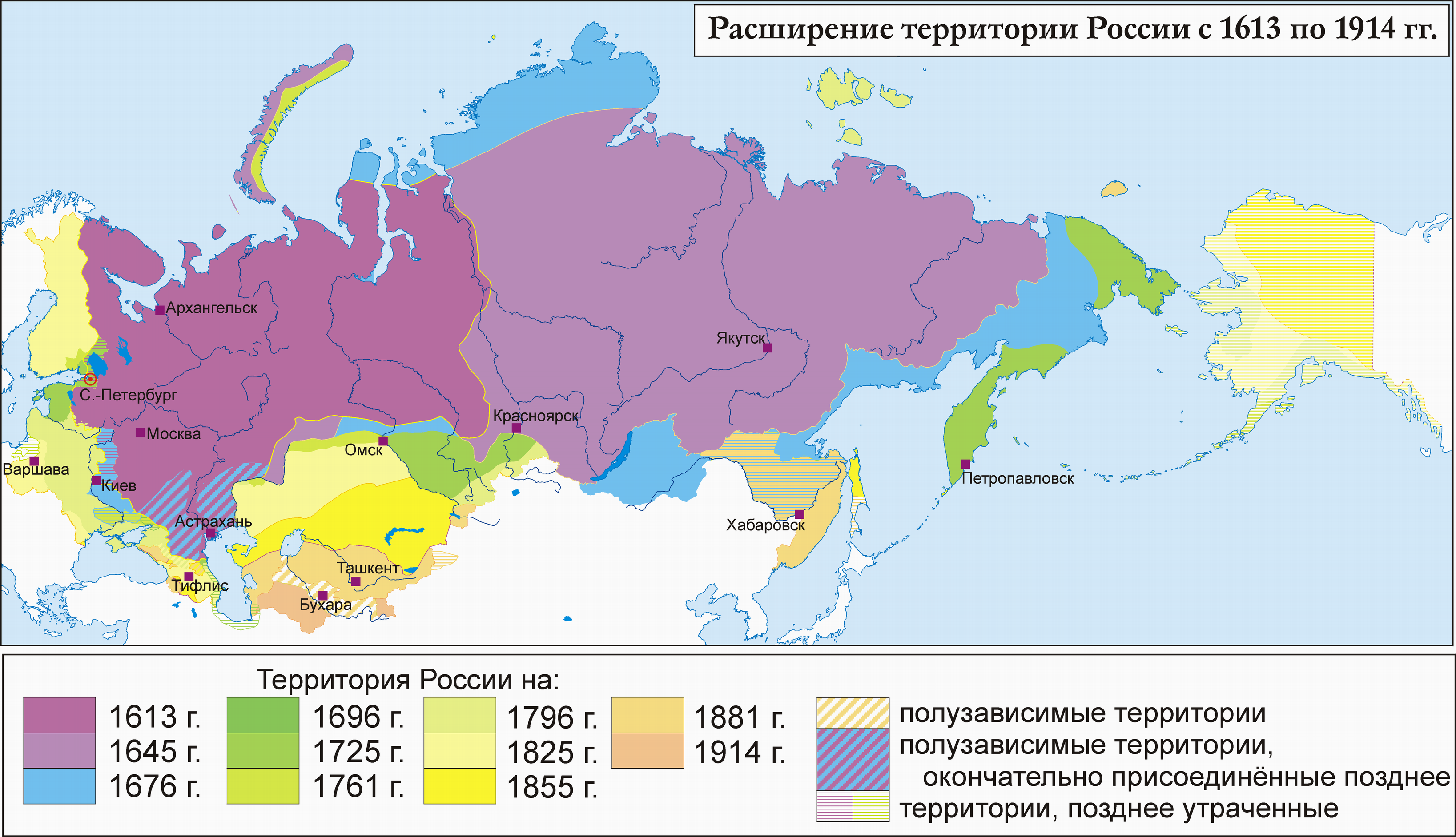
Russlands Wachstum erreichte im 19. Jahrhundert seinen Zenit.

### Reform und Beharrung
Alexander I., von La Harpe nach Grundsätzen Rousseaus erzogen, schwärmte für humanistische Ideale, ohne jedoch auf seine unbeschränkte Herrschergewalt zu verzichten. An Stelle der von Peter I. begründeten Kollegien errichtete er acht Ministerien (1802), schuf für die Prüfung und Beratung aller neuen Gesetze und Maßregeln der Regierung den Staatsrat (1810, auch Reichsrat genannt), suchte die Finanzen zu regeln und legte zur Verminderung der Heereskosten Militärkolonien an. Die Leibeigenschaft hob er in den baltischen Provinzen auf und milderte sie in Russland selbst. Die Zahl der Gymnasien und Volksschulen wurde beträchtlich vermehrt, Universitäten neu errichtet (in Kasan und Charkiw) oder reorganisiert (in Dorpat und Vilnius). Die gebildeten Bevölkerungskreise in Russland sahen sich durch die Verschärfung der Herrschaft um ihre Hoffnungen betrogen, mit ihren Opfern im Krieg gegen Napoleon liberale Freiheiten zu erreichen. Geheimbünde entstanden; sie diskutierten gesellschaftliche und politische Möglichkeiten der Umgestaltung und entwickelten dafür revolutionäre Programme. Alexander starb Ende 1825 in Taganrog am Asowschen Meer, ohne Nachkommen zu hinterlassen.

Dekabristenaufstand in St. Petersburg

Laut Nachfolgeregelung wäre ihm eigentlich sein Bruder Konstantin auf dem Thron gefolgt; dieser hatte aber 1822 auf den Thron verzichtet. Alexander hatte deshalb im Geheimen seinen Bruder Nikolaus Pawlowitsch zu seinem Nachfolger designiert. Nach dem Tode Alexanders wurde zunächst Konstantin zum Herrscher ausgerufen; als dieser verzichtete, kam es zeitweise zu einer wirren Situation. Bei der Vereidigung der Petersburger Garnison auf Nikolaus I. kam es aus Enttäuschung über ausgebliebene innenpolitische Reformen am 26. Dezember 1825 zum Dekabristenaufstand (russ. dekabr = Dezember). Der Aufstand brach innerhalb weniger Stunden zusammen. Durch die nachfolgenden Urteile wurde die Gruppe liberaler Verfechter in Russland im Kern getroffen. Für lange Zeit blieb ihre politische Aktivität gelähmt. Da auch der Adel sich passiv verhielt, sah sich Kaiser Nikolaus in der Politik auf sich selbst und die Beamtenschaft verwiesen. Unter seiner Ägide wurde auch die Geheimpolizei, die spätere Ochrana, ins Leben gerufen.
Nikolaus, der bis 1855 regierte, sah sich vor allem als Bewahrer der bestehenden Ordnung im Innern und Äußeren. Er erließ eine Vielzahl repressiver Bestimmungen gegen die Juden in Russland, förderte die Russifizierung der verschiedenen Nationalitäten und unterstützte die Reaktion in Europa. Mehrmals drohte er mit einer Interventionsarmee, beispielsweise im Fall der Belgischen Revolution. Den Zeitgenossen in Europa galt er daher nicht mehr als Befreier wie sein Vorgänger Alexander, sondern als Gendarm Europas. Mit seinem Namen verbinden sich die Niederschlagungen der Aufstände in Polen 1831 und – auf Bitten Österreichs – Ungarn 1849.

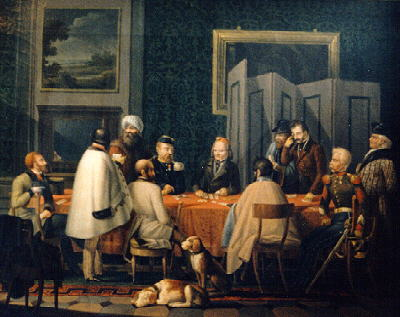
März 1856: Gesandte beim Pariser Kongress, der zum Pariser Frieden führte.

### Expansion im Kaukasus und Zentralasien, Krimkrieg
Die russischen Versuche, auf dem Weg mittels Protektorat über das Osmanische Reich die Meerengen zwischen Schwarzem Meer und Mittelmeer zu kontrollieren, wurden durch Frankreich und Großbritannien, aber auch durch Preußen und Österreich zurückgewiesen (vgl. Meerengenvertrag). Bereits im Russisch-Türkischen Krieg (1828/29) hatte Russland Gebiete im südlichen Kaukasus vom Osmanischen Reich gewonnen und dieses geschwächt. Moldau, Walachei und Serbien wurden autonom und gerieten unter russischen Einfluss. Der osmanische Sultan selbst war nicht bereit, sich mehr an Russland anzulehnen, wodurch dieses seinen Protektoratsanspruch auf die Christen in Gefahr sah. 1853 kam es zu erneuten militärischen Verwicklungen zwischen Russland und dem Osmanischen Reich; Napoleon III. ergriff die günstige Gelegenheit, um Frankreich wieder als erste Macht auf dem Kontinent zu etablieren und von eigenen innenpolitischen Schwierigkeiten abzulenken. Großbritannien und Österreich standen den Ambitionen Nikolaus I. misstrauisch gegenüber und es bildete sich eine breite Koalition gegen Russland. Im Krimkrieg von 1853 bis 1856 unterlag Russland einer Allianz aus Großbritannien, Frankreich, dem Osmanischen Reich und dem Königreich Sardinien; Österreich wendete sich ebenfalls gegen seinen ehemaligen Verbündeten, ohne direkt in den Krieg einzugreifen, und Russland, das lediglich von Preußen eine wohlwollende Neutralität erfuhr, sah sich weitgehend isoliert. Der Krieg wurde nicht nur auf der Krim selbst, sondern auch auf dem Balkan, in der Ostsee, im Weißen Meer, im Pazifik und im Schwarzen Meer ausgetragen. Im Krieg machte sich die Rückständigkeit Russlands unangenehm bemerkbar; trotz guter Resultate im Kampf war die Ausrüstung und Versorgungskraft des Landheeres mangelhaft, die Kaiserlich Russische Marine war veraltet und einer Kraftprobe mit der britischen Royal Navy nicht gewachsen. Russland musste der Neutralisierung des Schwarzen Meeres zustimmen und verlor seine seit 1815 führende Stellung auf dem europäischen Kontinent an Frankreich. Das ehemals gute Verhältnis zu Österreich blieb zerrüttet.

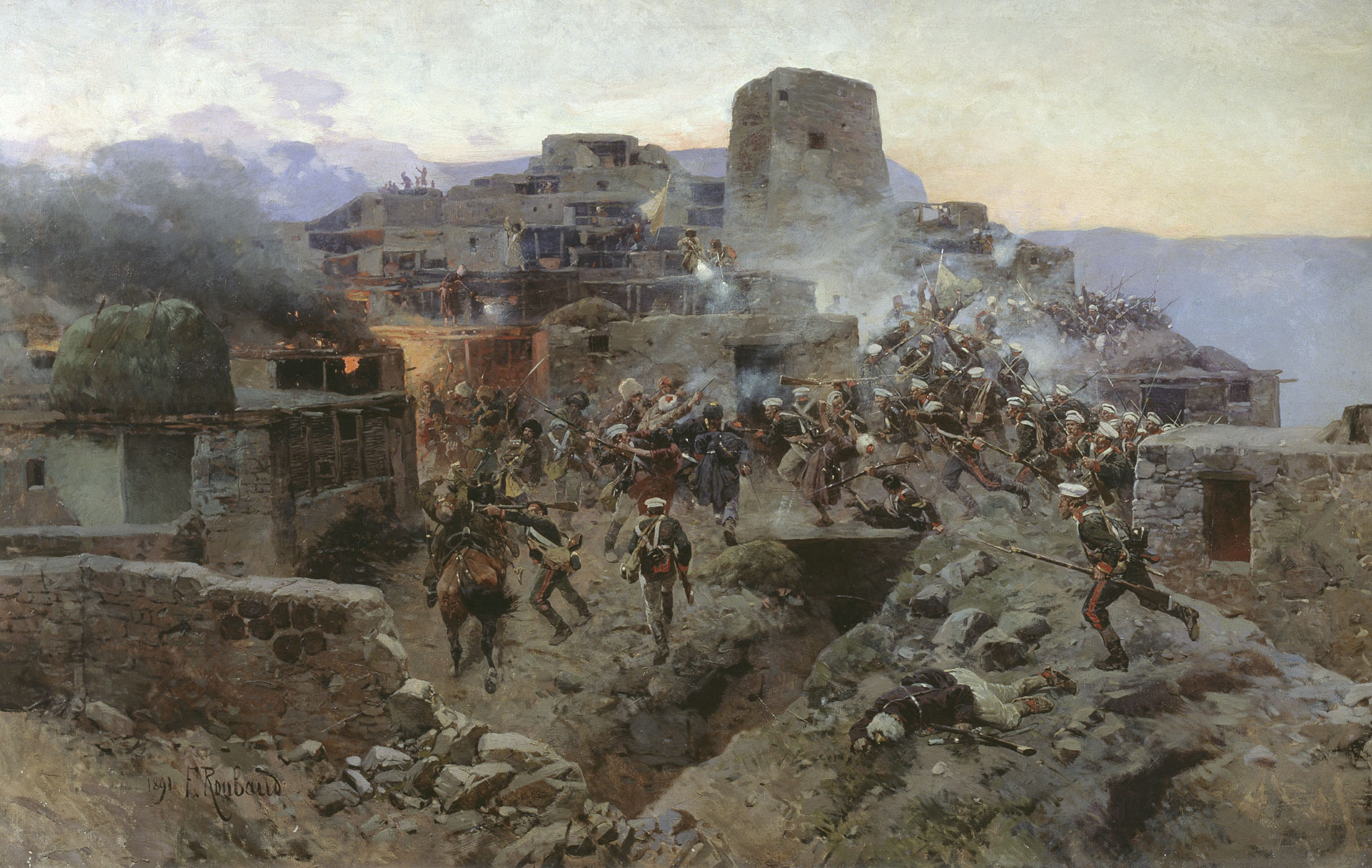
Russischer Sturm auf die dagestanische Ortschaft (Aul) Himry, Gemälde von Franz Roubaud, 1891

In der Folge wandte sich Russland verstärkt Asien zu. Im Kaukasus begann 1856 die dritte und letzte Phase der russischen Expansion (vgl. Kaukasuskrieg (1817–1864)). Der Befriedung 1864 folgte die wirtschaftliche Erschließung und Russifizierung der 53 Völkerschaften und 14 Stämme unter Leitung des Kaukasischen Komitees.

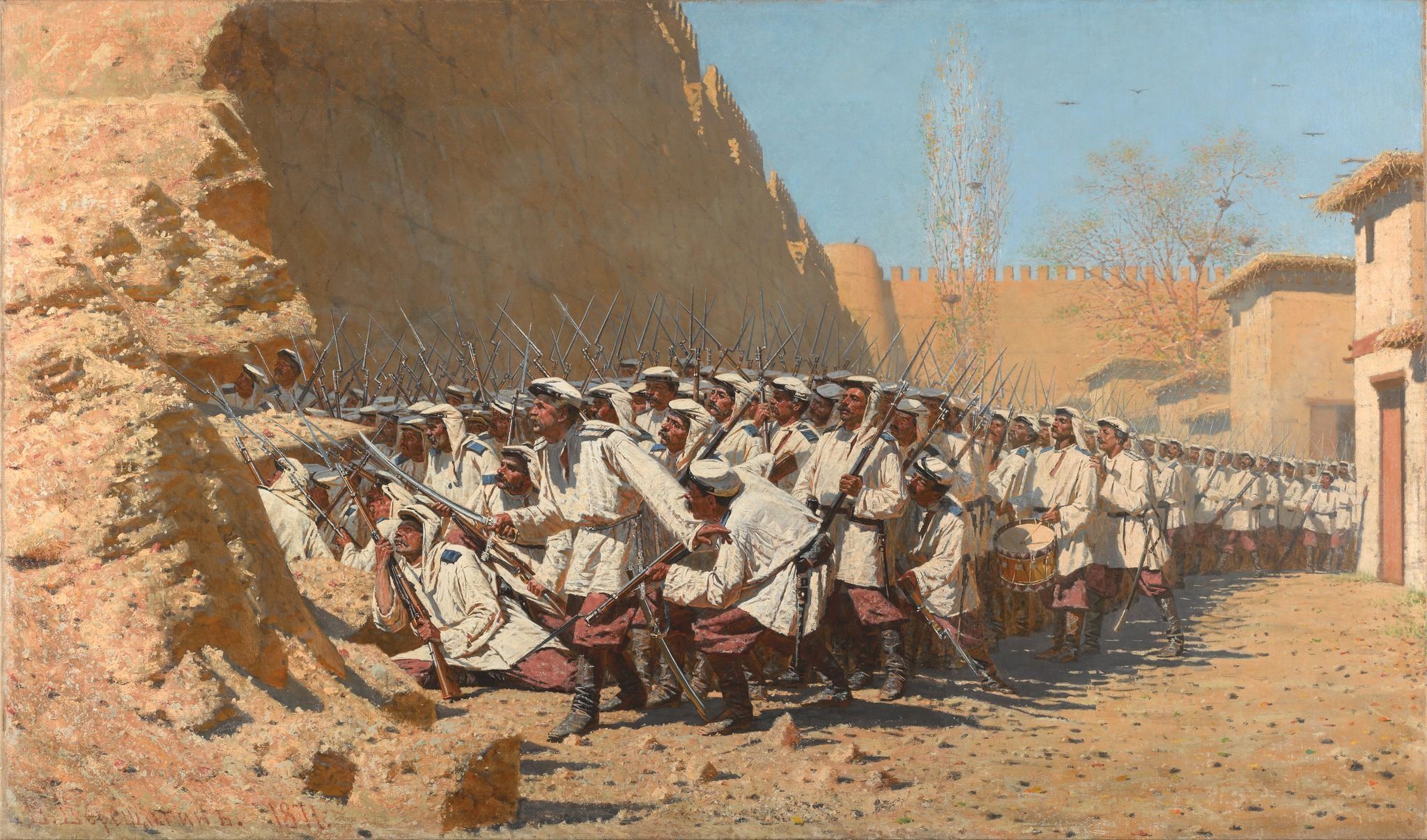
Der russische Angriff auf Chiwa, Bild von Wassili Wassiljewitsch Wereschtschagin

Quasi nahtlos schloss sich an die Befriedung des Kaukasus die Expansion nach Zentralasien an. Russland dehnte hierbei im beginnenden Zeitalter des Imperialismus 1852–1888 sein Einflussgebiet auf Turkestan aus. Nach der russischen Expansionswelle gegen die Khanate Kasan, Astrachan und Sibir im 16. Jahrhundert war Russland an seinen südöstlichen Grenzen zunächst in Verteidigungsstellung gegangen, da es in anderen Gebieten stark in Anspruch genommen wurde. Vom Kaspischen Meer bis zum Altai wurde deswegen eine lange Linie von Kosakensiedlungen errichtet, deren Basen Orenburg, Petropawlowsk, Omsk, Semipalatinsk und Ust-Kamenogorsk waren und die Kasachen an Einfällen in das Wolgagebiet und Westsibirien hindern sollten. Die Kasachen brachen aber häufig durch die russischen Linien und griffen die Siedlungen an. Ab den 1820er Jahren bemühte sich Russland schließlich um stabilere Grenzen. Durch die Beseitigung der Jüngeren Horde 1822 und der Mittleren Horde 1824 wurde die kasachische Unabhängigkeit untergraben. In der Steppe wurden Grenzposten errichtet. Es folgten zunächst erfolglose Expeditionen gegen das Khanat Chiwa. In den 1840er Jahren wurden die Stützpunkte in die Steppe vorgeschoben. Russland drang nun in die Gebiete ein, die vom Khanat Kokand beansprucht wurden, aber praktisch unverteidigt waren. 1853 wurde Kasalinsk erreicht, ein Jahr später Alma-Ata gegründet. Bedingt durch die Beanspruchung der Kräfte im Krimkrieg folgte eine Phase der Konsolidierung der gemachten Eroberungen. Um die Baumwollversorgung zu sichern – durch die Folgen des Amerikanischen Bürgerkriegs waren die Weltmarktpreise für den Rohstoff erheblich gestiegen – begannen 1864 erneute Operationen. Ein russisches Kontingent nahm im gleichen Jahr Aulije-Ata, Jassy und Tschimkent ein. Mit diesem Feldzug eroberten die Russen das ganze Tschu-Tal und umschlossen die ganze Kasachensteppe in einem Ring von Forts. Am 11. Juli 1867 wurden die neu gewonnenen Gebiete in die Oblast Turkestan umgewandelt und einem Militärgouverneur unterstellt. Danach wurde die Stadt Chodschent erobert, in dessen Folge sich der Khan von Kokand, Khudayar Khan, zum Vasall des Kaisers erklärte. Danach folgte ein neuer Feldzug gegen das Emirat von Buchara. 1868 nahmen die Russen Samarkand ein. Der Emir kapitulierte. Die erworbenen Gebiete wurden in das Generalgouvernement Turkestan eingegliedert.

Generalgouvernement Turkestan um 1900

1873 wurde schließlich das Khanat Chiwa erobert. Von den drei großen zentralasiatischen Staaten, die so zu russischen Vasallen wurden, blieb allein Kokand ein Unsicherheitsfaktor. Nach einem erfolglosen Aufstand wurde dieses 1876 als Oblast eingegliedert. Auch im transkaspischen Gebiet südlich des Amudarja hatte Russland bereits Fuß gefasst. 1881–1885 wurde das Gebiet im Zug eines Feldzugs annektiert, unter anderem kamen Aşgabat und Merw unter russische Kontrolle. Die südwärtige Expansion kam 1887 zum Stillstand, als mit dem Kontrahenten Großbritannien die afghanische Nordgrenze festgelegt wurde, die gleichzeitig als Demarkationslinie der Interessen- und Einflusssphären festgeschrieben worden war. Afghanistan wurde so zum Pufferstaat zwischen den beiden imperialen Mächten, was 1907 im Vertrag von Sankt Petersburg bekräftigt wurde (vgl. The Great Game). 1860 wurde am Pazifik Wladiwostok gegründet, als feste Ausgangsbasis für eine aktivere Politik Russlands im Fernen Osten.

### Zeitalter der Reformen und beginnende Industrialisierung

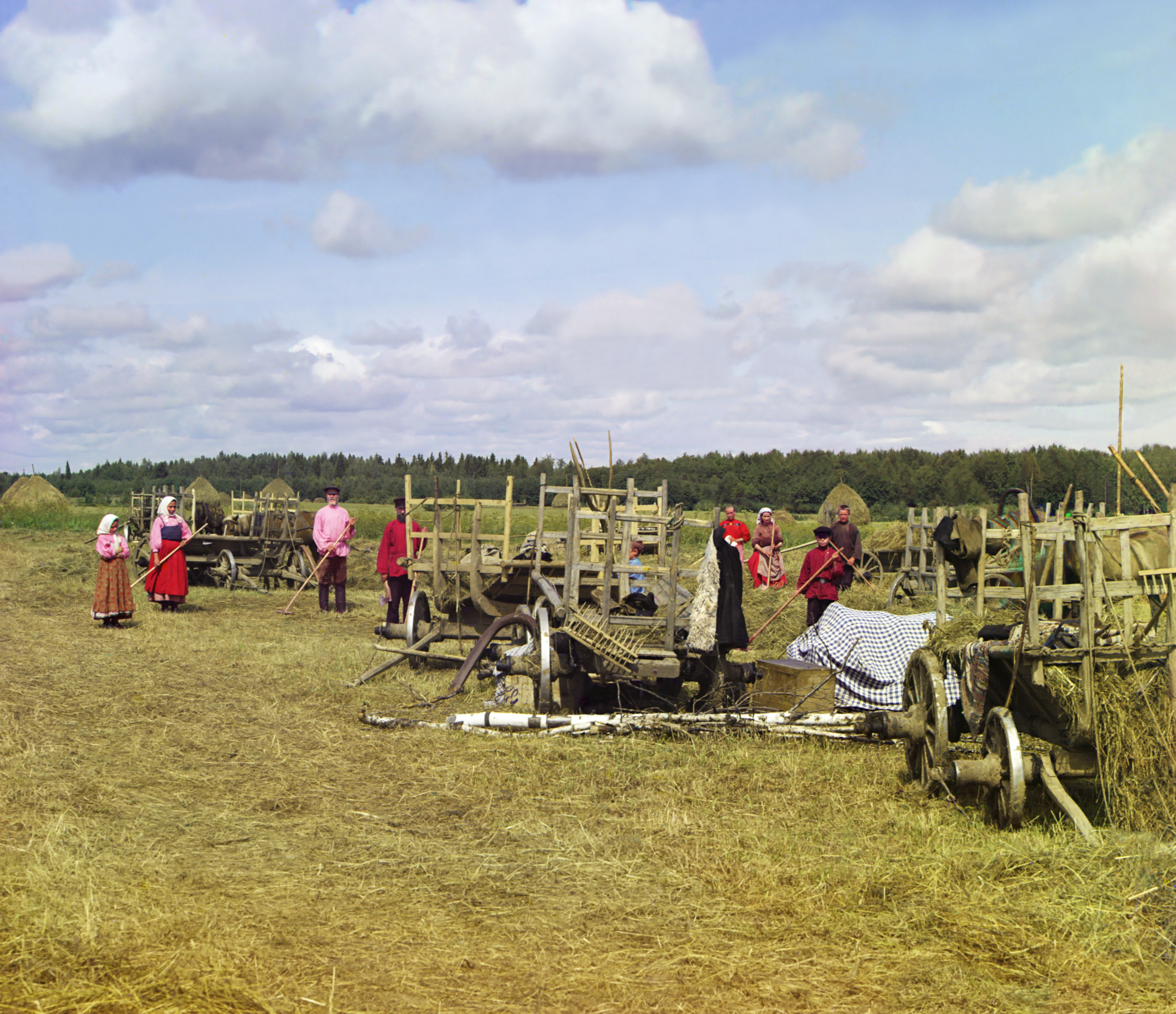
Russische Bauern im Russischen Kaiserreich

Als Reaktion auf die in der Niederlage im Krimkrieg deutlich zutage getretene Rückständigkeit Russlands nahm Alexander II. (1855–1881) weitreichende Reformen in Angriff, deren wesentlichste Bestandteile die seit 1861 durchgeführte Aufhebung der Leibeigenschaft, Reformen im Justizwesen und eine neue Militärorganisation waren. Alexander setzte diese Reformen gegen große innere Widerstände durch. Die größten Reformnotwendigkeiten sahen Alexander II. und die russische Öffentlichkeit in der Aufhebung der Leibeigenschaft der Bauern. Der Kaiser beauftragte daher schon 1857 ein Komitee, Vorschläge zur Lösung des Bauernproblems auszuarbeiten. Dieses bestand hauptsächlich in der Leibeigenschaft der Bauern, die über 80 Prozent der Bevölkerung ausmachten. Die einzigen, die die Leibeigenschaft abgeschüttelt hatten, waren die Kosaken, die ab dem 16. Jahrhundert aus der Leibeigenschaft in die unerschlossenen Gebiete des Ostens fliehen konnten. Die Leibeigenschaft war, abgesehen vom Verfügungsrecht des Herrn über die Person des Bauern, mit vielfältigen Dienstleistungen für den adligen Grundbesitzer verbunden. Dieses System ließ weder Eigeninitiative noch soziale Veränderungen oder Mobilität noch effektivere und rationellere Bewirtschaftungsmethoden zu. Die Dienstleistung variierte dabei zwischen der einfachen Form eines Leibzinses (Obrok-Bauern in Weißrussland, der Ukraine, Woronesh und Kasan) und der oft willkürlichen Form des Frondienstes (Barschtschina-Bauern in Großrussland und in Westsibirien). So kam diese Reform nur schleppend in Gang.
| Produktart      | 1887  | 1900  | 1913  |
| --------------- | ----- | ----- | ----- |
| Gusseisen       | 36,1  | 176,8 | 283   |
| Kohle           | 276,2 | 986,4 | 2215  |
| Stahl und Eisen | 35,5  | 163   | 246,5 |
| Öl              | 155   | 631,1 | 561,3 |
| Baumwolle       | 11,5  | 16    | 25,9  |
| Zucker          | 25,9  | 48,5  | 75,4  |

Während Alexander I. noch die Hoffnung hatte, dass der Adel von sich aus und ohne Druck von oben die Bauern freilassen würde, war Alexander II. nach der Kriegsniederlage nicht mehr gewillt, auf die Bereitschaft des Adels zu warten, sondern ergriff selbst die Initiative. Nach fünf Jahren Beratungen wurde das Manifest über die Aufhebung der Leibeigenschaft am 2. März 1861 unterzeichnet. Dem Manifest folgte ein Gesetz, das die Landzuteilung an die Bauern regelte. Die Landanteile waren zu klein und wurden mit übergroßen Lasten belegt, da die Bauern die Entschädigung, die der Staat den Grundbesitzern gezahlt hatte, innerhalb von 49 Jahren an ihn zurückzahlen mussten. Ergebnis der Bauernbefreiung von 1861 war also, dass sich die Lage der Bauern eher verschärfte. Der entstehende Bevölkerungsüberschuss konnte nirgends anders aufgefangen werden, die Landwirtschaft arbeitete weiter am Rand der Existenzkrise, was sich in den immer wiederkehrenden Hungersnöten zeigt. Die alte Abhängigkeit der Bauern von den Grundbesitzern wandelte sich in eine neue Abhängigkeit durch drückende Schulden.

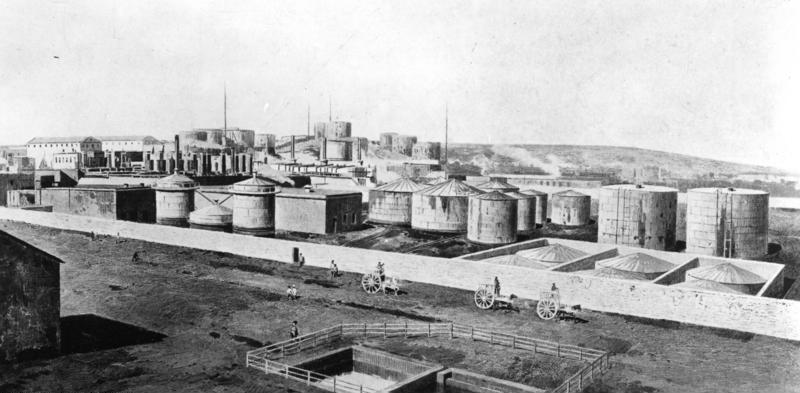
Erdöltanks in Baku im Jahr 1912

Das für die Industrialisierung notwendige Kapital konnte mit der Bauernbefreiung nicht freigesetzt werden. Auch die Adligen wurden nur zögernd Unternehmer. Der russische Staat musste aus Mangel an Alternativen selber eine kapitalistische Industriewirtschaft aufbauen und von oben in das Wirtschaftsleben eingreifen. Die Regierung gründete Staatsbetriebe und unterstützte Unternehmer finanziell. Der Staat beteiligte sich auch selbst an den Unternehmen oder gewährte Großbetrieben im Hüttenwesen und im Transportmaschinenbau Geldmittel und sorgte für den Absatz ihrer Produkte. Mittels hohen Importzöllen sollten einheimische Unternehmer vor ausländischer Konkurrenz geschützt werden. Der Staat erneuerte das Kreditwesen, indem er Regierungsbanken ins Leben rief und damit die Voraussetzung für den Import westlichen Kapitals. So wurde 1860 die Staatsbank gegründet. Vom ausländischen Kapital profitierte vor allem der Eisenbahnbau. 1857 wurde mit Hilfe ausländischen Kapitals die Hauptgesellschaft der russischen Eisenbahn gegründet. Von 960 Streckenkilometer stieg das russische Streckennetz bis 1880 auf 21.800 Kilometer an. Mitte der 1880er und 1890er Jahre verstaatlichte Russland die meisten Eisenbahnen, die die entstehenden Industriezentren mit den Eisen- und Kohlerevieren, sowie mit den zentralen Agrarregionen und den Ausfuhrhäfen an der Ostsee und am Schwarzen Meer verbanden. Auf diese Weise wurde die wirtschaftliche Erschließung des Landes und die Bildung eines großen Binnenmarkts erst möglich. Mit dem Eisenbahnbau wurden gleichzeitig die Schwerindustrie und der Maschinenbau angetrieben, die zu zentralen Bereichen der Industrialisierung wurden. Um 1885 begann ein rascher industrieller Aufschwung. Die durchschnittlichen Wachstumsraten lagen bei sechs Prozent, in den 1890er Jahren bei acht Prozent. Sogar in der Landwirtschaft stieg die Getreide- und Kartoffelproduktion jährlich um über zwei Prozent. Trotz der Industrialisierung blieb Russland ein Agrarland. Um 1900 trug die Landwirtschaft mit 53 Prozent zum Nationaleinkommen, die Industrie mit 21 Prozent bei. Auch die Arbeiter behielten oft ihre bäuerliche Lebensweise bei und lebten in Arbeiterdörfern um die neu entstandenen Industrieansiedlungen herum. Die Industrie konzentrierte sich besonders in Sankt Petersburg und Moskau, in der Ukraine und in den Ölgebieten Transkaukasiens.
Da die Aufhebung der Leibeigenschaft staatliche Funktionen des Grund besitzenden Adels betraf, musste auch das Verwaltungs- und das Gerichtswesen in der Provinz neu geordnet werden. Die Justizreform von 1864 führte im Westen gültige Rechtsnormen ein: Rechtsgleichheit, Trennung von Justiz und Verwaltung, Unabhängigkeit der Richter. Die Verwaltungsreform vom selben Jahr schuf Selbstverwaltungsorgane auf Kreis- und Gouvernementsebene, die 1870 durch solche in den Städten ergänzt wurden. Von weiterer Bedeutung waren die Militärreformen. Gleich zu Beginn seiner Herrschaft schaffte Alexander II. die Militärsiedlungen ab und reduzierte die Dienstzeit. Zudem wurde auf Grundlage der am 1. Januar 1874 neu geschaffenen Wehrpflicht die Armee in ein modernes Massenheer umgewandelt. Die Bildungsinstitute erhielten Autonomie, auch die Presse erhielt Zensurerleichterungen. Auf der Grundlage dieser Freiheiten konnte sich eine Opposition formieren, die vom europäischen Ausland stark unterstützt wurde. Das revolutionäre Potential, das schon im Dekabristenaufstand von 1825 deutlich wurde, erhielt durch die langsamen Veränderungen immer neue Verstärkung. Es blieb nicht bei einer begrenzten Übernahme von Elementen der europäischen Kultur, sondern es setzte eine Radikalisierung der Opposition ein. Statt nur Abschaffung der Leibeigenschaft forderte man den Sozialismus, statt Verfassung Anarchie, statt Lösung des Nationalitätenproblems Kosmopolitismus, statt Gewissensfreiheit Atheismus. Diese Gruppen befürworteten auch Gewalt zur Durchsetzung ihrer Ziele. Die einzelnen revolutionären Gruppen unterschieden sich dabei sehr, sowohl in der Herkunft als auch in der Ausprägung ihres Ideengutes (vgl. Russischer Nihilismus). So hatten sich Ende der 1860er Jahre zwei politische Richtungen herausgebildet:
- Aufrührer (buntari): Diese folgten den Ideen Michail Alexandrowitsch Bakunins, des Vaters des russischen Anarchismus.
- Vorbereiter (podgotowiteli): Sie folgten Pjotr Lawrowitsch Lawrow, der die Narodnikibewegung schuf. Diese in kleinen Gruppen organisierte Bewegung versuchte die Umgestaltung Russlands auf anderen Wegen, in geduldiger Aufbauarbeit, zu erreichen. Nach Enttäuschungen über die ergebnislose friedliche Agitation und nach zahlreichen Verhaftungswellen der 1870er Jahre bildete ein Teil der Narodniki 1879 die Geheimgesellschaft Narodnaja Wolja (Volkswille), welche die 1881 erfolgte Ermordung Alexanders II. organisierte.

Auf Alexander II. folgte als Kaiser sein Sohn Alexander III., der, auch geprägt von der Ermordung seines Vaters, einen reformfeindlichen Kurs einschlug und autokratisch regierte. Dabei stützte er sich vor allem auf die Armee und auf die Geheimpolizei, die Ochrana. Die Armee nahm im Inneren Russlands traditionell auch Polizeiaufgaben wahr. Die revolutionäre Bewegung wurde dadurch geschwächt.

### Russland im Zeitalter des Imperialismus

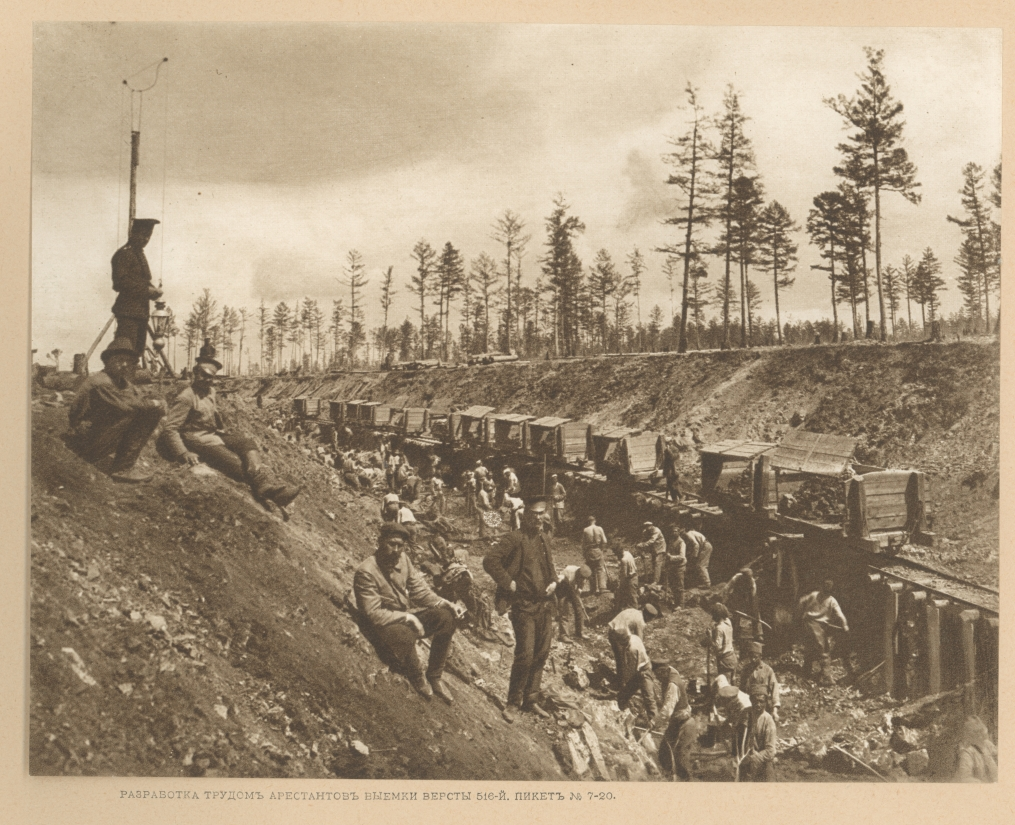
Bauarbeiten an der Transsibirischen Eisenbahn

Nach dem Türkisch-Russischen Krieg 1877–1878, in dessen Verlauf Russland die Unabhängigkeit Bulgariens vom Osmanischen Reich erreichte, verbreitete sich die Idee des Panslawismus, also der Vereinigung der slawischen Völker unter russischer Herrschaft. Diese Ideen waren nicht neu, aber jetzt fanden sie durch eine national gesinnte Presse und Agitatoren zunehmend Gehör in Russland. Auf dem Berliner Kongress erlitt Russland jedoch einen Rückschlag, denn die Schaffung eines Groß-Bulgarien, wie sie Russland anstrebte, traf auf heftige Opposition Großbritanniens und Österreich-Ungarns, die einen Durchbruch Russlands an die Adria unbedingt unterbinden wollten.
Von 1891 bis 1901 wurde die Transsibirische Eisenbahn zwischen Wladiwostok und Tscheljabinsk gebaut, die den Westen und den Osten des Reiches miteinander verbinden sollte; auch die Besiedlung Sibiriens wurde hierdurch begünstigt. 1896 erhielt Russland durch den Bau einer Abzweigung, der Transmandschurischen Eisenbahn, Einfluss auf die Mandschurei, was aber zu kollidierenden Interessen mit Japan führte; beide suchten sich auf Kosten Chinas zu vergrößern.
So kam es 1904–1905 zum Russisch-Japanischen Krieg. Japan, seit 1902 Bündnispartner Großbritanniens, attackierte den russischen Stützpunkt Port Arthur ohne vorherige Kriegserklärung und versenkte einen Teil des russischen Fernostgeschwaders. Am 13. April kam es zu einer ersten Seeschlacht, die mit dem Sieg der Japaner endete. Diese besetzten nun die Höhen um die Festung Port Arthur und begannen mit der Belagerung. Von den Höhen aus nahmen sie auch die russischen Schiffe unter Feuer; im August versuchte die Restflotte einen erneuten Durchbruch. In einer weiteren Seeschlacht wurden die restlichen russischen Schiffe versenkt. Der Zar war jedoch uneinsichtig und noch nicht zu einem Frieden bereit, den auch weite Kreise, von Großindustriellen bis zu den Militärs, in Russland forderten. Nachdem die Russische Ostseeflotte die halbe Welt umrundet hatte, kam es am 14.–15. (27.–28.) Mai 1905 bei Tsushima in der Meerenge von Korea und Japan zur Schlacht mit der japanischen Flotte unter Admiral Tōgō Heihachirō. Erneut unterlag die russische Flotte der japanischen, und nachdem die Festung Port Arthur von den Japanern erobert worden war, musste Russland einem von US-Präsident Theodore Roosevelt vermittelten Frieden zustimmen, der am 23. August (5. September) 1905 in Portsmouth, New Hampshire, unterzeichnet wurde. Die Niederlage wurde als Sensation empfunden, denn erst zum zweiten Mal (nach der italienischen Niederlage in Äthiopien 1896) war eine europäische Nation gegen eine außereuropäische unterlegen. Wiederum zeigte sich die Rückständigkeit Russlands.

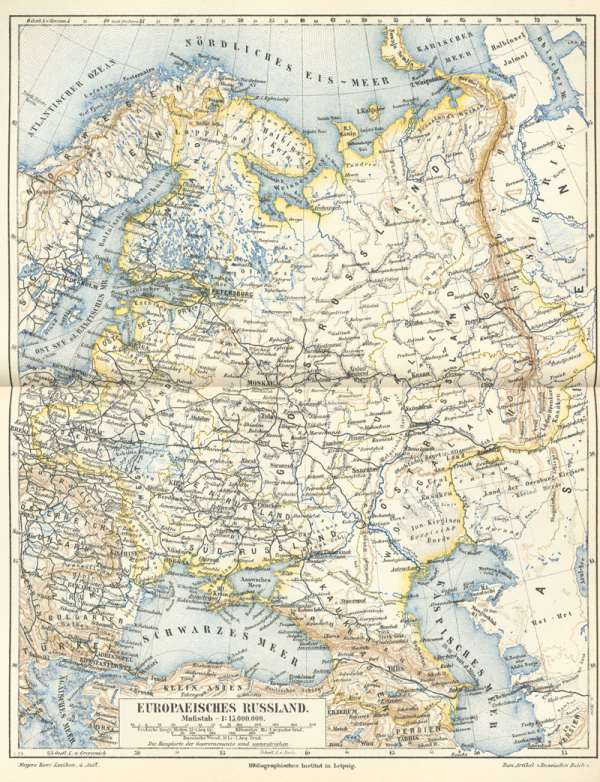
Europäisches Russland um 1888

Durch ausgebliebene innenpolitische Reformen und den Konflikt zwischen Anhängern einer Annäherung an den Westen (Westler) und Gegnern einer solchen Annäherung (Slawophile) geriet Russland wirtschaftlich immer mehr ins Hintertreffen gegenüber den anderen Großmächten. Die Korruption im Land war weit verbreitet und höher als in den westlichen Ländern. Zudem war die starke Zentralisierung des Staates nicht immer von Vorteil. In Moskau und Sankt Petersburg, aber auch in anderen russischen Städten entstanden Kreise von Intellektuellen, Kommunisten und Anarchisten. Sie wurden von Zar Alexander III. brutal verfolgt. Sein Nachfolger, Nikolaus II., behielt die Politik seines Vaters bei. Hinzu kamen soziale Probleme, die im Zuge der Industrialisierung des Landes entstanden, sowie eine Hungersnot im Jahre 1890. 1898 wurde die Sozialdemokratische Arbeiterpartei Russlands (Vorgängerin der Kommunistischen Partei Russlands (Bolschewiki)) gegründet, in welcher ab 1903 die Bolschewiki unter Wladimir Iljitsch Lenin die Führung übernahmen. Die Niederlage Russlands im Russisch-Japanischen Krieg verstärkte die Unzufriedenheit nur noch und es kam zu großen Demonstrationen. Nach dem Petersburger Blutsonntag von 1905 fand die erste Russische Revolution statt. Zar Nikolaus II. musste unter anhaltendem Druck erstmals der Wahl eines Parlaments, der Duma, zustimmen. Die erste Verfassung, die Staatsgrundgesetze des Russischen Kaiserreiches, erließ er allerdings 1906 ohne dessen Mitwirkung. Später löste er die Duma mehrfach wieder auf. Letztlich blieb die Revolution erfolglos, aber sie führte der zaristischen Regierung das revolutionäre Potenzial im Land und die Notwendigkeit von Reformen vor Augen. Die Versuche von Ministerpräsident Pjotr Stolypin, eine breite Schicht wohlhabender Bauern zu schaffen, endeten jedoch mit seiner Ermordung 1911. Nach 1906 zeigte sich aber auch, dass die Masse der Bevölkerung die liberalen, städtischen Eliten nicht als ihre Sachwalter ansah. Das Wyborger Manifest, in dem die Kadettenpartei gegen die Parlamentsauflösung protestierte und die Bevölkerung zu zivilem Ungehorsam aufrief, verhallte ungehört. Damit zeichnete sich ab, dass die nächste Revolution von radikaleren Kräften geprägt sein würde.

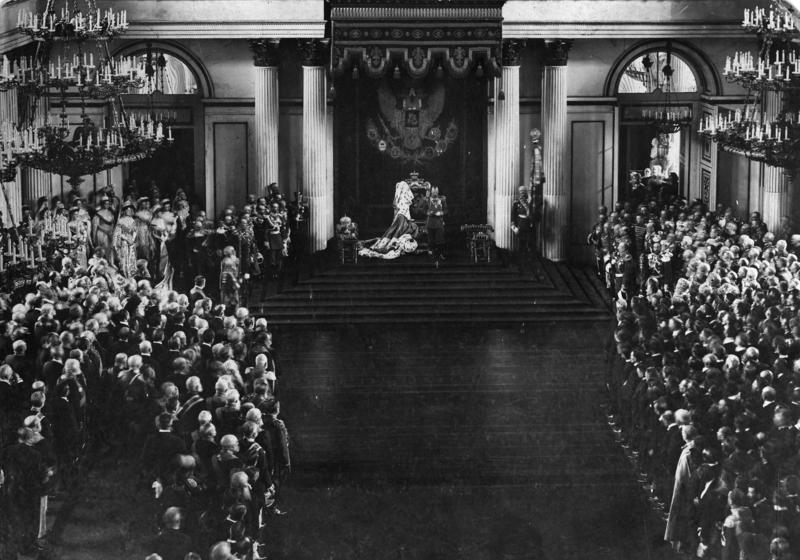
Eröffnung der Duma 1906

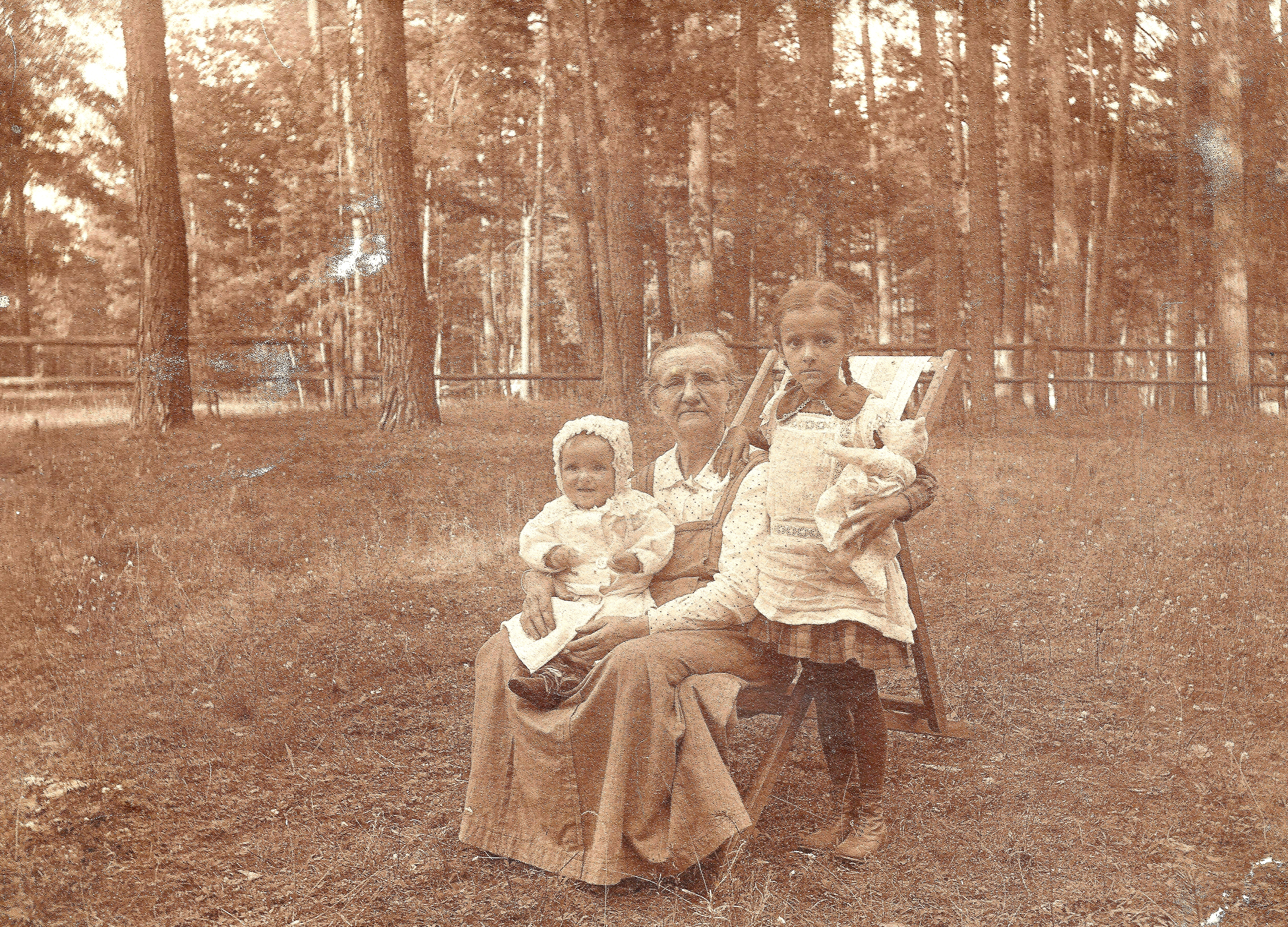
Der unheimliche Sommer 1917, Datsche bei Moskau

Außenpolitisch war Russland nach der 1890 vom Deutschen Kaiser Wilhelm II. verweigerten Verlängerung des Rückversicherungsvertrages 1892 ein zunächst geheimes Bündnis mit Frankreich eingegangen, das 1894 förmlich bestätigt wurde. Nach der Niederlage im Fernen Osten richtete Russland wieder seine Aufmerksamkeit auf Europa und den Balkan. Hier nahmen die Spannungen immer weiter zu, denn das Osmanische Reich, „der kranke Mann am Bosporus“, war zunehmend im Zerfallen begriffen. Russland war inzwischen extrem geschwächt und musste 1908 der Annexion Bosniens durch Österreich-Ungarn mit Rückendeckung des Deutschen Reiches tatenlos zusehen. 1907 schloss Russland ein Übereinkommen mit Großbritannien, in dem die Streitigkeiten in Asien ausgeräumt und die gegenseitigen Interessensphären festgelegt wurden. Es kam in Europa zu einem Rüstungswettlauf. Die allgemeine Lage verdüsterte sich zunehmend und ein großer europäischer Krieg wurde immer wahrscheinlicher.
Im August 1914 brach der Erste Weltkrieg aus. Russland stand als Verbündeter Serbiens, Frankreichs und Großbritanniens gegen das Deutsche Reich und Österreich-Ungarn. Am 29. Oktober wurden russische Schwarzmeerhäfen von der osmanischen Flotte unter Wilhelm Souchon überfallen und am 2. November erfolgte die Kriegserklärung an das Osmanische Reich. Nach einigen Erfolgen vor allem in Galizien erlitt Russland mehrere schwere Niederlagen gegen die deutsche Armee; Polen und das Baltikum gingen verloren. Den Oberbefehl im Hauptquartier übernahm aufgrund der Niederlagen der russischen Armeen Nikolaus II. am 9. September. Doch nach zwei Jahren stand Russland vor dem wirtschaftlichen und militärischen Zusammenbruch.

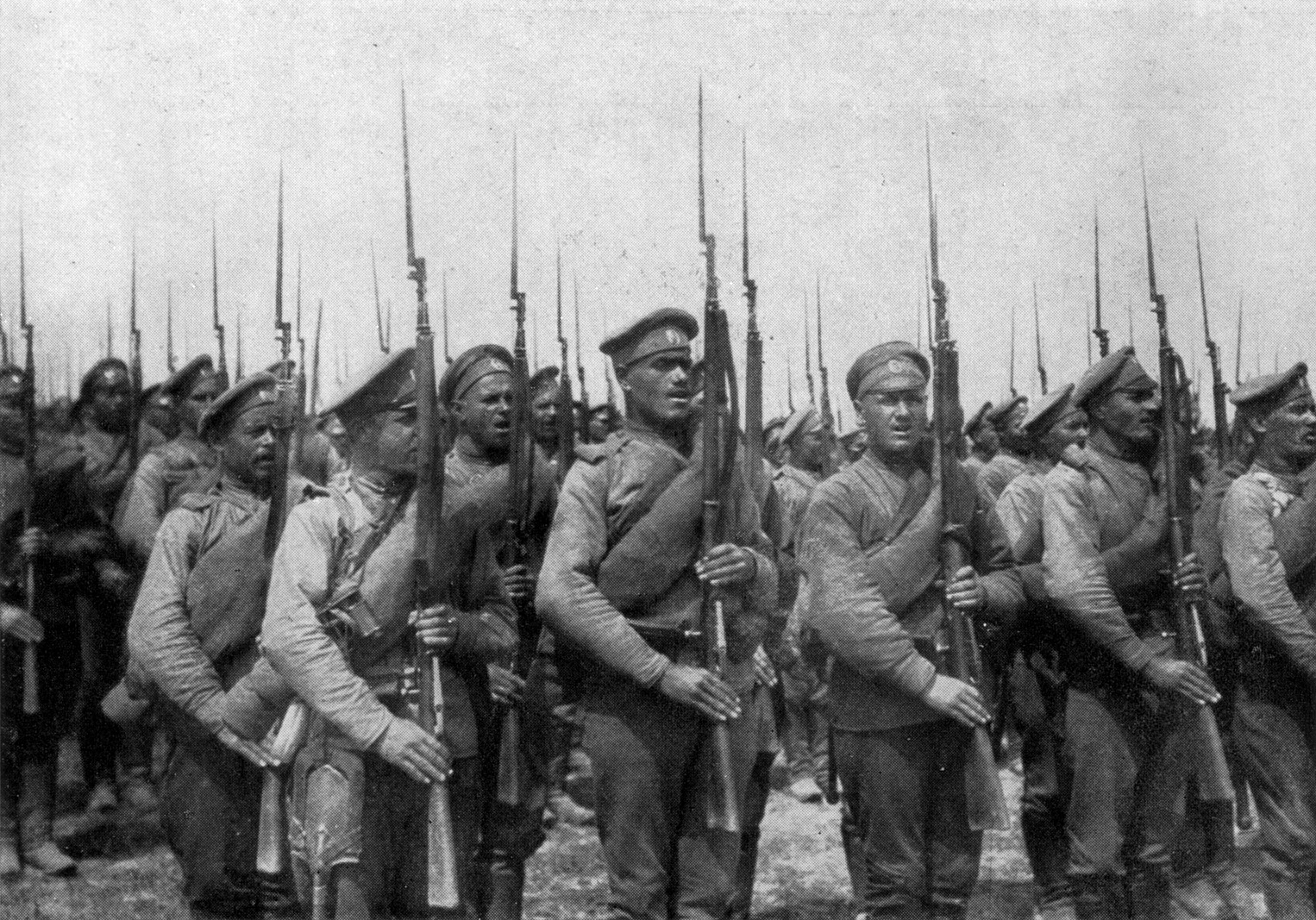
Russische Soldaten marschieren an die Front

Im März 1917 stürzte die Februarrevolution die Monarchie in Russland. Es kam zunächst zu einer Doppelherrschaft der von der Duma eingesetzten Provisorischen Regierung einerseits und dem von linksgerichteten Arbeitern und Soldaten dominierten Petrograder Sowjet andererseits. Da die deutsche Regierung Russland destabilisieren und aus dem Bündnis mit England und Frankreich herausbrechen wollte, ließ sie den im Schweizer Exil lebenden Berufsrevolutionär Lenin nach Petrograd schleusen. Dessen Anhänger, die kommunistischen Bolschewiki, drangen, anders als die Provisorische Regierung, auf die sofortige Beendigung des Krieges gegen Deutschland. Sie ergriffen nach wenigen Monaten durch einen später als Oktoberrevolution bezeichneten Staatsstreich die Macht. Da die Bolschewiki in der Verfassunggebenden Versammlung, deren Wahl noch von der gestürzten Provisorischen Regierung in die Wege geleitet worden war, nur eine Minderheit darstellten, lösten sie dieses erste demokratisch gewählte russische Parlament schon nach einem Sitzungstag wieder auf. Nach der Oktoberrevolution erklärten Polen, Finnland und die baltischen Staaten ihre Unabhängigkeit. Zeitweise lösten sich auch Belarus, die Ukraine, Georgien und weitere Gebiete von Russland. Nicht-russische Völker machten nach der Oktoberrevolution mehr als die Hälfte der Bevölkerung des Landes aus. Mit dem Recht der Selbstbestimmung (Erklärung der Rechte der Völker Russlands) hofften die Bolschewiki die Unterstützung dieser Völker zu gewinnen.

## RSFSR und Sowjetunion (1917 bis 1991)

Karte der RSFSR innerhalb der UdSSR

Die unmittelbare Folge der Oktoberrevolution war der fünf Jahre dauernde Russische Bürgerkrieg, zu dessen Beginn Lenin die Hauptstadt Russlands von Petrograd zurück nach Moskau verlegen ließ. Nach dem im März 1918 geschlossenen Vertrag von Brest-Litowsk mit Deutschland wurde die Russische Sozialistische Föderative Sowjetrepublik (RSFSR) gegründet. Deren Machtbereich war aber fast auf das Gebiet des alten moskowitischen Staats reduziert, da der größte Teil des Landes sich unter der Kontrolle der antibolschewistischen Weißen Armeen sowie ausländischer Interventionstruppen befand. Im Westen entwickelte sich ein Krieg mit dem neu entstandenen Polen, im Süden griffen Briten und Franzosen an, und in Sibirien traten Japaner, US-Amerikaner und die aus ehemaligen Kriegsgefangenen bestehenden Tschechoslowakische Legionen der von Leo Trotzki organisierten Roten Armee entgegen. Der Bürgerkrieg hatte enorme Verluste unter der Zivilbevölkerung zur Folge. Nach und nach gelang es der Roten Armee, Belarus, die Ukraine und Georgien zu erobern und dort Sowjetrepubliken zu errichten, die 1922 zusammen mit der RSFSR die Sowjetunion begründeten. 1924 wurde die erste sowjetische Verfassung verabschiedet.
In Zeiten der Sowjetunion war Russland in Form der RSFSR die größte und wirtschaftlich, sozial und politisch dominierende Sowjetrepublik. Bestrebungen nach nationaler Eigenständigkeit wurden in vielen Teilrepubliken mit großer Grausamkeit unterbunden, so in der Ukraine (Holodomor). Viele Völker wurden aber auch rein prophylaktisch aus ihren angestammten Siedlungsgebieten entfernt und innerhalb der Sowjetunion deportiert.
Vor allem in Sibirien wurden die Besiedelung und die wirtschaftliche Erschließung, oft durch die Arbeit politischer und militärischer Gefangener, vorangetrieben (siehe Geschichte Sibiriens). Während der Herrschaft Josef Stalins, im sogenannten Stalinismus, kamen Millionen von Bürgern des Landes gewaltsam in Lagern oder in Gefängnissen ums Leben – die genaue Anzahl der Opfer ist unbekannt.
Im Zweiten Weltkrieg war der westlichste Teil Russlands neben Belarus und der Ukraine einer der Hauptkriegsschauplätze. Dabei brachten die deutschen Eroberer im Zeichen nationalsozialistischen Rassenideologie schlimmstes Leid über die Bevölkerung: Ermordung und Verschleppung mehrerer Millionen sowjetischer Zivilisten und Kriegsgefangener, Massenmorde an Juden, Sinti und Roma, Versklavung und Ausbeutung der besetzten Gebiete. In Anlehnung an den Vaterländischen Krieg gegen Napoleon Bonaparte wurde der Zweite Weltkrieg auf sowjetischem Gebiet als Großer Vaterländischer Krieg bezeichnet. In der Schlacht von Stalingrad und der Schlacht bei Kursk erlitt die eingedrungene deutsche Wehrmacht entscheidende Niederlagen, was die Wende im Zweiten Weltkrieg einleitete.
Gegen Kriegsende eroberten und besetzten sowjetische Truppen auch japanisches Gebiet im Fernen Osten. 1945 gliederte sich die Sowjetunion nach dem Potsdamer Abkommen, bis zur endgültigen friedensvertraglichen Regelung, Nordostpreußen mit Königsberg als Oblast Kaliningrad ein; 1990 wurde dieses per Zession aufgrund des Zwei-plus-Vier-Vertrages seitens Deutschland übertragen. Daneben gewann sie das südliche Sachalin und die Kurilen von Japan. 1954 wurde auf Betreiben von Nikita Chruschtschow die Krim von der RSFSR an die Ukrainische SSR übertragen.
Mit Beginn der 1980er Jahre geriet die sowjetische Wirtschaft immer mehr in eine Krise. Auf einigen Gebieten der Versorgung herrschte schwerer Mangel. Nach dem Tod von Konstantin Tschernenko wurde am 11. März 1985 der noch relativ junge Michail Sergejewitsch Gorbatschow zu seinem Nachfolger bestimmt. Im Zuge seiner Politik von Perestroika und Glasnost trat die wirtschaftliche Krise immer klarer zutage. Durch die sinkenden Ölpreise im Zuge des Ersten Golfkrieges zwischen dem Iran und dem Irak verlor der Ölexport – ein wichtiger Devisenbringer und eine Haupteinnahmequelle der Sowjetunion – an Bedeutung. Die Invasion in Afghanistan 1979 und der daraus resultierende kostspielige Krieg lasteten ebenfalls schwer auf dem Staatshaushalt. Die Versuche Gorbatschows, den Rüstungswettlauf zu beenden um Geld für dringend benötigte innenpolitische Reformen und Modernisierungen einzuleiten, wurden von der damaligen US-Regierung (Kabinett Reagan) nicht goutiert. Gorbatschow geriet innenpolitisch zunehmend in Bedrängnis; den Reformern gingen seine Reformen nicht weit genug, den reaktionären Kräften schon zu weit. Im aufstrebenden Boris Jelzin erwuchs Gorbatschow auch ein Gegner, der ihn bald in den Schatten drängen sollte. Der Unmut der sowjetischen Bevölkerung entlud sich immer offener und in den Republiken kam es verstärkt zu separatistischen Tendenzen. 1991 erklärten sich im Zuge des Machtzerfalls der sowjetischen Regierung und nach dem erfolglosen Augustputsch in Moskau gegen Gorbatschow zunächst die drei baltischen Länder Litauen, Lettland und Estland, später auch die übrigen Sowjetrepubliken für unabhängig. Am 8. Dezember 1991 beschlossen die Staatsoberhäupter der letzten drei Unionsrepubliken – Russische SFSR, Ukrainische SSR und Weißrussische SSR – die offizielle Auflösung der Sowjetunion. Mit der ganz überwiegenden Staatenpraxis wird dabei die Russische Föderation in ihrer Eigenschaft als Fortsetzerstaat als mit der UdSSR identisch angesehen.

## Russische Föderation (seit 1992)

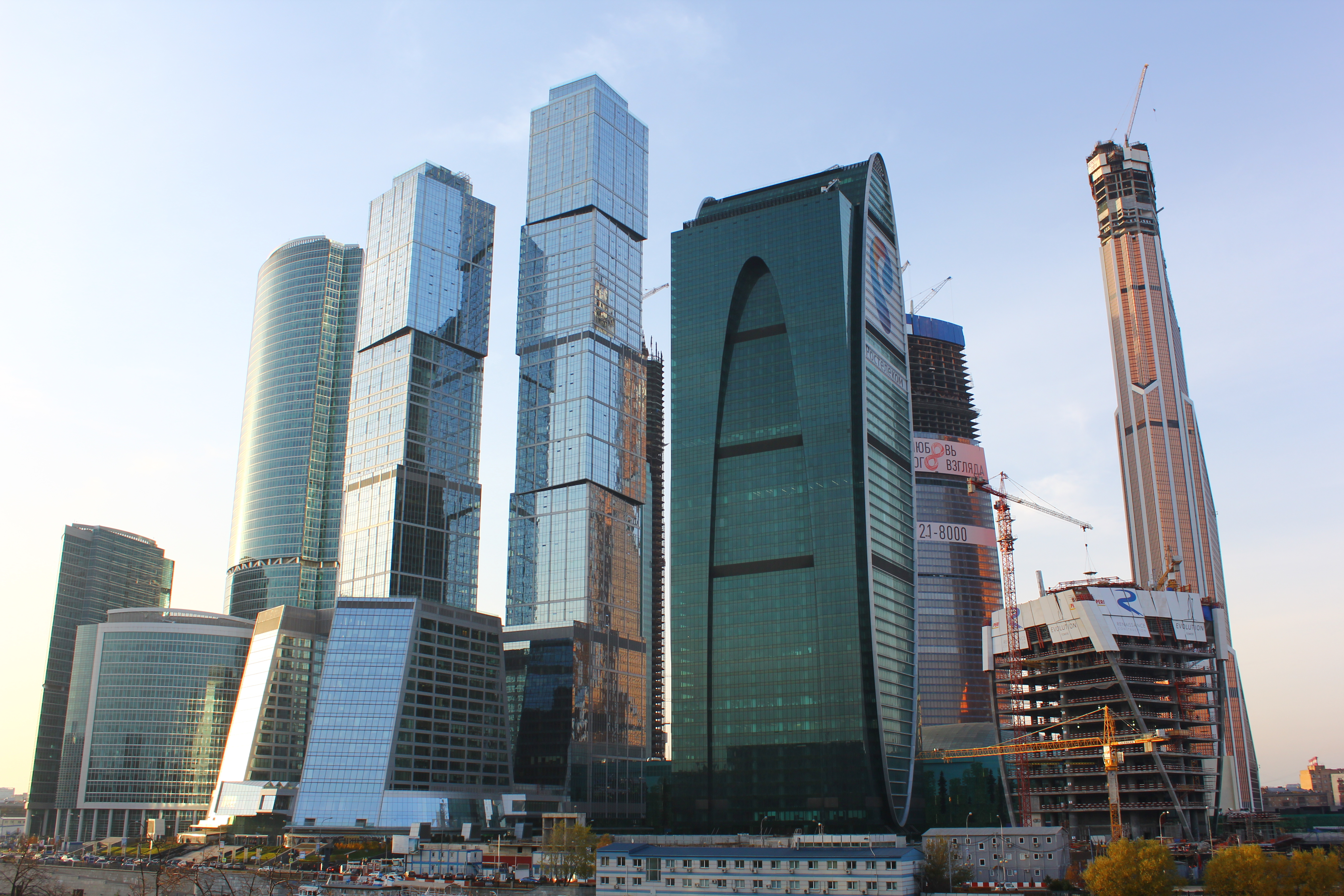
Wolkenkratzer der neuen Moskau City

Nach dem Zerfall der Sowjetunion stellte sich die Frage nach der Kontinuität der russischen Geschichte erneut. Dabei knüpfte die Russische Föderation an die Zeit vor der Oktoberrevolution an. Allerdings entsprachen die Grenzen Russlands nicht denen des Kaiserreichs vor 1917, sondern denen des ethnisch relativ einheitlichen russischen Zarentums im 17. Jahrhundert. Mit der Auflösung der Sowjetunion gründete Russland zusammen mit Weißrussland und der Ukraine die Gemeinschaft Unabhängiger Staaten (GUS), der sich später mit Ausnahme der baltischen Staaten auch die anderen ehemaligen Sowjetrepubliken anschlossen. Die GUS erreichte aber nie echte Bedeutung. Jeder Staat hat seine eigene Währung.
Die wirtschaftliche Situation verschlechterte sich auch nach dem Ende der Sowjetunion immer weiter. Die Wirtschaftskrise wurde eine der tiefsten, die je außerhalb von Kriegszeiten verzeichnet wurde. Die gewachsenen wirtschaftlichen Verbindungen (siehe Rat für gegenseitige Wirtschaftshilfe) wurden teilweise zerrissen, ohne dass neue geknüpft werden konnten. Es fehlte an durchdachten Konzepten zur Behebung der Krise und die soziale Polarisierung wurde stärker. Einer kleinen Zahl von Profiteuren stand in den 1990er Jahren eine große Zahl von Armen gegenüber. Schon vor Beginn des Winters 1991/92 war absehbar gewesen, dass bei der Versorgung eine große Unsicherheit bestand. Die Europäische Gemeinschaft gab 250 Millionen Ecu für Nahrungsmittelhilfe frei. Zur Unterstützung lieferten die USA mit Hilfe aus Deutschland, Großbritannien und Japan im Februar über 2000 Tonnen humanitäre Hilfe nach Russland. Bis im August 1993 wurden bei dieser Operation Provide Hope weitere 5000 Tonnen Güter per Luftbrücke geliefert.
1992 ließ der russische Präsident Boris Jelzin einen Föderationsvertrag unterzeichnen, der den Föderationssubjekten Russlands weitreichende Vollmachten zubilligte. 1993 kam es in Moskau zu blutigen Auseinandersetzungen, als sich der Machtkampf zwischen dem konservativ dominierten Parlament und dem Präsidenten zuspitzte (siehe Russische Verfassungskrise 1993). Im selben Jahr trat eine neue Verfassung in Kraft, die dem Präsidenten eine machtvolle Stellung gibt. Die erste Hälfte der 1990er Jahre war geprägt von der sogenannten “wirtschaftlichen Schocktherapie”, wachsender Unzufriedenheit der russischen Bevölkerung über die unvollendeten Reformen, Rubelsturz von 1994, dem Ersten Tschetschenienkrieg (1994–1996) und der Niederlage des demokratischen Lagers bei der Duma-Wahl im Dezember 1995. Jelzin gewann die Präsidentschaftswahl im Sommer 1996, wobei die mächtigen Finanzmagnaten (Oligarchen) ihn finanziell und organisatorisch massiv unterstützten. 1998 ereignete sich eine Finanzkrise, in der der Rubel abgewertet werden musste; die Reallöhne sanken dadurch.
Ende 1999 trat Jelzin als Präsident zurück. Nachfolger wurde Wladimir Putin; er wurde bei der Präsidentschaftswahl am 26. März 2000 im Amt bestätigt. Am 2. März 2008 wurde Dmitri Medwedew zum Nachfolger Wladimir Putins als Präsident Russlands gewählt. Putin wechselte für vier Jahre ins Amt des Ministerpräsidenten.
Ende der 1990er Jahre vollzog sich ein Übergang von der Zentralverwaltungswirtschaft zum Kapitalismus (Transformationsökonomie), worauf 1998 das russische Bankenwesen zusammenbrach, wodurch viele Russen ihre Bankguthaben verloren. Erstmals mit der Regierung Primakow (September 1998 bis Mai 1999) kam das semi-präsidentielle Verfassungsdesign zum Tragen; er versuchte eine faktische Koalitionsregierung zu bilden. Während dieser Zeit büßte die Präsidialadministration prompt ihre dominierende Rolle gegenüber dem Ministerkabinett ein. Er wurde ausgetauscht, um Putin, dem vom informellen Machtkartell der „Kremlfamilie“ ausgesuchten Nachfolgekandidaten Jelzins, Platz zu machen. Insgesamt waren während der Jelzin-Jahre demokratische Essentials (gewaltenteilige Mechanismen, Meinungsfreiheit) erhalten geblieben. Politologen sprechen für diese Zeit von einer defekten Demokratie.
Insbesondere in der Übergangszeit nahmen regionale Autonomiebestrebungen nach dem Ende der stark zentralistischen Sowjetzeit zu, was zu zentrifugalen Strömungen an den Rändern des Landes führte. So sah sich seit Mitte der 1990er Jahre die russische Regierung mit Unabhängigkeitsbewegungen und Machtkämpfen in zahlreichen Teilrepubliken, darunter in Tschetschenien, Jakutien und Nordossetien, konfrontiert (vgl. Erster Tschetschenienkrieg). Von Frühherbst 1999 bis Anfang 2000 brachten russische Truppen im zweiten Tschetschenienkrieg den Großteil Tschetscheniens wieder unter ihre Kontrolle. Seit dem Abzug etwa 20.000 russischer Militärangehöriger liegt die Regierungsgewalt über Tschetschenien bei seinem 2007 vereidigten Präsidenten Ramsan Kadyrow. Am 16. April 2009 wurde auf Anweisung des russischen Präsidenten Medwedew Tschetscheniens Status einer „Zone der Ausführung antiterroristischer Operationen“ aufgehoben. Gerade das Problem des Ausgleichs zwischen zentralistischer und dezentraler Herrschaft bildete in der Geschichte Russlands ein konstantes Problem. Um die staatliche Einheit zu wahren und ein Auseinanderfallen des Landes zu verhindern, verstärkte Putin wieder die Zentralmacht in Moskau. Die defekte Demokratie wurde zu einer gelenkten Demokratie.
Am 10. März 2010 begann die russische Opposition eine Kampagne mit dem Titel „Putin muss gehen“. Bis zum 4. Februar 2011 hatten um die 75.000 Bürger Russlands den Appell unterzeichnet. Auch im Internet machte sich immer mehr Kritik breit, obwohl die Regierungspartei Putins auch Blogger bezahlt haben soll. Die Putin-Jugendorganisation soll ein ganzes „Netzwerk“ an Bloggern finanziert haben. Putin wollte stets Aufkommen einer Farbrevolution im Keim ersticken; nach den Protesten 2012 verstärkte er die Kontrolle im Inland und die Abschottung nach außen.
Außenpolitisch suchte die russische Regierung lange nach einem neuen Standort. Unter Putin gelang es wieder, mehr politisches Gewicht zu erlangen. Im Umfeld des Irakkrieges 2003 wurde deutlich, dass sich Russland nicht als Spielball der USA verstand. Zudem war Russland an einer engen Abstimmung innerhalb Europas bestrebt und versuchte, seine Interessen durch eine enge Partnerschaft durchzusetzen. Die Vollmitgliedschaft bei den G8-Staaten (2002–2014) bedeutete einen erheblichen außenpolitischen Prestigegewinn. Russland blieb bemüht, seinen Einfluss in den Nachbarländern, vor allem in Zentralasien und Weißrussland weiter auszubauen bzw. wiederzuerlangen. So wurde mit Belarus eine Wirtschafts-, Verteidigungs- und Zollunion abgeschlossen (Russisch-Belarussische Union). Außenpolitisch wendete sich Russland nach einigen Jahren der Annäherung mehr und mehr vom Westen ab. Putin nannte die USA am 10. Februar 2007 in seiner Rede vor der 43. Münchner Konferenz für Sicherheitspolitik „gegnerische Weltmacht“. Dazu beigetragen hatte die zeitweilige Absicht der Regierung George W. Bush, Teile ihres geplanten Raketenabwehrsystems in Polen und Tschechien aufzustellen.
Im August 2008 eskalierten langjährige Spannungen mit Georgien. Georgien begann eine Militäroffensive in der von Russland unterstützten abtrünnigen Region Südossetien, um die Kontrolle über das Gebiet zurückzugewinnen. Russland reagierte mit dem Einmarsch eigener Truppen, was zum Kaukasuskrieg 2008 führte.
Gegenüber ehemaligen Sowjetrepubliken wurde mit Wirtschaftssanktionen und Strafzöllen Druck ausgeübt – exemplarisch der russisch-ukrainische Gasstreit („Gaskrieg“) mit der Ukraine. Die ukrainische Webseite Newsplot zeichnete 2014 15 Fälle von „Nahrungsmittelkriegen“ auf, die die russische Regierung in den Jahren 2005 bis 2013 gegen seine Nachbarn führte, beispielsweise gegen georgischen Wein, gegen Milchprodukte aus Belarus, gegen ukrainische Schokolade und gegen Wein aus der Republik Moldau.
Nach den Fälschungen der Parlamentswahl 2011 kam es zu Großdemonstrationen mit Hunderttausenden von Teilnehmern. Darauf reagierte die Staatsmacht mit noch mehr Repression; es wurde bereits verhaftet, wer sich mit einer anderen „protestierenden“ Person traf; jede andere Protestform als ein Einzelprotest wurde verboten, Anmeldungen von Demonstrationen zur Bewilligung waren stets willkürlichen Regeln unterworfen. Das ebenso willkürliche Gesetz über „ausländische Agenten“ in Russland trat am 21. November 2012 in Kraft.
2013/14 begann eine Stagnation der Wirtschaft in Russland.

### Angriffe auf die Ukraine
Am 20. Februar 2014 begann der nur halb verdeckte Militäreinsatz in der durch einen Freundschaftsvertrag mit Russland verbundenen Ukraine. Deren vertraglich garantierte Souveränität wurde dadurch und durch die russische Annexion der Krim verletzt. Am 21. März 2014 wurde der Föderationskreis Krim gegründet. Die völkerrechtliche Legitimität dieser Schritte ist außerhalb Russlands, aber auch in Russland selbst, umstritten.
Der von Russland 2014 ebenfalls angestossene Hybridkrieg in der östlichen Ukraine währte nach einer internationalen Eindämmung über mehrere Jahre.
In der Gesellschaft kam es zu mehreren Demonstrationswellen. 2018 demonstrierten viele Menschen wochenlang gegen die Erhöhung des Rentenalters, 2019 kam es neben einer bewilligten Großdemonstration trotz Demonstrationsverboten zu wochenlangen Protesten gegen den Ausschluss von Kandidaten bei den Kommunalwahlen. Diese Proteste wären moralisch, nicht politisch, so Leonid Gosman, daher vereinten sie Menschen verschiedener politischer Ansichten gegen die Arroganz und Unzulänglichkeit der Behörden mit ihren Lügen und ihrer Verachtung der Menschen. Weitere Proteste gab es in Chabarowsk 2020 nach der offensichtlich politisch motivierten Festnahme des Gouverneurs Sergei Furgal.
Im Januar 2021 protestierten Zehntausende gegen die Festnahme von Alexei Nawalny. Nawalny hatte im August 2020 knapp einen Giftanschlag mit dem Nervenkampfstoff Nowitschok überlebt und starb im Februar 2024 in einem Strafgefangenenlager unter unbekannten Umständen.
Als Grund für den verdeckten Krieg in der Ukraine sahen Historiker und Politikwissenschaftler im Jahr 2014 übereinstimmend die innenpolitische Gefahr für das politische System Russlands, welche eine erfolgreiche Ukraine darstelle.
Am 24. Februar 2022 begannen russische Streitkräfte auf Befehl von Putin den russischen Überfall auf die Ukraine. Nachdem die russische Propaganda die Menschen in Russland aufgepeitscht hatte, erreichte die klare oder mäßige Zustimmung zu Putins Krieg laut einer Umfrage rund 58 Prozent. 23 Prozent lehnten den Krieg klar ab. Die Zustimmung war unter den über 66-jährigen mit 75 Prozent am höchsten, während sie bei den unter 24-jährigen noch 29 Prozent betrug. Eine Mobilmachung hatte Putin bis zum September 2022 vermieden, um diese Zustimmung nicht zu verlieren. Die russische Annexion der Süd- und Ostukraine sollte das Volk hinter der Kriegsidee sammeln und wurde von 143 Staaten verurteilt.
Am 23. Juni 2023 begann der Aufstand der Gruppe Wagner in Russland. Nach Aussage des Wagner-Chefs Jewgeni Wiktorowitsch Prigoschin hatten die russischen Streitkräfte seine Gruppe Wagner in der Ukraine attackiert, woraufhin er seinen Streitkräften befahl, einen Marsch der Gerechtigkeit auf Moskau durchzuführen. Dieser hatte unter anderem das Ziel, Verteidigungsminister Sergei Schoigu abzusetzen. Am 24. Juni nahm die Gruppe Wagner mit 25.000 Soldaten militärische Einrichtungen in Rostow am Don ein und rückte bis zum Abend über Woronesch auf Moskau vor. Rund 200 Kilometer vor der russischen Hauptstadt, in der man sich unter anderem mit Straßenblockaden bereits vorbereitete, stoppte Prigoschin den Vormarsch. Am 23. August 2023 stürzte sein Privatflugzeug ab, alle zehn Menschen an Bord starben.